# 현대 유니버스
현대 유니버스(Hyundai Universe)는 에어로의 후속 차종으로 2006년 11월 9일에 현대자동차 최초이자 대한민국에서 2번째로 독자 개발하여 시판한 대형 고급 버스이다. 차명인 유니버스는 영어로 우주를 의미한다.

## 개요
2006년 11월 9일 에어로 2세대 모델의 후속 차량으로 출시되었으며, 에어로와는 달리 루프 안테나가 적용되었다. 현대자동차의 버스 차종 중에서는 처음으로 일본에 수출된 차종이며, 대한민국에서 제작된 버스로는 자일대우 BX에 이어 2번째로 일본에 수출되었다. 또한 고급좌석버스용 및 관광용으로 유니버스의 CNG천연가스버스 모델도 판매되고 있다.
이 차량의 특징은 기존의 동급 기종의 버스들이 6매 창문으로 되어 있는 것과는 다르게 5매 창문 배열로 되어 있어 좌석에서의 시야가 넓어진 특징이 있다.
2008년 12월 유니버스 스페이스 엘레강스에 전중비형 직행좌석버스가 추가된데 이어, 2010년 10월에 출시된 2011년식부터 오디오는 테이프 타입에서 CD 타입으로 변경과 동시에 MP3 플레이어가 추가되었으며, 럭셔리 이상급은 측면 화물칸 하단에 램프가 추가되었으며, 콜부저의 딩동 음향이 기본사양이 되었다. 아울러 후진 경고음이 추가되었다. 2011년 말 력셔리 이상급은 뉴 프리미엄 유니버스로 페이스리프트되었으며,엘레강스 이하급은 현행대로 생산되고 있다. 그리고 출입문이 폴딩도어로 적용된 럭셔리 모델은 전면부에 크롬 가니쉬를 적용하였다. 2013년 초에 선보인 2013년식부터는 CNG천연가스버스 차량은 우측면 왼쪽에서 2번째 승객석 창틀에 CNG 로고가 무색 바탕/주황색 로고에서 흰색 테두리를 두른 연두색 바탕/흰색로고로 변경되었으며, 같은해 11월에 선보인 2014년식부터는 콜부저의 색상이 검은색에서 흰색으로 변경되었고, CNG천연가스버스 차량의 천연가스버스 폰트가 굵은 센츄리고딕에서 가는 윤고딕으로의 변경과 동시에 CNG 천연가스버스 로고 크기도 약간 축소되었다.
2015년에 배기가스 규제가 유로6 기준으로 강화됨을 대비하여 엔진을 H430, 파워텍 440 엔진으로 변경하고 요소수 탱크가 추가되었으며, 사이드 마커램프 적용 및 차량 외관과 내관이 약간 변경된 유로6 모델이 출시되고 컴포트 모델과 클래식 모델이 수요 저조로 단종되었다. 그리고 럭셔리에 출입문이 폴딩도어에만 적용되었던 전면부에 크롬 가니쉬가 삭제되고 프라임 모델에 폴딩도어가 추가되었다. 노블 기반의 21인승 프리미엄 사양인 프레스티지라는 모델이 공개되었다. 2016년식부터 엘레강스 전중문에 한해 출입구 글라스 도트 컬러 변경 및 두께가 두꺼워졌으며, 디젤 전 모델에 연료 주입구와 요소수 주입구에 연료명과 요소수를 각각 표기하였으며, 머플러가 땅을 바라보는 형태의 비노출 타입으로 바뀌었다. 노블 기반에 비행기의 퍼스트클래스석 시트를 적용한 프리미엄 좌석인 프레스티지 모델이 본격적으로 출시되었다. 그리고 CD타입의 오디오에는 USB 포트가 추가되었으며, 독립식 우등시트, 3점식 안전벨트(선택사양), 긴급제동 시스템인 AEBS 등이 추가되었다. 2017년부터는 전면부 순정 스포일러 검은 데칼이 약간 변경되었으며, 2018년에는 사제 스포일러가 약간 변경되었다. 그 해 하반기에는 H엔진 한정 옵션이었던 ZF 아스트로닉 12단 AMT를 삭제하고, ZF 에코라이프 6단 자동변속기로 교체했다. 또한 파워텍 엔진에도 ZF 에코라이프 6단 자동변속기를 옵션으로 적용하며, 기어박스에 달린 버튼식이다. 단, 똑같은 ZF 6단 자동변속기여도 파워모드가 없는 현대 에어로시티 저상버스와 달리, 파워모드 스위치가 기어박스 하단에 따로 있다.
2019년 3월에 2차 페이스리프트 모델이 출시되었으며, 유니버스 스페이스, 익스프레스 명칭이 삭제되고 뉴그랜버드 실크로드랑 같은 경쟁급인 노블 EX, 프레스티지 EX가 모델이 추가되었다. HD급은 신규 외장 디자인이 적용되었고, 실내 온도계랑 승객좌석 안전벨트 경고등이 추가되었다. SD급은 전면부 기존 뉴 프리미엄 유니버스 익스프레스 노블에 적용되었던 그릴로 약간 변경하였으며, 스포일러랑 운전석 대시보드 외에는 HD급과 달리 많이 변경되지 않았다. 아울러 승용차처럼 스마트키가 추가되었으며, 선택사양이다. 6단 수동변속기는 대시보드에 올라갔으며, ZF 에코라이프 6단 자동변속기는 버튼식에서 엑시언트와 동일한 컬럼식으로 변경되었다. 단, 위아래로 레인지를 변경하는 방식이 아니라 기어 끄트머리에 있는 스위치를 돌려서 레인지를 바꾸는 방식이며, 파워모드 ON/OFF 스위치가 변속기 끄트머리에 따로 있다. 이 방식은 기아 그랜버드도 슈퍼 프리미엄으로 모델 체인지하면서 적용했으며, 승용 라인업에서는 EV인 아이오닉 5가 이 방식을 이용한다. 2020년 6월 1일에는 비상문이 적용되고, SD급 전면부가 HD급 전면부랑 동일한 삼각램프로 변경되었다. 아울러 럭셔리 모델이 엘레강스 모델로 통합하여 단종되고 유니버스 노블 EX, 프레스티지 EX에 저가형인 프라임 EX가 추가되었다. 제작 날짜 2023년 6월식부터는 깜박이등과 방향지시등을 측면 사이드램프와 연동되어 같이 점등되도록 변경되었다. 2025년 8월에는 2025년 8월 6일에 2026년형 유니버스가 출시됐다. 전체 트림에 타이어 공기압 경보 장치를 기본화 했으며, 기본 엘레강스 트림에서 선택 품목이었던 운전석 전용 에어컨, 멀티펑션 운전석 시트를 모두 기본으로 적용했다. 프라임 EX이상 상위 트림에는 신형 우등 시트를 기본 탑재했다. 그리고 유니버스 FCEV 사양에 뒤쪽 수소탱크 부분만 덮는 "부분 루프 커버" 선택 시 전고가 45mm(3,695mm) 낮아진다. 아울러 전장 12m SD급 유니버스 프라임에 FCEV 사양이 추가되었다.
한동안 현대자동차가 유일하게 일본 시장에 수출하는 차종이었다. 현대자동차가 판매 부진으로 2009년 11월에 일본 승용 시장에서 철수한 후 2022년에 아이오닉 5와 넥쏘를 앞세워 일본 승용시장에 재진출할 때까지 13년이 걸리는 동안에도, 유니버스는 연료효율과 내구성을 인정받아 일본의 버스 시장에서 인기를 얻어 2010년 이후에도 판매되고 있다. 이후 현대자동차가 아이오닉 5와 넥쏘로 일본 승용 시장에 재상륙한 후, 일렉시티 타운 등으로 서서히 일본 시장을 확대하고 있다.

## 1세대 (PV; 2006년 11월~현재)

### 초기형 (2006년 11월~2011년 11월)

#### 유니버스 스페이스
유니버스 스페이스는 11.8m급 미만의 SD 차량으로, 주로 자가용, 시외버스, 공항버스, 직행좌석버스, 급행버스 등에 쓰인다.
- 컴포트 (Comfort)《LR-B》- 11.65m 스텐더드 데크 등급, 롱 테이퍼 서스펜션 장착·사용
- 클래식 (Classic)《LR-B》- 11.65m 스텐더드 데크 등급, 롱 테이퍼 서스펜션 장착·사용
- 엘레강스 (Elegance)《LR-B》- 11.78m 스텐더드 데크 등급, 에어 서스펜션 사용
- 럭셔리 (Luxury)《LR-B(일반), LR-F(장애인용)》- 11.78M 스텐더드 데크 등급, 에어 서스펜션 사용

#### 유니버스 익스프레스
- 프라임 (Prime)《LR-B》(전고 3.34m) 12m 스텐더드 데크
- 노블 (Noble) 일반, 우등《LR-D》(전고 3.49m) 12m 하이 데크

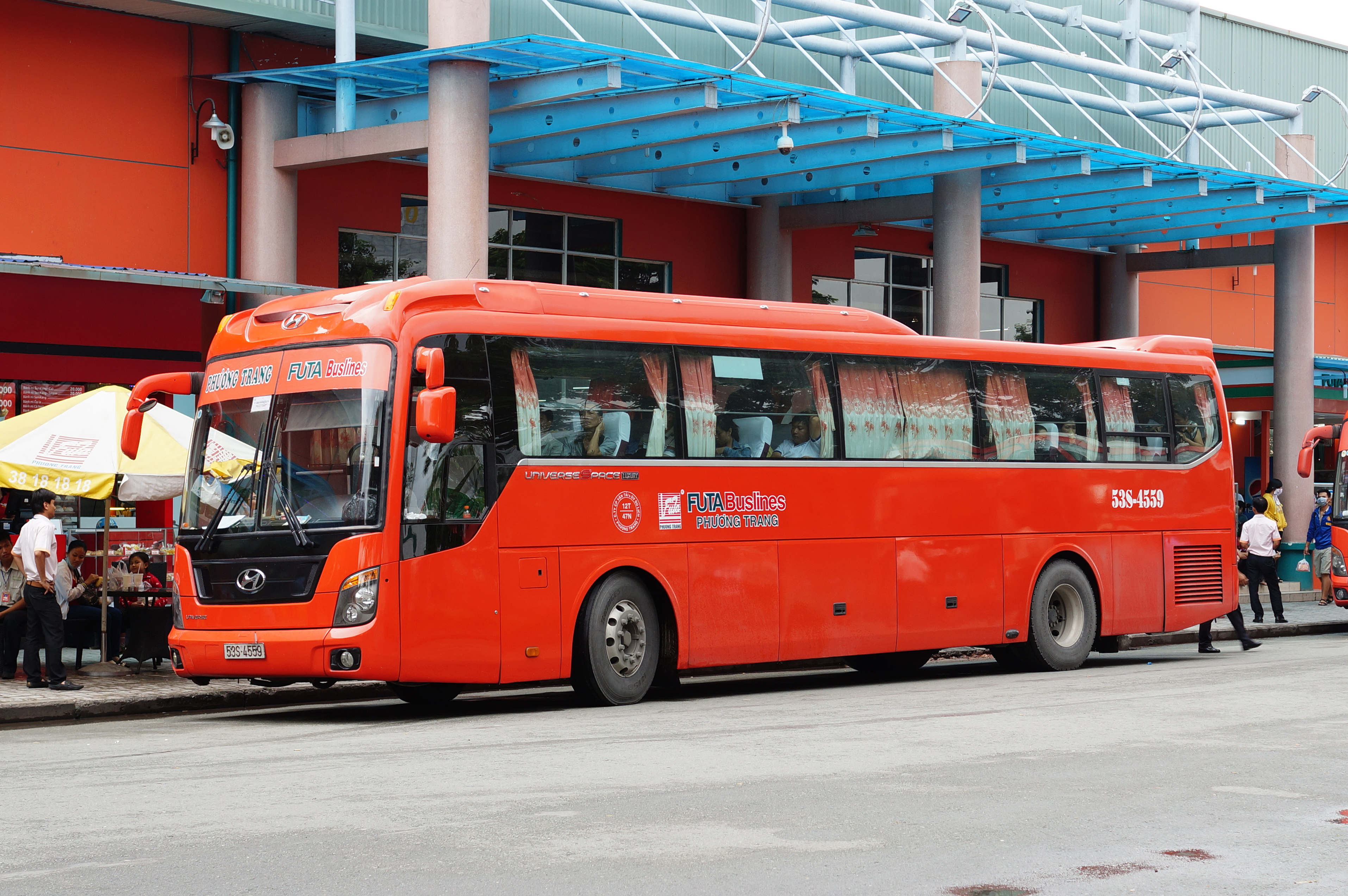
유니버스 스페이스 정측면
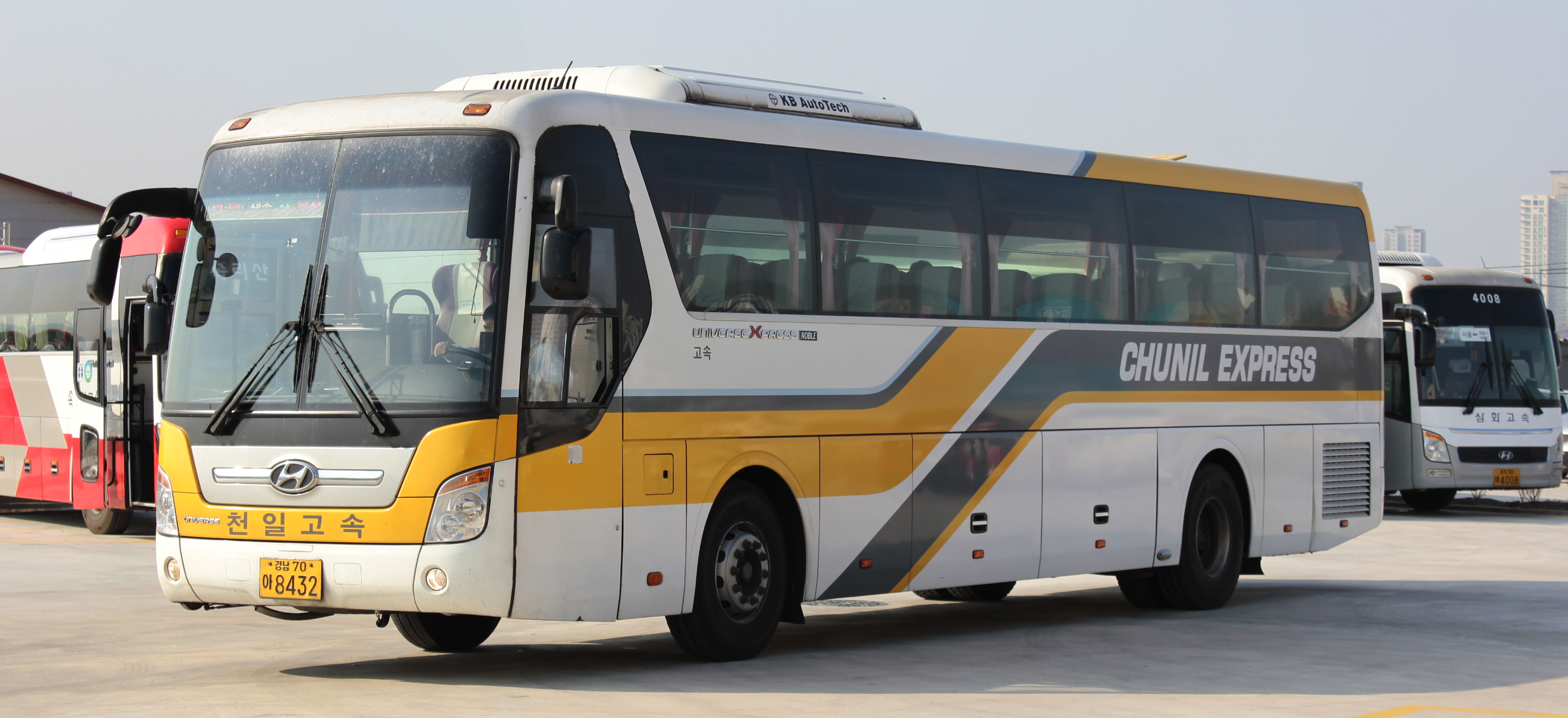
유니버스 익스프레스 정측면

### 후기형 (2011년 11월~2019년 3월)

#### 유니버스 스페이스
유니버스 스페이스는 11.8m급 미만의 SD 차량으로, 주로 자가용, 시외버스, 관광버스, 공항버스, 직행좌석버스(엘레강스, 럭셔리), 급행버스(엘레강스, 럭셔리) 등에 주로 투입된다. 럭셔리에만 뉴 프리미엄 유니버스 명칭이 붙는다.
- 컴포트 (Comfort)《LR-B》- 11.65m 스텐더드 데크 등급, 롱 테이퍼 서스펜션 장착·사용 (단종)
- 클래식 (Classic)《LR-B》- 11.65m 스텐더드 데크 등급, 롱 테이퍼 서스펜션 장착·사용 (단종)
- 엘레강스 (Elegance)《LR-B》- 11.78m 스텐더드 데크 등급, 에어 서스펜션 사용
- 럭셔리 (Luxury)《LR-B(일반), LR-F(장애인용)》- 11.78M 스텐더드 데크 등급, 에어 서스펜션 사용

#### 뉴 프리미엄 유니버스 익스프레스
뉴 프리미엄 유니버스 익스프레스는 12m급 SD(프라임)/HD(노블·프레스티지) 차량으로, 주로 자가용, 관광버스, 시외버스, 공항버스, 고속버스 등에 쓰인다.
- 프라임 (Prime)《LR-B》(전고 3.34m) 12m 스텐더드 데크
- 노블 (Noble) 일반, 우등《LR-D》(전고 3.49m) 12m 하이 데크
- 프레스티지 (Prestige) 프리미엄 (전고 3.49m) 12m 하이 데크 - 프리미엄 고속버스로 운행중이다.

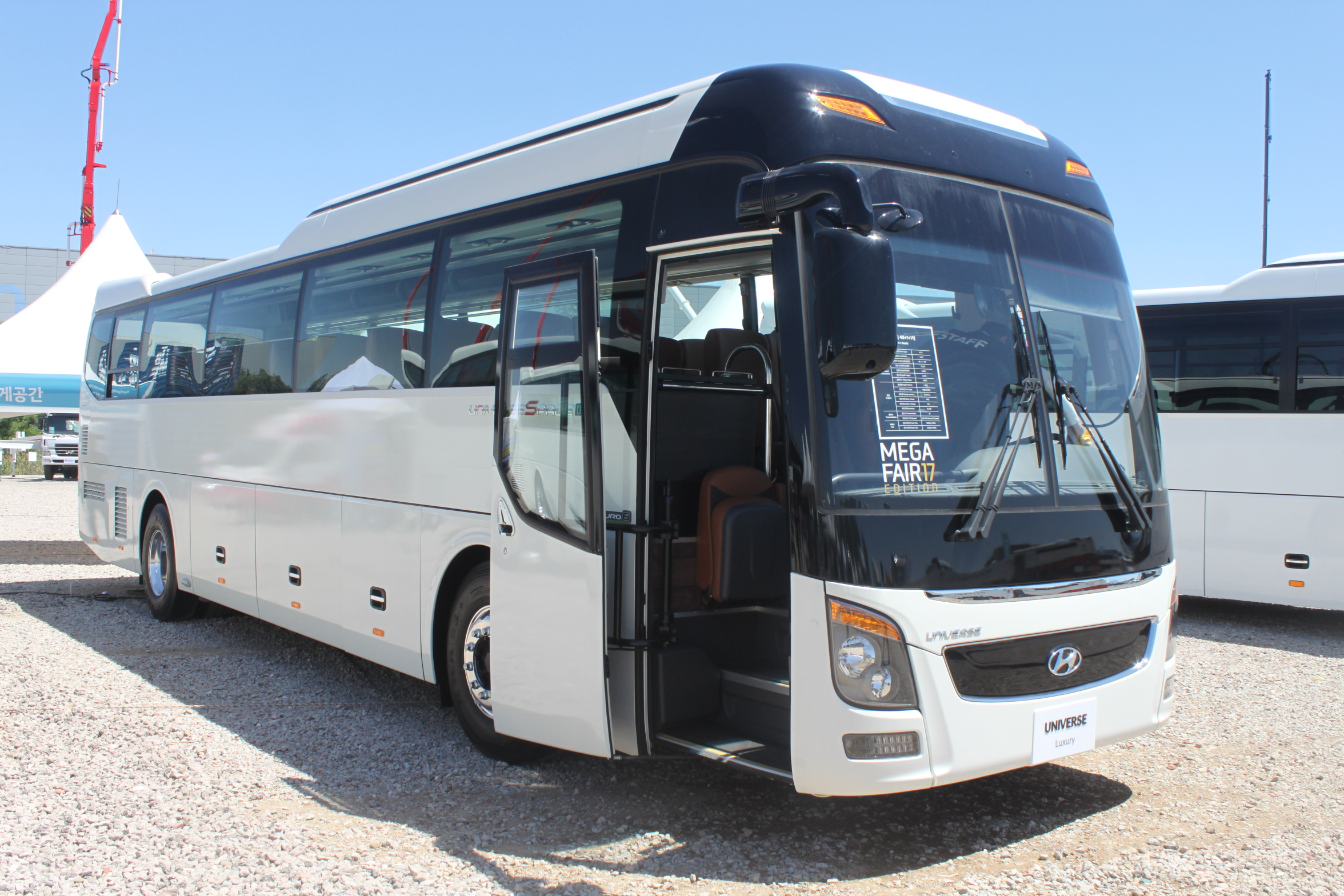
유니버스 스페이스 정측면
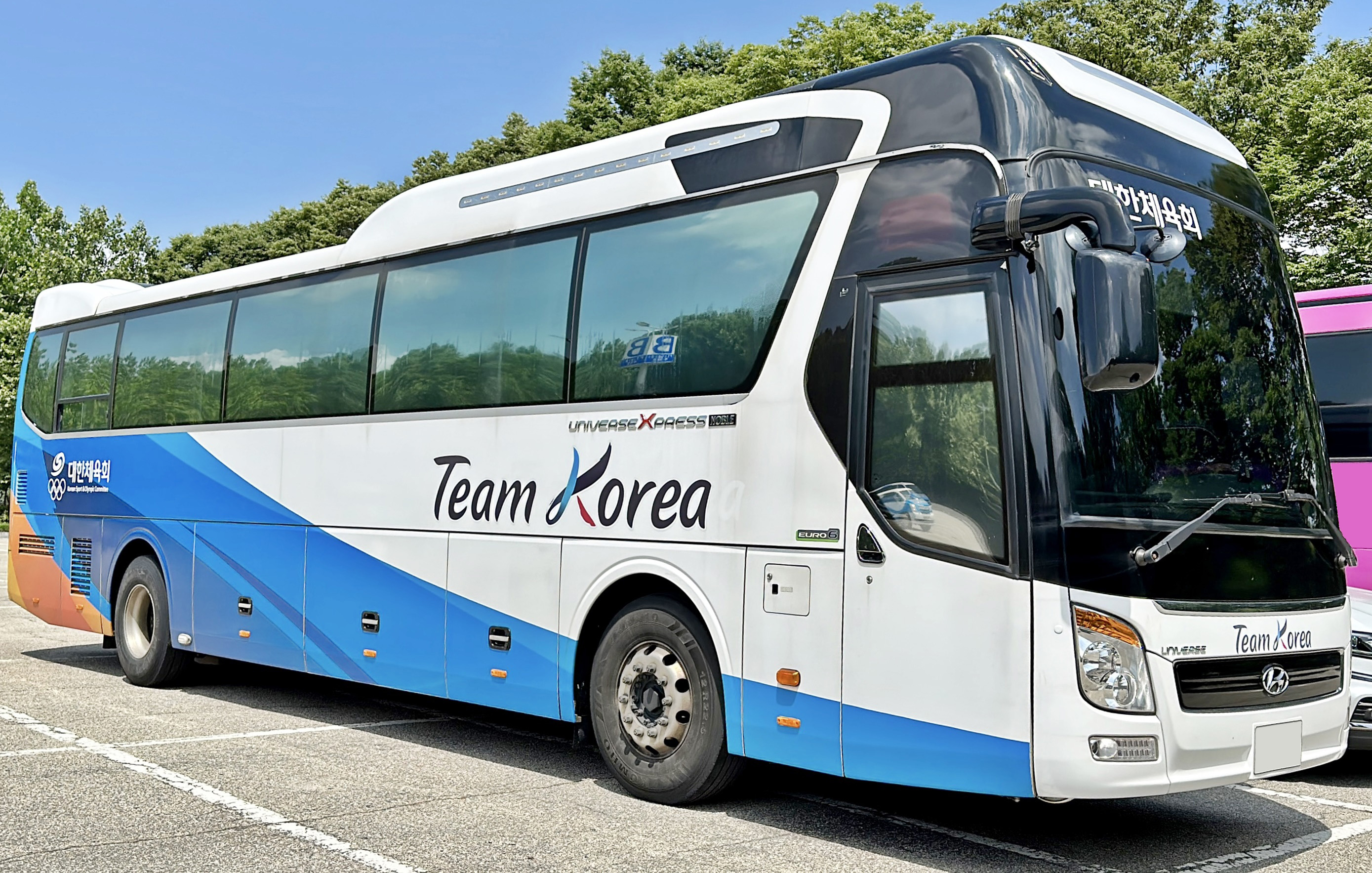
뉴 프리미엄 유니버스 익스프레스 정측면

### 페이스리프트 (2019년 4월~현재)

#### 유니버스
11.8M급 미만의 SD 차량. 주로 직행좌석버스, 광역급행버스, 시외버스, 회사용 버스 등에 투입된다.
- 엘레강스 (Elegance)《LR-B》- 11.78m 스텐더드 데크 등급, 에어 서스펜션 사용
- 럭셔리 (Luxury)《LR-B(일반), LR-F(장애인용)》- 11.78M 스텐더드 데크 등급, 에어 서스펜션 사용

12M급 SD 차량. 주로 관광버스, 공항버스, 시외버스 등에 쓰인다.
- 프라임 (Prime)《LR-B》(전고 3.34m) 12m 스텐더드 데크

12m급 HD 차량. (노블,프레스티지)/12.5M급 HD(프라임 EX, 노블 EX, 프레스티지 EX) 차량. 주로 자가용, 관광버스, 고속버스, 시외버스 등에 주로 투입된다.
- 노블 (Noble) 일반, 우등《LR-D》(전고 3.49m) 12m 하이 데크
- 프레스티지 (Prestige) 프리미엄 (전고 3.49m) 12m 하이 데크
- 프라임 EX (Prime EX) 《LR-D》(전고 3.49m) 12.5M 염가형 하이 데크
- 노블 EX (Noble EX) 일반, 우등《LR-D》(전고 3.49m) 12.5m 하이 데크
- 프레스티지 EX (Prestige EX) 프리미엄 (전고 3.49m) 12.5m 하이 데크

#### 유니버스 수소전기버스
세계 최초로 수소연료전지 시스템을 탑재한 고속형 대형버스급으로, 현대차가 2023년 4월 6일에 출시했다.
에너지 생산부터 운행까지 오염 물질을 배출하지 않는 친환경 차량이다. 1회 충전 시 주행 가능 거리가 최대 635km로, 48.2kWh의 고출력 리튬 이온 배터리를 장착했다.
세계 최초로 MR(자기 유변 유체) 댐퍼와 차량의 좌우, 앞뒤 흔들림을 감소시키는 제어 로직을 적용해 주행 안정성과 승차감을 향상시켰다. 스마트 크루즈 컨트롤, 전방 충돌방지 보조, 차선 이탈 경고, 운전자 상태 경고, 햅틱 스티어링 휠, 후방 모니터, 후방 주차 거리 경고 등의 첨단 운전자 보조 시스템을 탑재했다. 전면부의 검정 그릴 위에 파란 선을 좌우로 연결해 친환경을 상징하는 수소전기버스 정체성을 강조했다. 실내에는 슬림형 시트로 여유 있는 공간을 확보하고, 착좌감을 개선했다.
고속버스와 시외버스로 활용 가능한 모델로, 2021년 경찰용 버스로 시작해 2022년 일반 고속형 버스로 개발되었다. 환경부, 부산시, 울산시, 경상남도와 함께하는 시범 운행 사업에 투입된 바 있다.
2025년 8월 6일에 유니버스 수소전기버스 상품성 개선 모델이 출시됐다. 전장 12m의 프라임 트림이 새롭게 추가됐으며, 운전석 스마트폰 무선 충전기, 화물함 원격 잠금장치 등을 기본 탑재했다. 또한 일체형 모터와 변속기를 통해 연결 부위를 줄이고 듀얼 모터를 적용해 변속 단절감을 최소화했다.
고전압 배터리 화재 5분 지연 구조도 적용됐다. 차량 충돌 시 수소 밸브를 잠그고 고전압 배터리 충방전을 중단시키는 등 2차 사고를 방지한다. 또한 신형 우등 시트를 장착해 높이조절형 헤드레스트, 컵홀더, 맵포켓 등 편의사양을 갖췄다.
유니버스 수소전기버스는 모터 최고 출력 350kW, 모터 최대 토크 1,800Nm이며 연료 전지 시스템 최고 출력 180kW, 고출력 리튬 이온 배터리 48.2kWh, 1회 충전 시 주행 가능 거리 최대 960.4km를 갖췄다.

#### 회복지원 수소전기버스
현대자동차그룹이 수소 기술을 기반으로 제작한 소방관 회복지원 수소전기버스를 제작했다. 2023년 3월부터 이 버스 8대를 소방청에 기증하기로 하고 2024년 6월까지 경북, 강원, 인천, 전북, 충남, 울산 지역 시도 소방본부에 순차적으로 제공했다. 회복지원 수소전기버스는 유니버스 FCEV에 적용된 수소연료전지 시스템을 탑재해 외부 공기를 정화하여 산소를 공급하고, 수소와 산소가 반응하여 생성한 전기로 모터를 가동시켜 차량을 운행한다. 이 과정에서 배출구 기준 오염물질 없이 순수한 물만 배출된다.
또한 차량 외부에 현장에서 묻은 오염 물질을 제거할 수 있는 고압 에어건과 워터건을 장착했으며, 2차 오염에 대비하여 사용한 장비들을 별도의 공간에 보관할 수 있도록 방화복 행거도 탑재했다. 내부에 현장 상황실 역할도 수행할 수 있는 ㄷ자 형태 소파형 회의 공간과 회의용 모니터, 프리미엄 리클라이너 시트, 좌석마다 220V 전원과 USB 단자, 전자레인지, 냉장고 등을 포함한 조리공간, 차량의 전력을 외부로 공급하여 에어텐트와 같은 휴식공간도 활용할 수 있도록 개발됐다.
- 회복지원 수소전기버스 캠페인 영상

2024년 7월 8일에 선배 소방관이 후배 소방관에게 전하는 응원 편지 형식으로 타인의 생명과 안전을 지키기 위해 자신의 안전과 휴식도 중요하다는 내용을 담은 소방관 회복지원 수소전기버스 캠페인 영상을 공개했다.

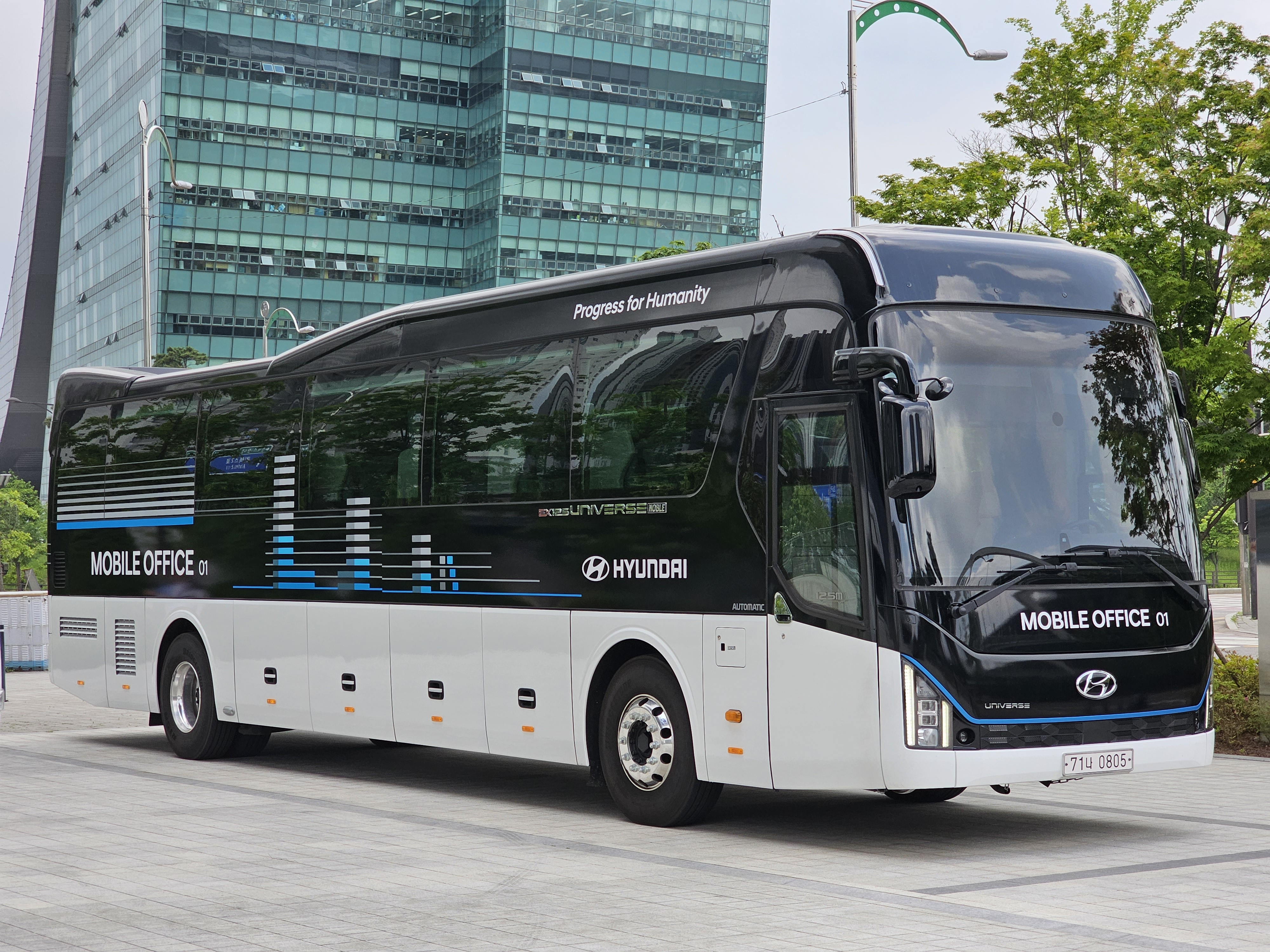
유니버스 정측면
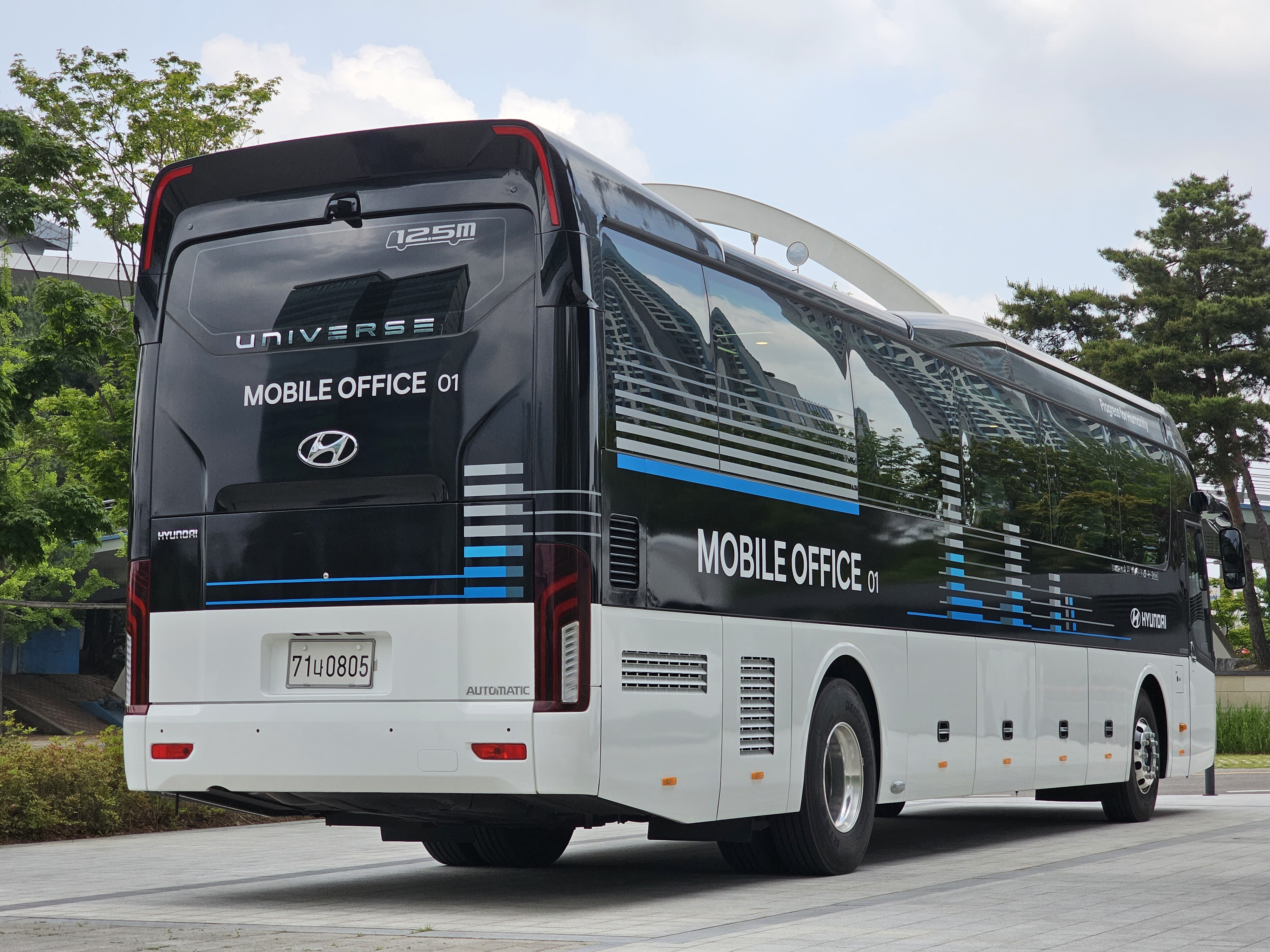
유니버스 후면

### 제원
| 외장                         | 전장                         | 11,750mm                      |
| 외장                         | 전폭                         | 2,495mm                       |
| 외장                         | 전고                         | 3,740mm                       |
| 외장                         | 축거                         | 5,850mm                       |
| 모터 최고 출력               | 모터 최고 출력               | 335kW                         |
| 모터 최대 토크               | 모터 최대 토크               | 1,200N∙m                      |
| 수소연료전지 최고 출력       | 수소연료전지 최고 출력       | 180kW (Gross 기준)            |
| 배터리 용량                  | 배터리 용량                  | 48.2kWh                       |
| 100% 수소 완충 기준 주행거리 | 100% 수소 완충 기준 주행거리 | 635km (광역모드, 간절기 기준) |
| 수소 탱크 용량               | 수소 탱크 용량               | 875L(34kg)                    |

## 역대 슬로건

### 1세대(PV)
- 고품격 유로 특급 (유니버스 익스프레스 노블)

## 운행 국가

### 대한민국
충북리무진에서 2007년 1월에 대한민국에서 최초로 구입했다. 1군 고속버스로는 금호고속에서 2007년 2월에 380마력 엔진/5단 수동변속기 노블 일반고속으로, 천일고속에서 2007년 8월에 노블 우등고속과 425마력 엔진/6단 수동변속기 사양으로 처음 구입한 후 1군 고속버스 회사에서 425마력 유니버스 노블 일반/우등을 많이 주문하고 있다. 2019년에 나온 F/L 모델은 1군 고속버스 회사의 경우 우등고속은 금호고속, 속리산고속, 중앙고속, 동양고속 등이 출고하였으며, 그 중 동양고속은 ZF의 컬럼식 6단 자동변속기를 장착했다. 노블EX랑 프레스티지EX 모델은 금호속리산고속이 최초로 도입했다.
천연가스버스 모델은 시외버스로는 푸른교통에서 2008년 11월 처음 구입하였으며, 공항버스는 태화공항리무진에서 같은 해 출고 직행좌석버스로는 2008년 12월 명성에서 처음 구입하여 직행좌석버스 1000번에 투입하였으며, 경기도 일반좌석버스로는 2011년 1월 성우운수에서 처음 구입하여 일반좌석버스 909번에 투입하였다. 2014년 4월 태화상운에서 일반좌석버스 707번에 투입하였다.

#### 고속버스로 사용하는 회사
- 전 회사가 모두 운용하고 있다.

#### 시외버스로 사용하는 회사
- 경기도: 경기고속, 경남여객, 경일여객, 금강고속, 대원고속, 삼화고속, 용남고속버스라인,  진흥고속, 선진고속
- 강원특별자치도: 강원여객, 강원고속, 금강고속, 영암고속·화성고속
- 충청남도: 금남고속, 삼흥고속, 중부고속, 충남고속[11], 한양고속
- 충청북도: 코리아와이드대성[12], 충북리무진, 친선고속
- 전라남도: 광신고속, 광우고속, 금호고속 (직행부), 동광고속, 동방고속
- 전북특별자치도: 전북고속, 호남고속, 대한고속, 전주고속[13], 전북여객
- 경상남도: 남흥여객, 대한여객, 부산교통, 영화여객, 거제현대고속, 동아여객, 함양지리산고속, 태영고속, 해운대고속, 푸른교통, 주식회사 세원, 경전고속,  경남고속
- 경상북도: 금아리무진, 금아여행, 아성고속, 코리아와이드진안, 천마고속, 인터시티경산, 코리아와이드경북[14]
- 제주특별자치도: 삼화여객[15], 삼영교통

#### 공항버스로 사용하는 회사
- 서울특별시: 공항리무진, KAL리무진, 서울공항리무진, 한국도심공항
- 울산광역시: 태화공항리무진
- 경기도: 경기공항리무진버스
- 전북특별자치도: 대한관광리무진
- 경상남도: 세인공항

#### 광역버스와좌석버스로 사용하는 회사
- 서울특별시: 남성버스[16], 동성교통[17], 서울매일버스[18]
- 부산광역시: 동남여객[19], 동원여객, 동진여객[19], 부일여객, 삼신교통, 삼진여객[20], 세진여객[21], 태영버스, 해동여객, 신한여객, 부산여객
- 인천광역시: 마니교통[22],  청라교통, 신강교통[23], 인강여객[24], 선진여객[25], 천지교통[26], 강화교통[27], 미래교통, 신동아교통[28]
- 대전광역시: 대전비알티[29]
- 광주광역시: 대진운수, 대창운수, 동화운수, 라정시내버스, 삼아교통, 세영운수, 을로운수, 삼원운수, 대원시내버스, 현대교통[30]
- 울산광역시: 남성여객[31], 신도여객[31], 울산여객[32][31], 유진버스[31]학성버스[33][31], 한성교통[31], 세원
- 경기도: 선진시내버스[34], 경원여객[35], 김포운수[36] 경진여객[37], 명성,[38]성남시내버스[39], 삼경운수[40], 성우운수[41], 시흥교통[42], 신성교통[43], 용남고속[44], 선진버스[45], 가평교통[46], 경남여객[47], 보영운수[48], 태화상운[49], 제부여객[50], 대원고속, 경기고속, 평안운수, 경기여객, 대원운수, 대원버스, 화성여객, 소신여객, 화영운수, 진명여객, 평택버스
- 경상남도: 세원[51], 대운교통, 창원버스, 대중교통, 마인버스, 마창여객, 제일교통, 세일교통[52], 거제삼화여객[52], 푸른교통
- 충청북도: 동양교통[53], 동일운수[53], 우진교통[53], 청신운수[53], 청주교통[53], 한성운수[53]
- 경상북도: 새천년미소
- 제주특별자치도: 극동여객, 제주여객, 동진여객, 금남여객
- 강원특별자치도: 영암고속[54]
- 충청남도: 서령버스, 경익버스[55], 아산여객, 온양교통,태안여객

### 일본
일본 현지에서는 하이데크형인 현대 유니버스 익스프레스 노블 차종만 수출해서 사용하거나 한국과는 달리 1/3 개폐창문이 아니라 2/3 개폐창문을 사용한다.
- 나하 버스
- 도사전기철도
- 서일본 철도(니시테쓰 버스)
- 쇼와 자동차
- 오리온 관광
- 이와사키 버스 네트워크
- 일본 중앙 버스
- 츄고쿠 버스
- 큐산코 관광
- 후지 급행
- 히로코 관광
- 고미나토 철도버스
- 하나투어 전용버스
- 모두투어 전용버스

### 필리핀
- 카그사와
- 바탄 교통
- N. 델라 로사 익스프레스
- 파이브 스타
- 빅토리 라이너

### 베트남
- 하나투어 전용버스
- 금호고속 베트남사업소

## 대한민국의 프로 스포츠 구단 버스
주로 유니버스 익스프레스 노블 일반 우등과 프리미엄 우등형이 사용된다. 괄호 안의 년도는 연식이며, 후방 감지 센서, 차선 이탈 경보 장치, 자동 긴급 제동 장치, 좌측 뒷쪽 비상 탈출문이 모두 장착된 경우는 굵은 글씨로 표기한다.
- K리그
  - K리그 1: 대구 FC, 제주 SK FC, 강원 FC(2019년), FC 서울(2020년), 수원 FC, 전북 현대 모터스 (이상 2021년)[56], 포항 스틸러스 (2022년)[57], 울산 HD 축구단 (2023년)[58], 김천 상무 축구단, FC 안양, 대전 하나 시티즌
  - K리그 2: 부산 아이파크, 김포 FC
- WK리그: 서울시청 아마조네스(2013년), 현대제철 레드엔젤스
- KBO 리그: 한화 이글스,[59] 롯데 자이언츠,[60](이상 2022년) 두산 베어스[61](2023년), SSG 랜더스(2024년)[62]
- 한국 프로 농구
  - KBL: 부산 KCC 이지스, 대구 한국가스공사 페가수스(이상 2017년)[63], 원주 DB 프로미 (이상 2018년)[64], 서울 삼성 썬더스, 수원 KT 소닉붐 (이상 2019년)[65], 창원 LG 세이커스, 울산 현대모비스 피버스(이상 2020년)[66]

- - WKBL: 인천 신한은행 에스버드(2018년)[67], 용인 삼성생명 블루밍스 (2020년)[68]
- 한국 프로 배구
  - V-리그(남): 천안 현대캐피탈 스카이워커스(2019년)[69], 수원 한국전력 빅스톰(2021년)[70]
  - V-리그(여): 화성 IBK기업은행 알토스(2019년)[71], GS칼텍스 서울 KIXX(2020년)[72], 인천 흥국생명 핑크스파이더스(2021년)[73]

### 그 외
- 핸드볼 코리아 리그: 두산[74] SK 슈가글라이더즈[75]
- 대한민국 럭비: 현대 글로비스 럭비단[76]

## 그 외
- 2010년 FIFA 월드컵에서 32개국의 국가대표 선수들이 이용하는 버스로 활용되었다.[77]

- 남아프리카 공화국에 수출된 차량의 경우  차량 통행 방식이 일본과 동일하게 좌측 통행이기 때문에 왼쪽에 문이, 오른쪽에 운전석이 있다.

- 2010년 12월 16일 주한 미군에 장병 및 가족의 복지 증진을 위해 현대자동차에서 2011년형 유니버스 익스프레스 노블 모델(28인승 리무진) 2대를 기증하였다.[78]

## 갤러리

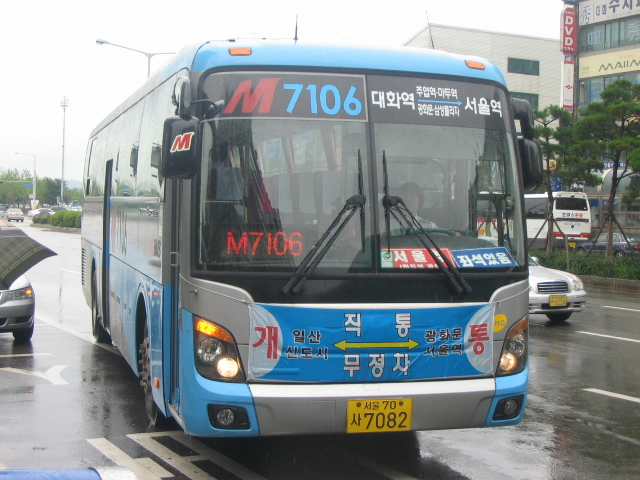
가온누리엠 M7106번 유니버스 스페이스 엘레강스
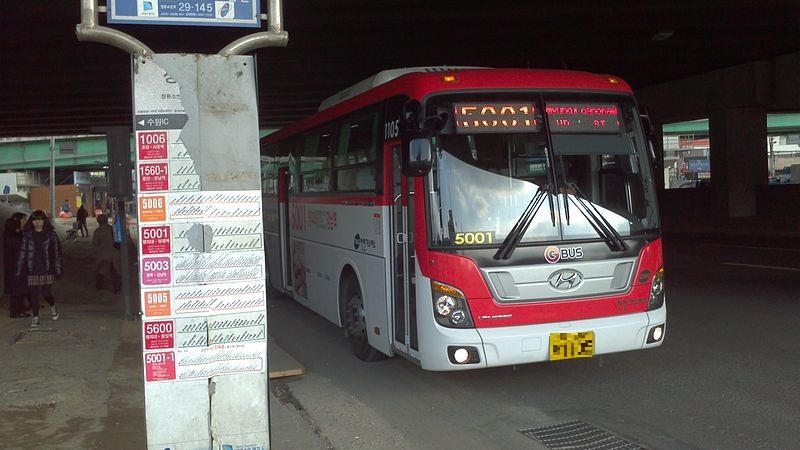
경남여객 5001번 유니버스 스페이스 엘레강스
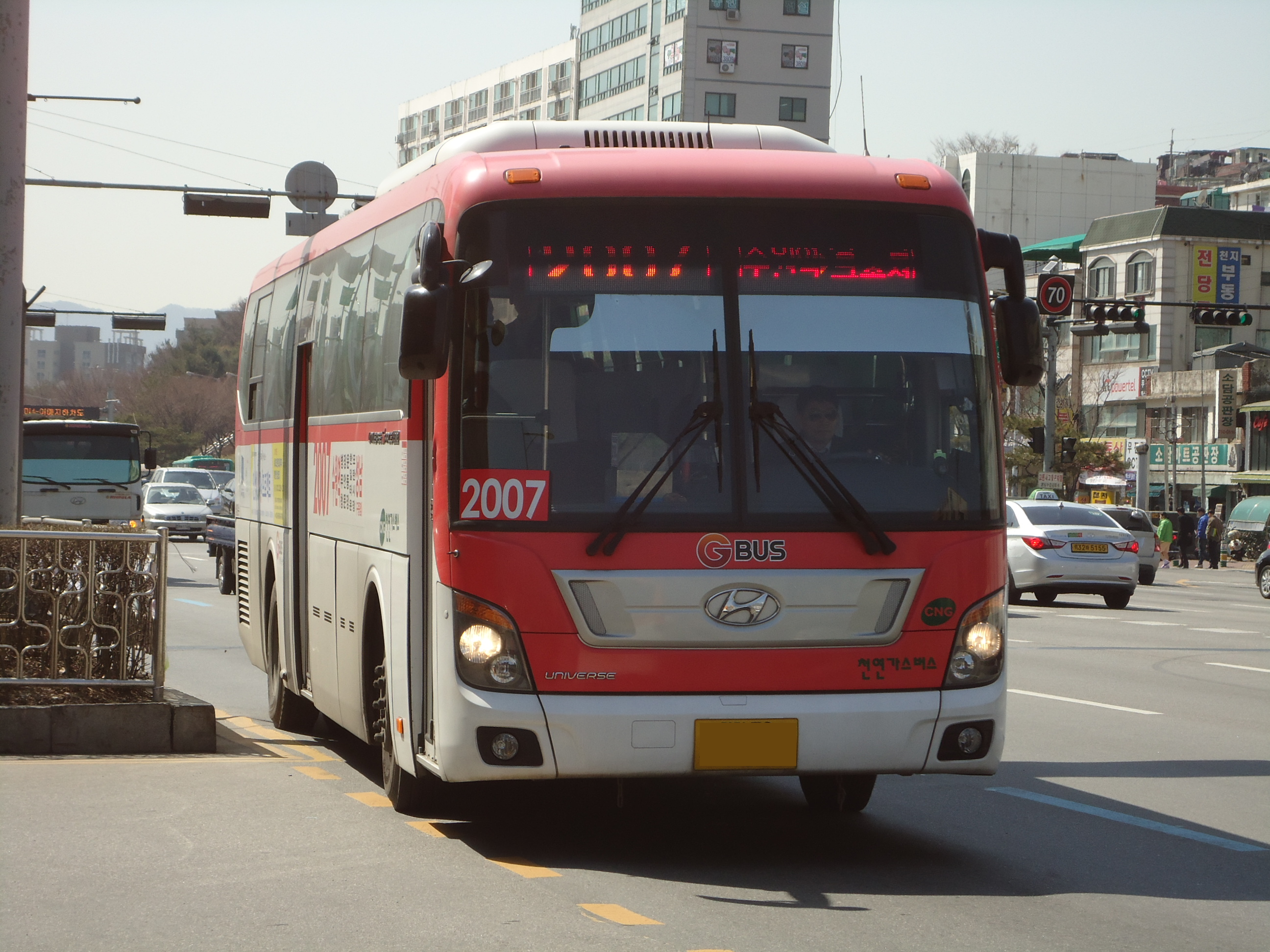
삼경운수 2007번 유니버스 스페이스 엘레강스
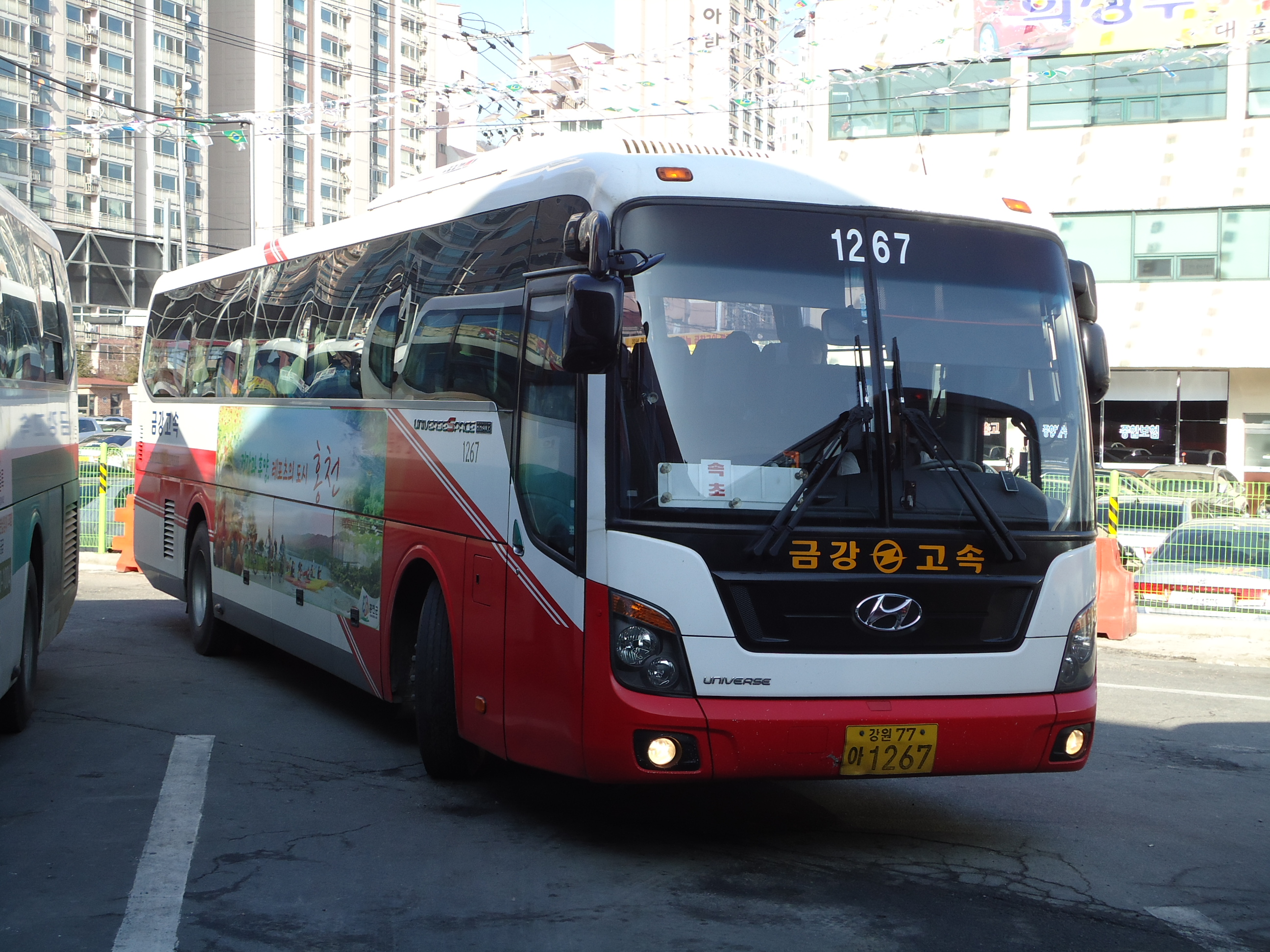
금강고속 유니버스 스페이스 엘레강스
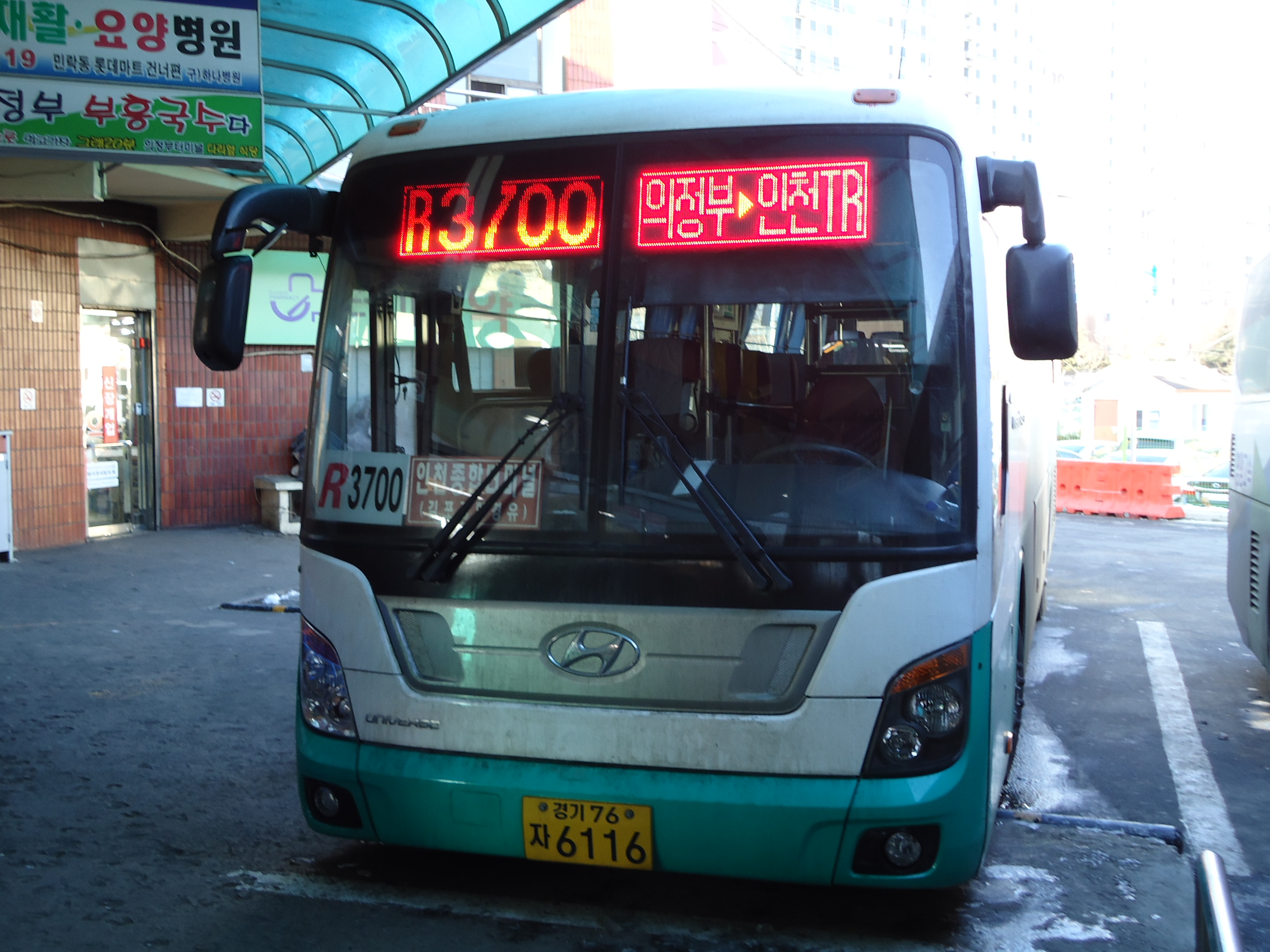
신성운수시절의 현 경기고속 R3700번 유니버스 스페이스 엘레강스
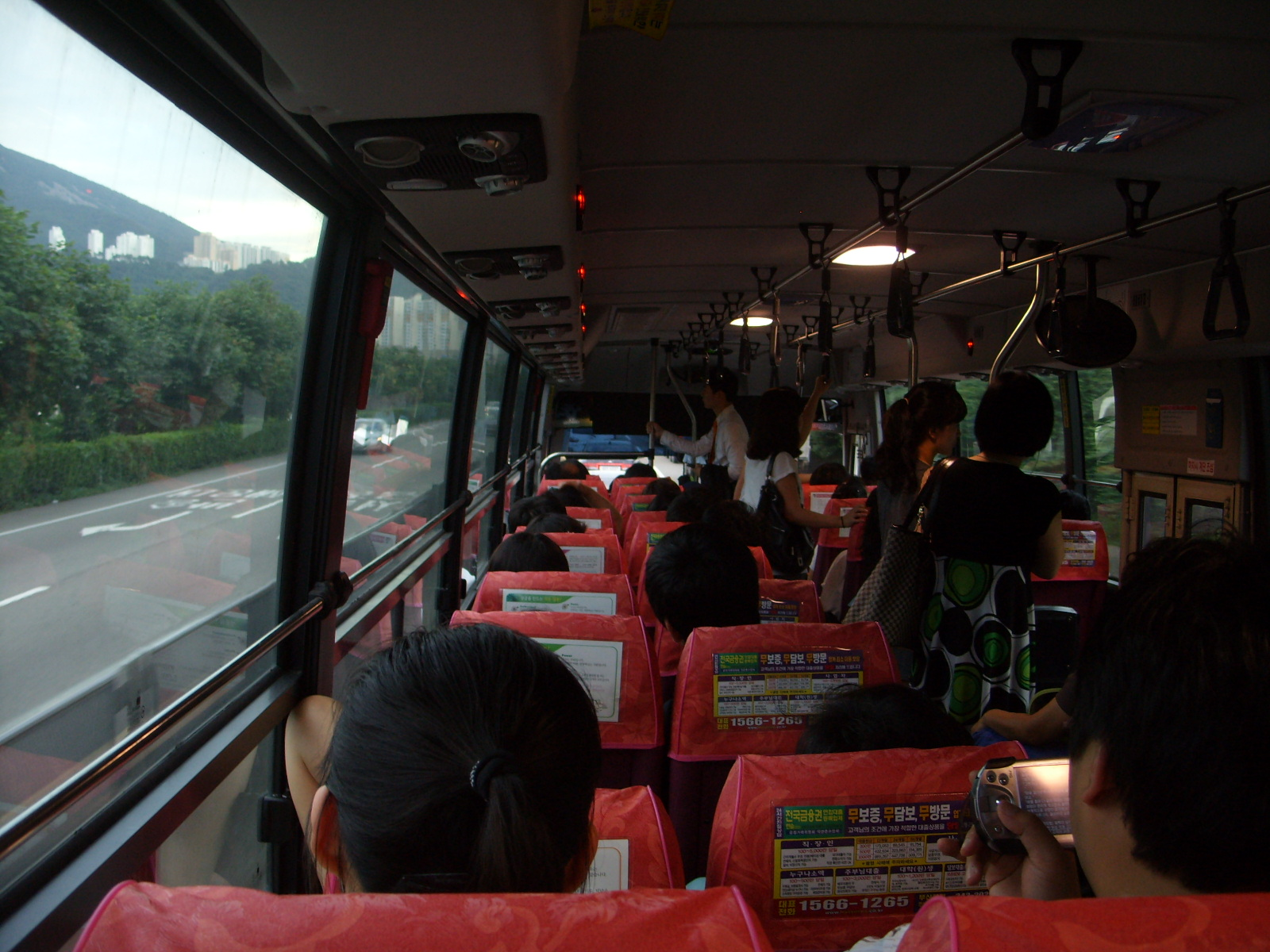
세진여객 1007번 유니버스 스페이스 엘레강스 실내
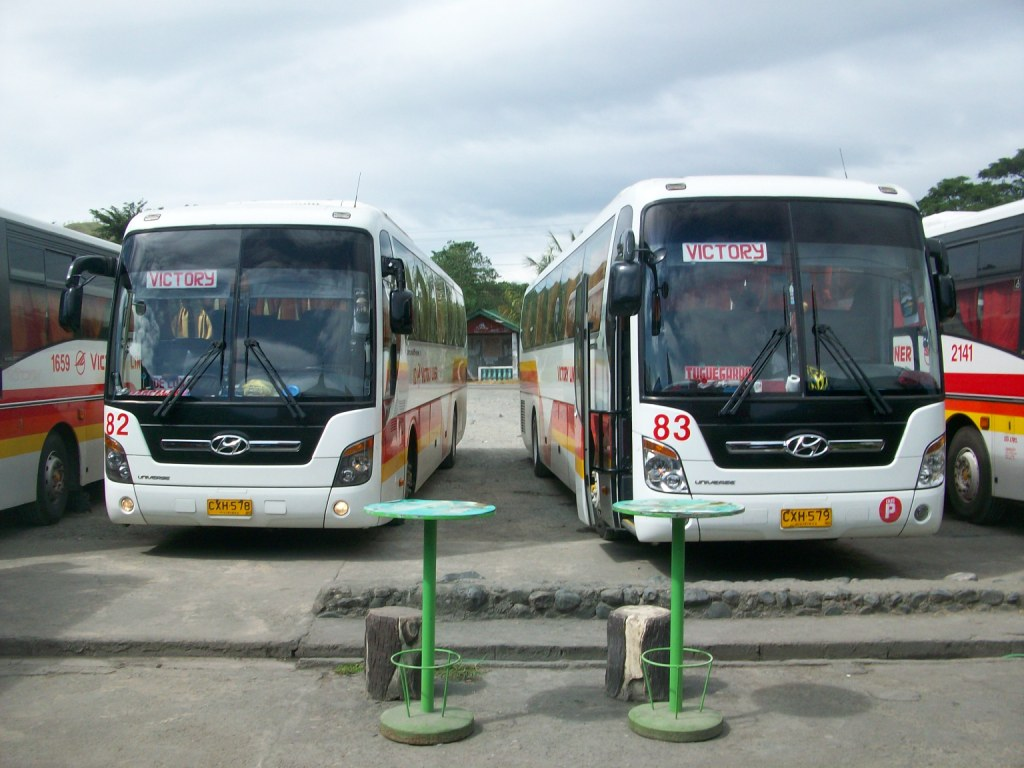
필리핀 빅토리 라이너 유니버스
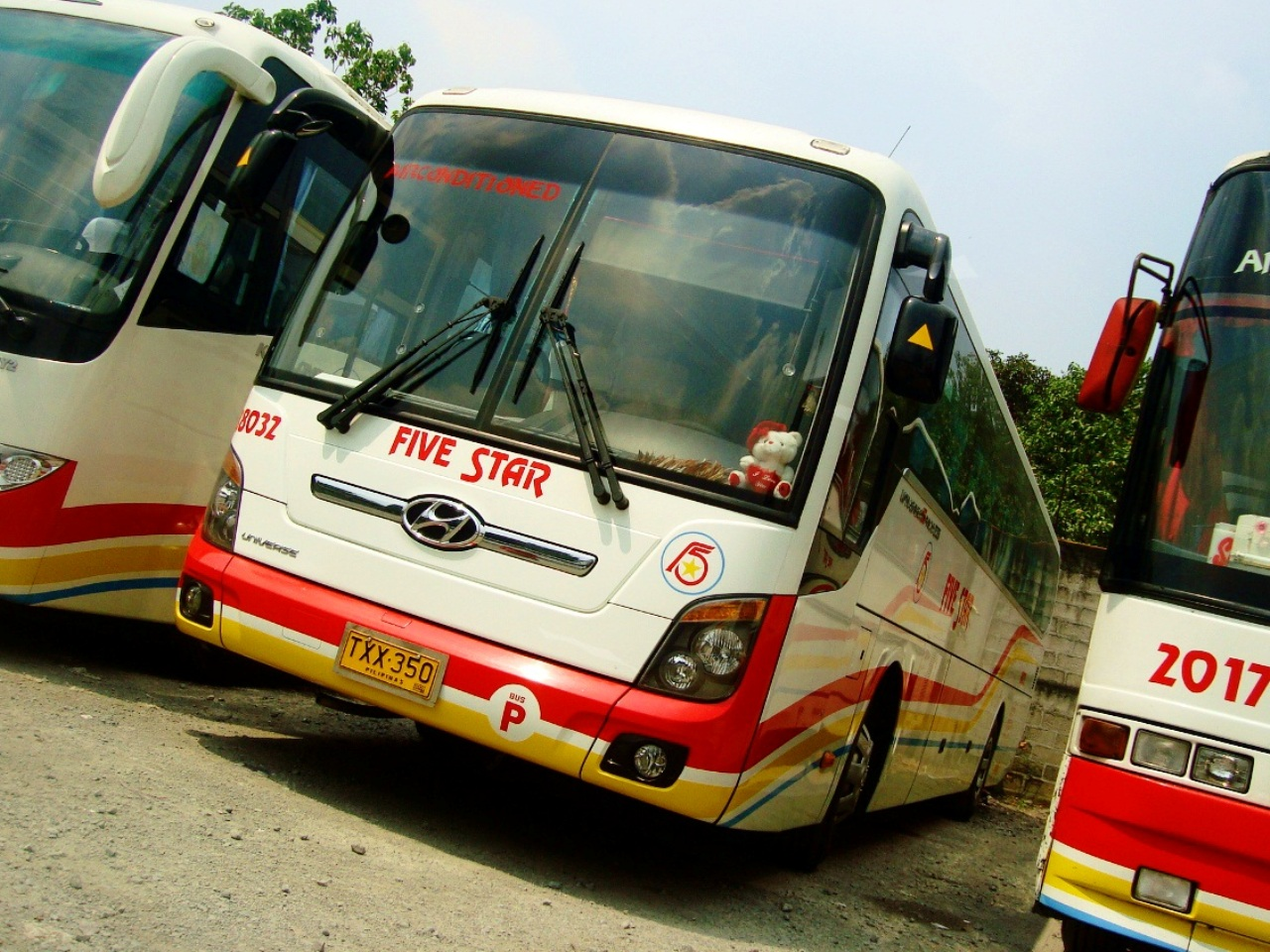
필리핀 Five Star 유니버스 스페이스 럭셔리
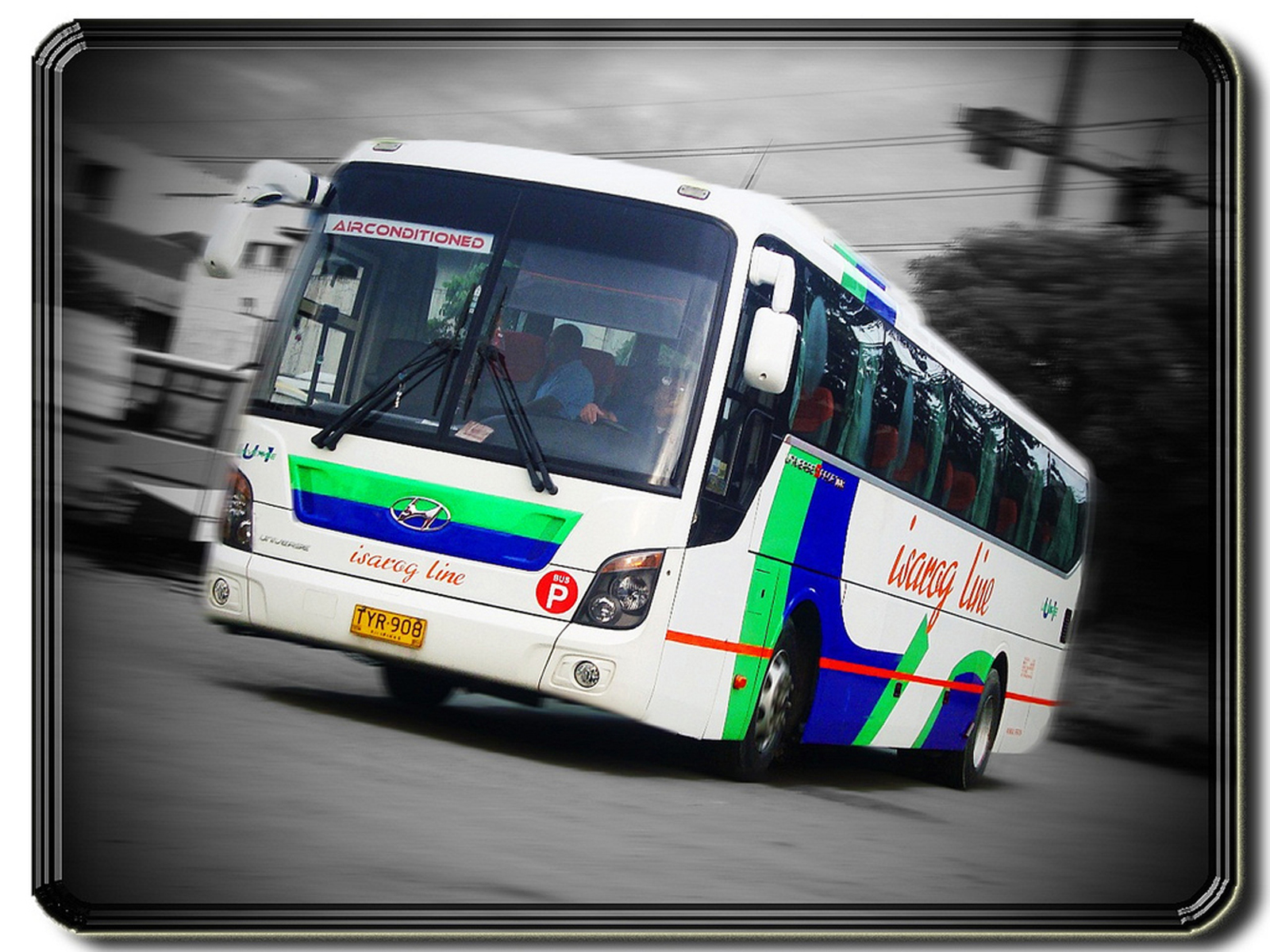
필리핀 ISAROG LINE 유니버스 스페이스 럭셔리
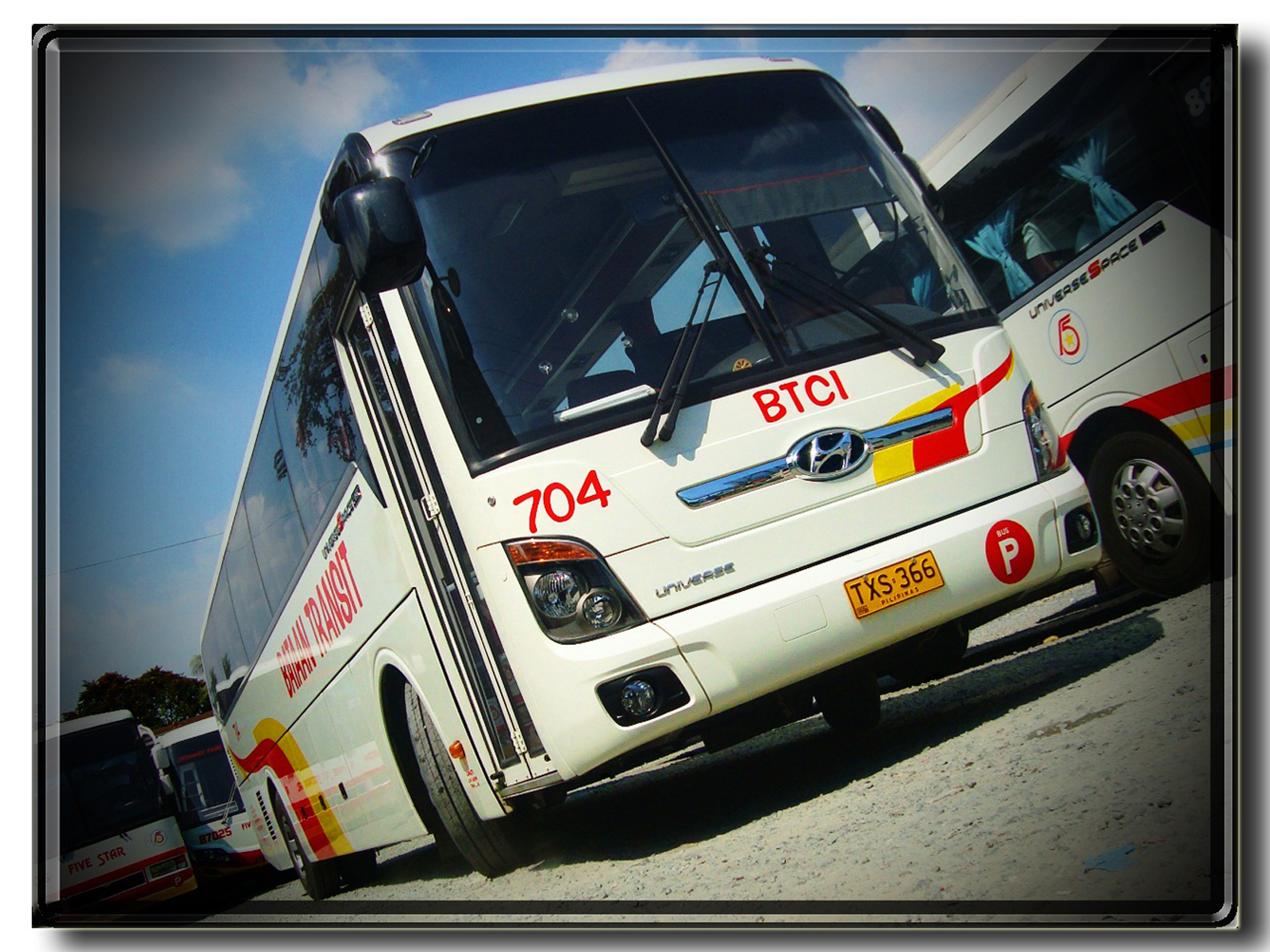
필리핀 BATAAN TRANSIT 유니버스 스페이스 클래식
2010년식 유니버스 익스프레스 노블; 롯데 자이언츠 구단버스
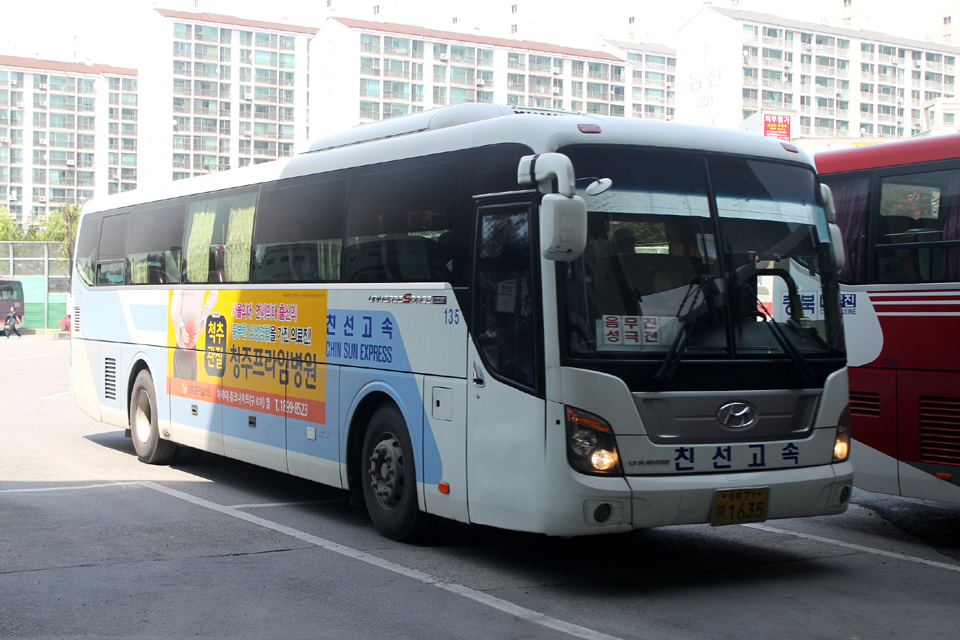
친선고속 유니버스 스페이스 럭셔리
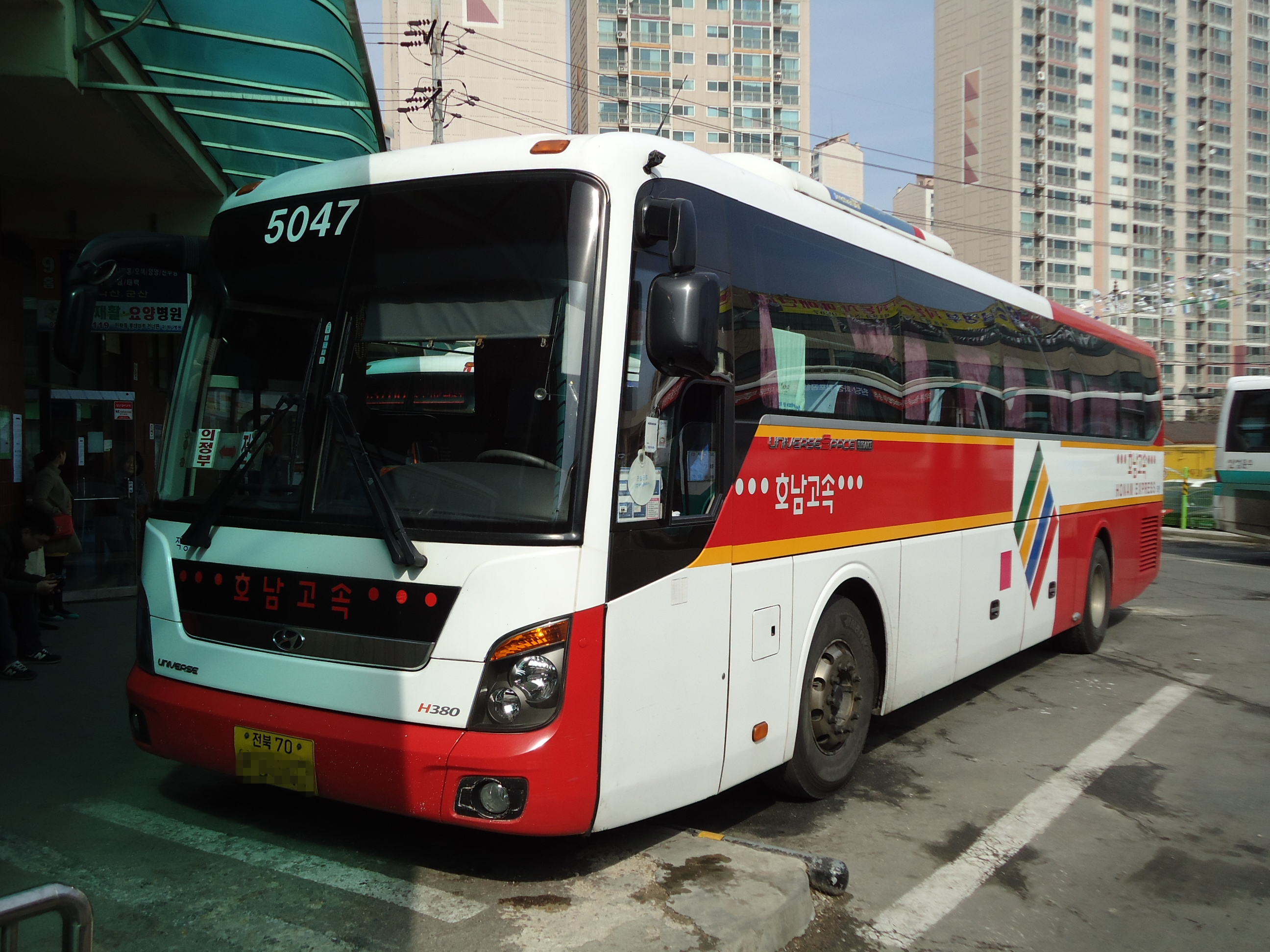
호남고속 2010년식 유니버스 스페이스 엘레강스
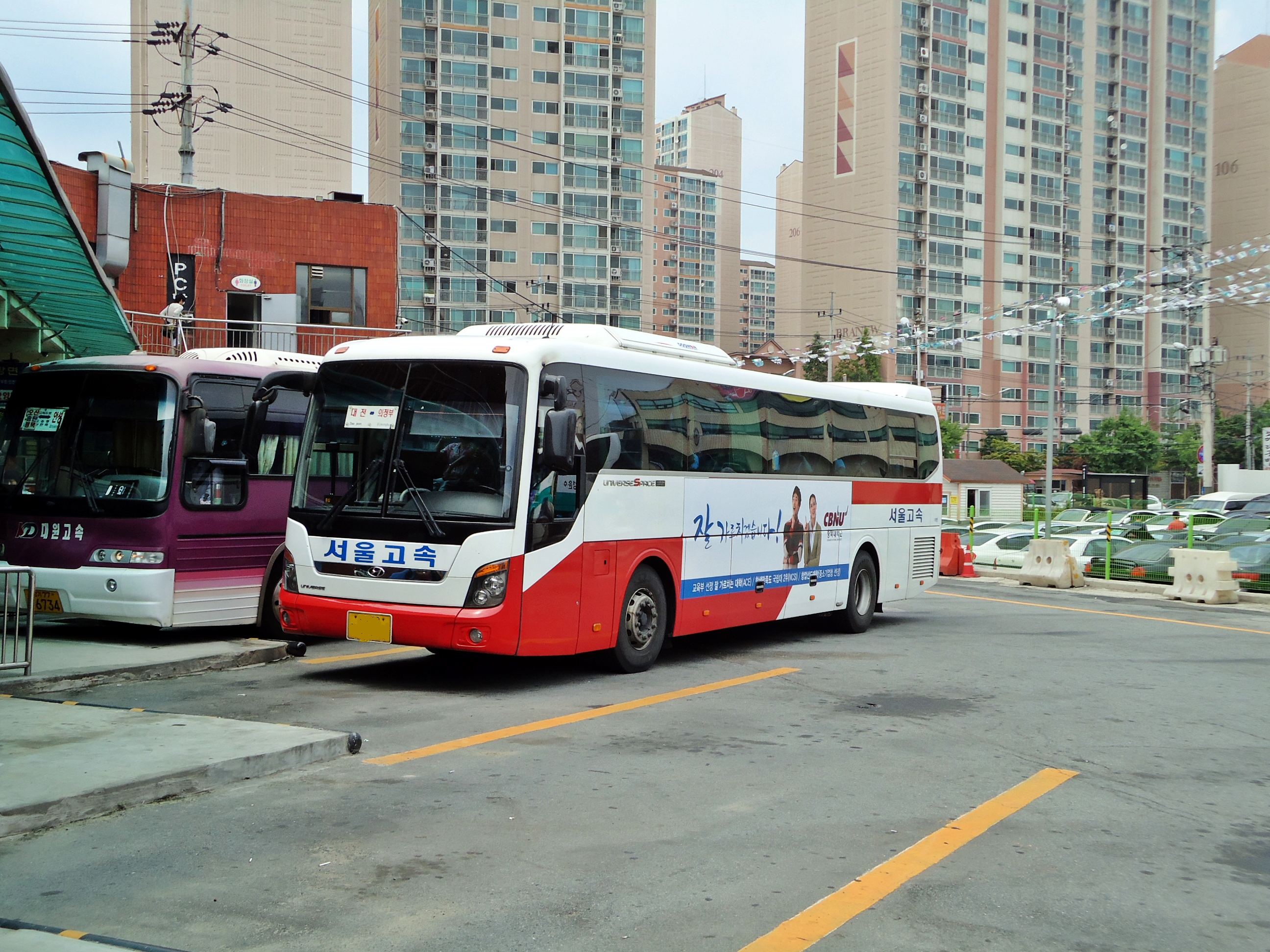
2011년식 서울고속 유니버스 스페이스 럭셔리
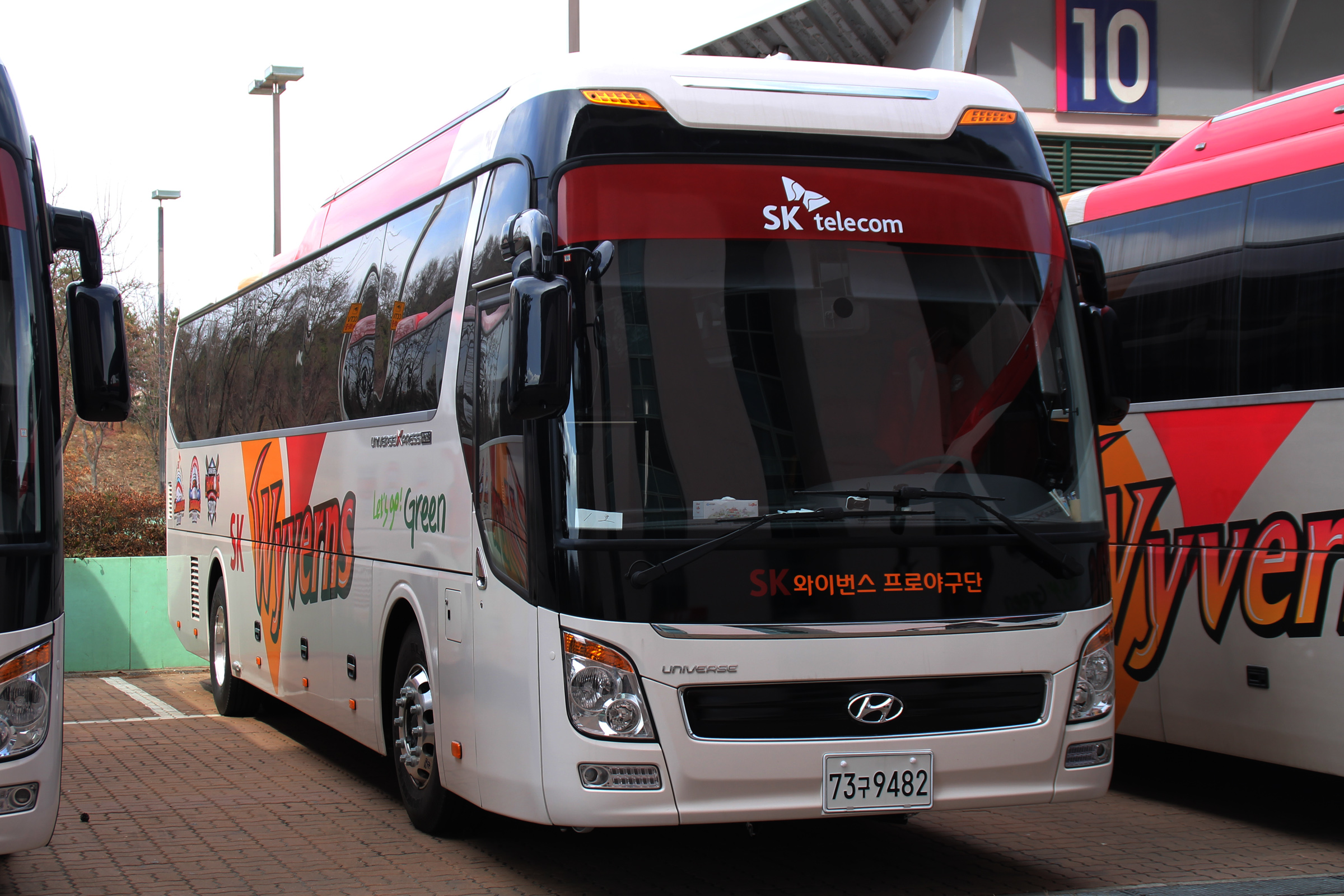
2012년식 뉴 프리미엄 유니버스 익스프레스 노블; SK 와이번스 구단버스
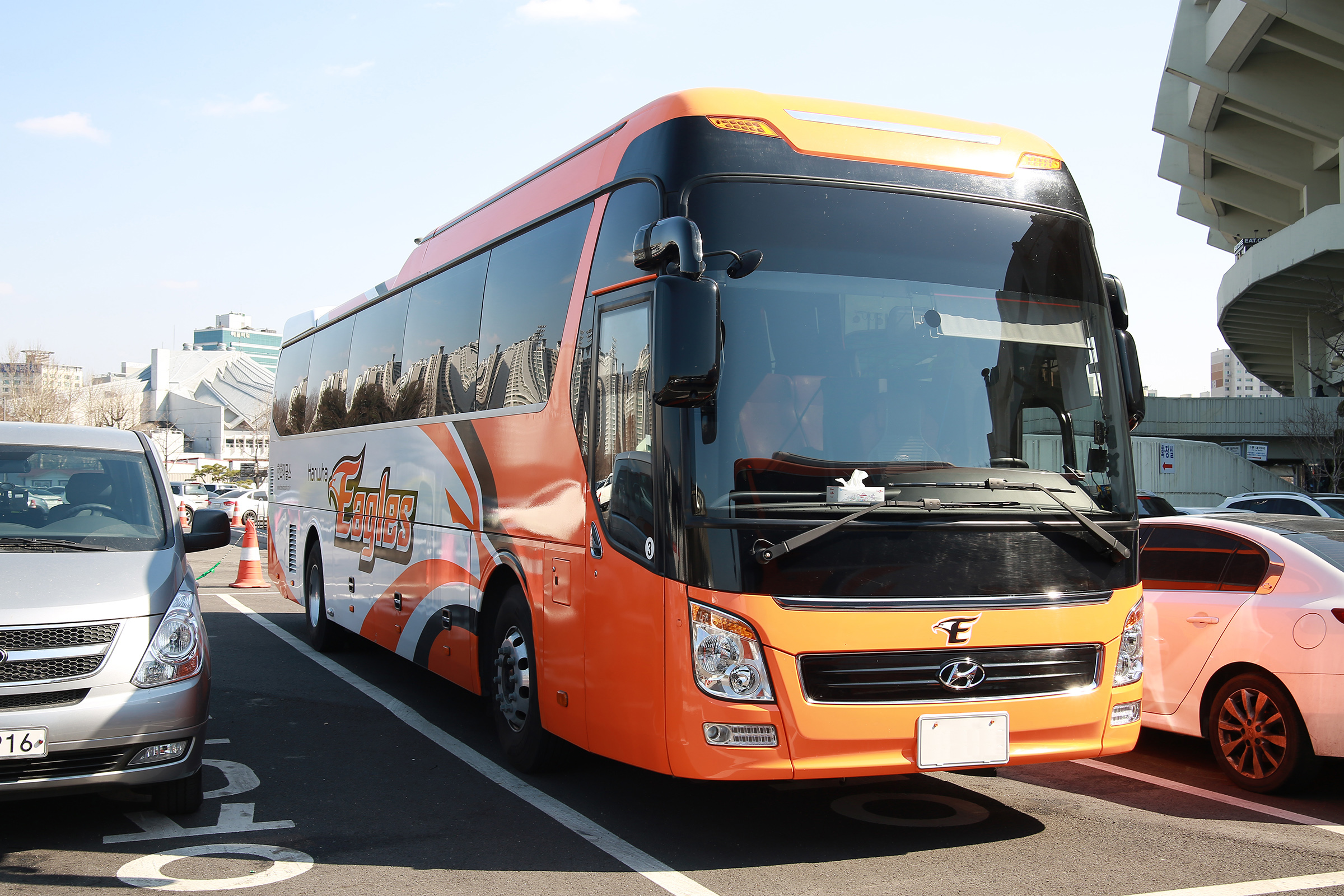
2012년식 뉴 프리미엄 유니버스 익스프레스 노블; 한화 이글스 구단버스
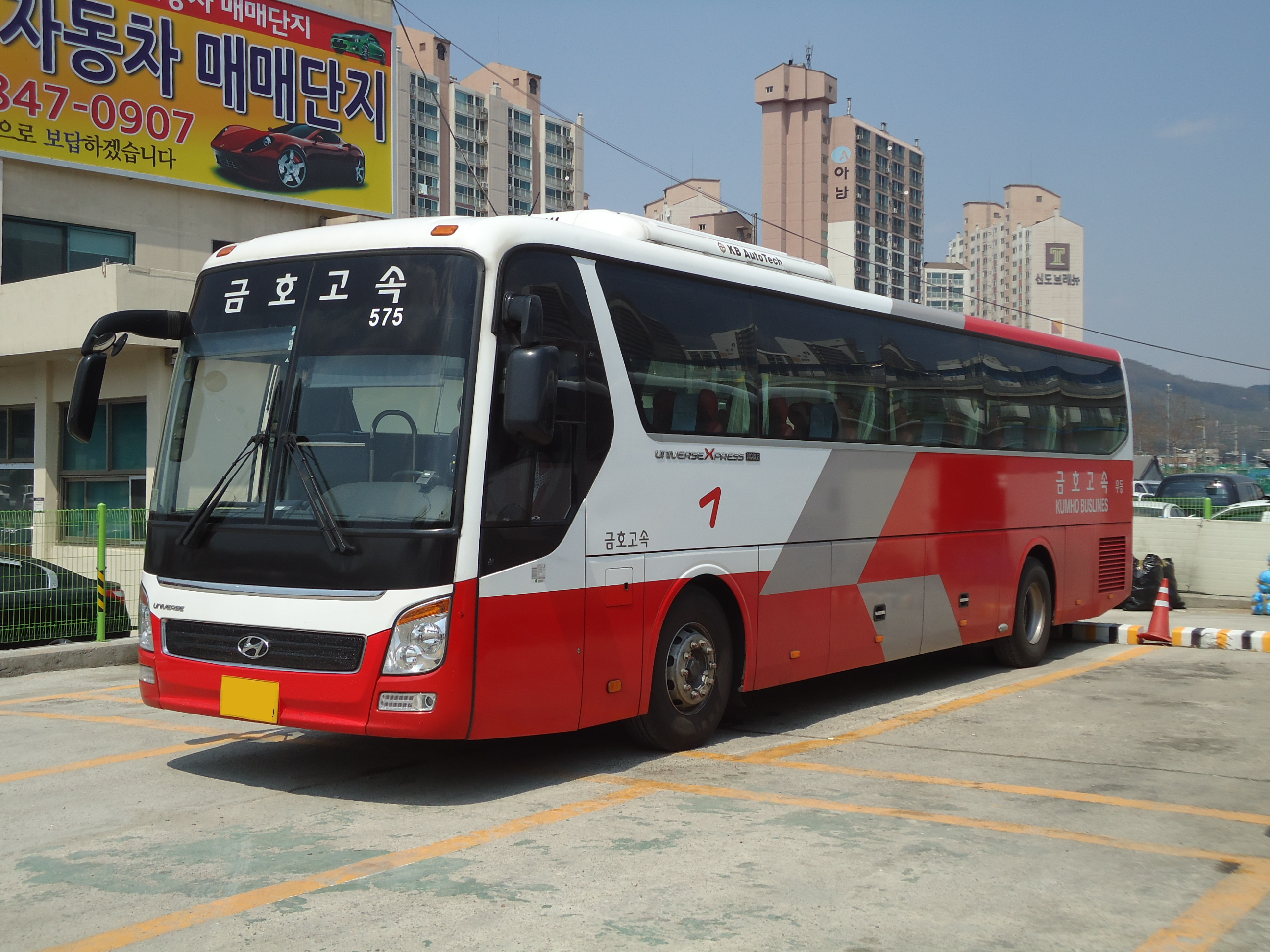
2012년식 금호고속 뉴 프리미엄 유니버스 익스프레스 노블
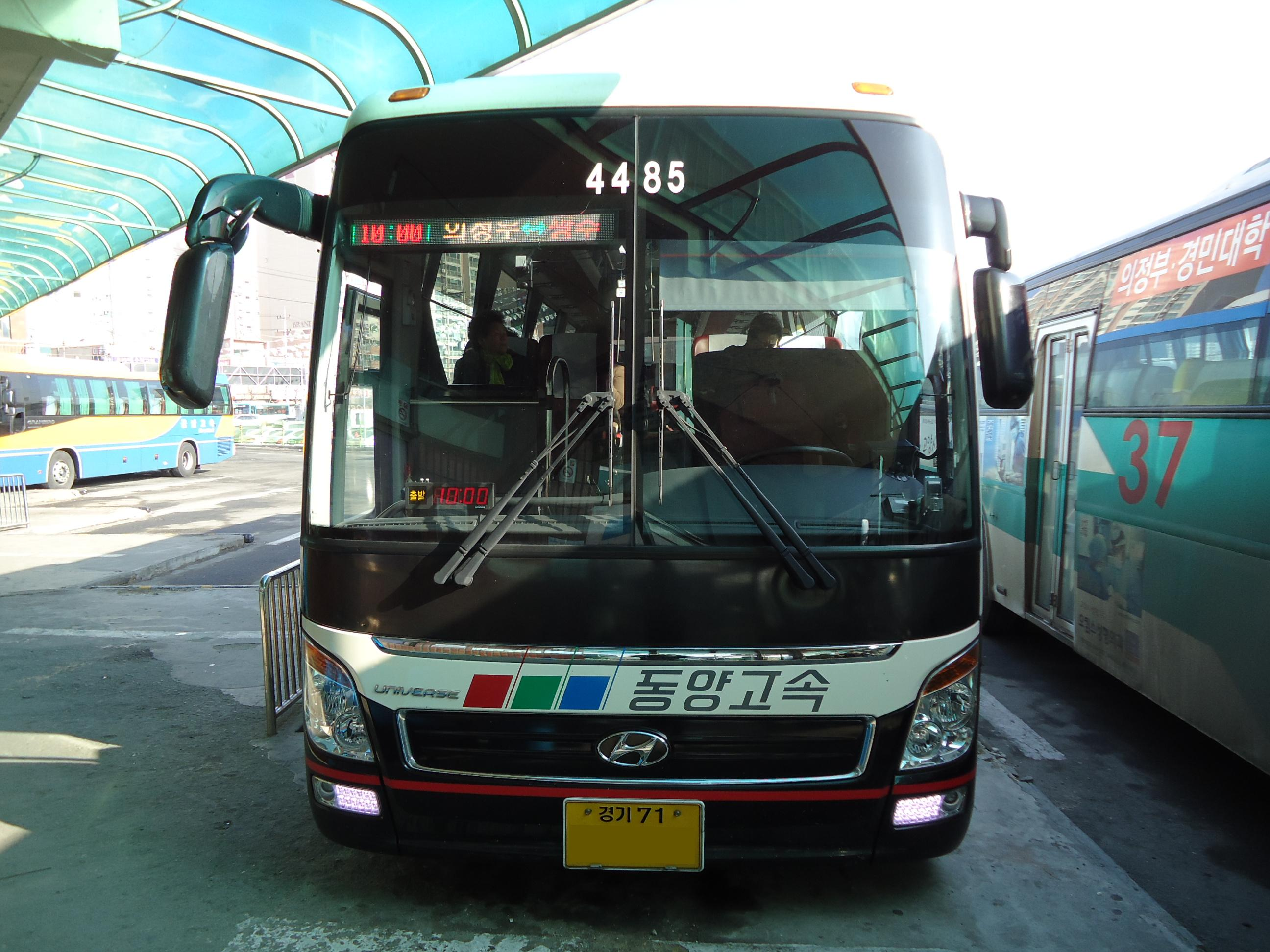
동양고속 뉴 프리미엄 유니버스 익스프레스 노블
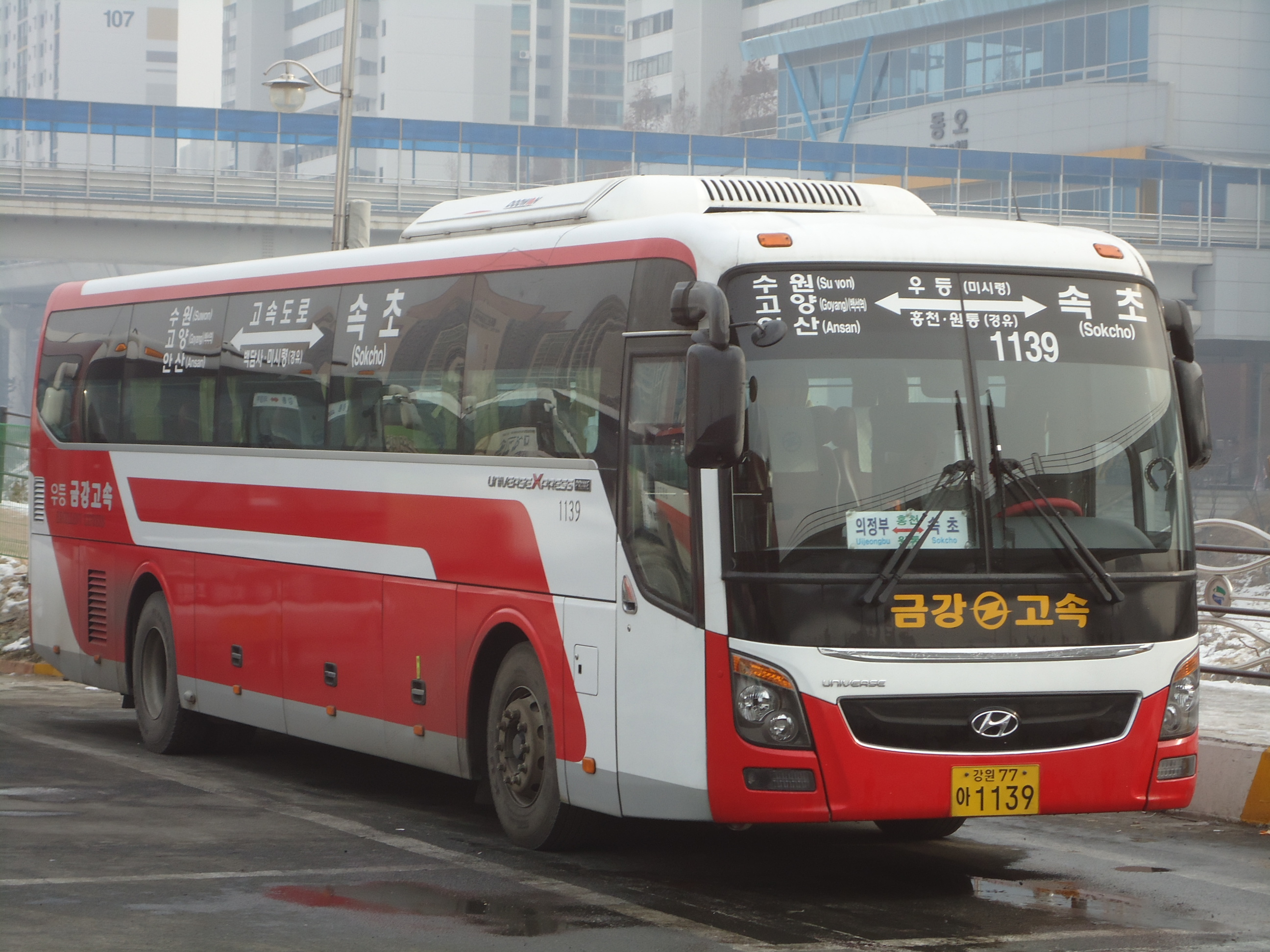
금강고속 뉴 프리미엄 유니버스 프라임
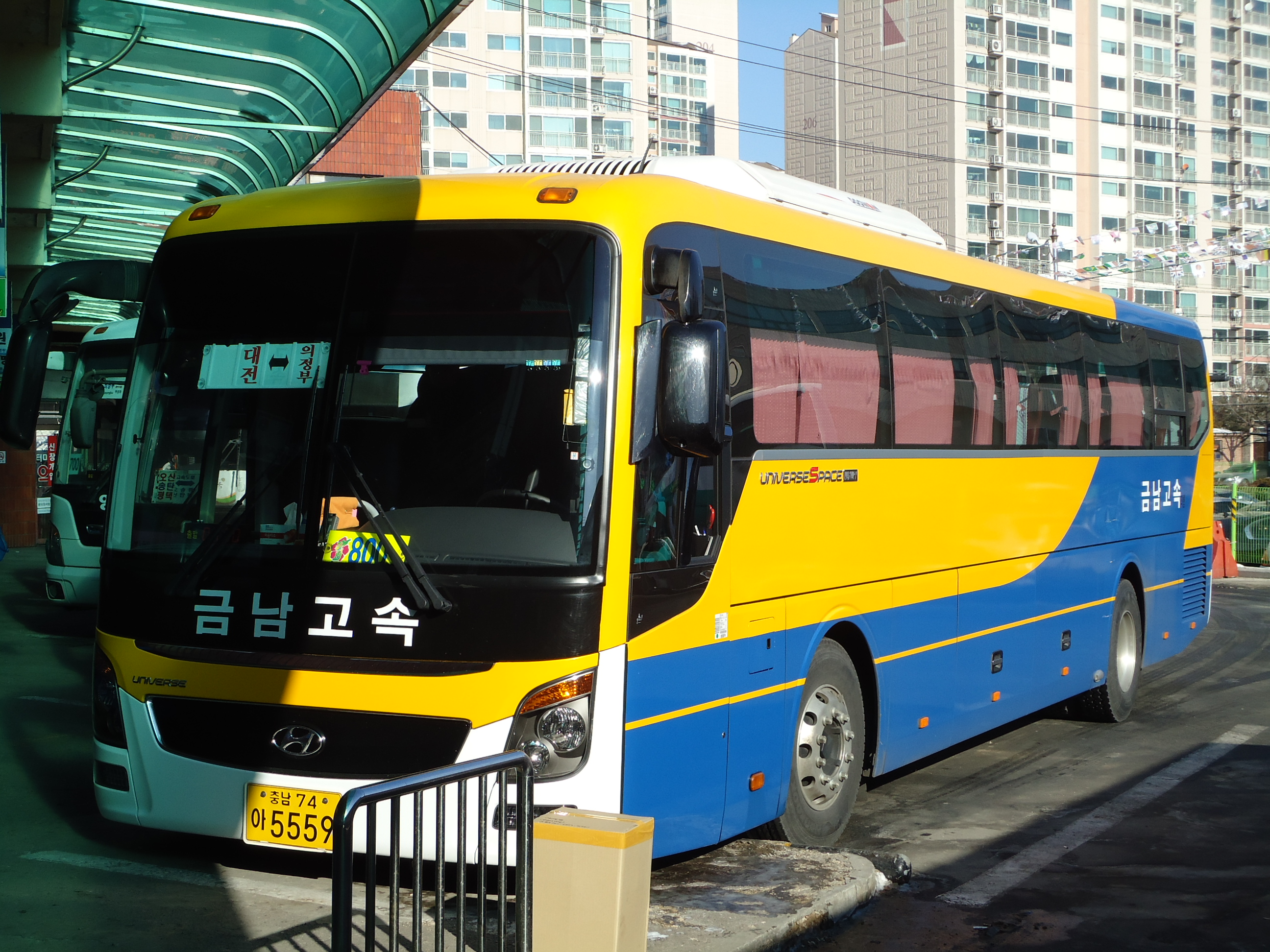
금남고속 뉴 프리미엄 유니버스 스페이스 럭셔리
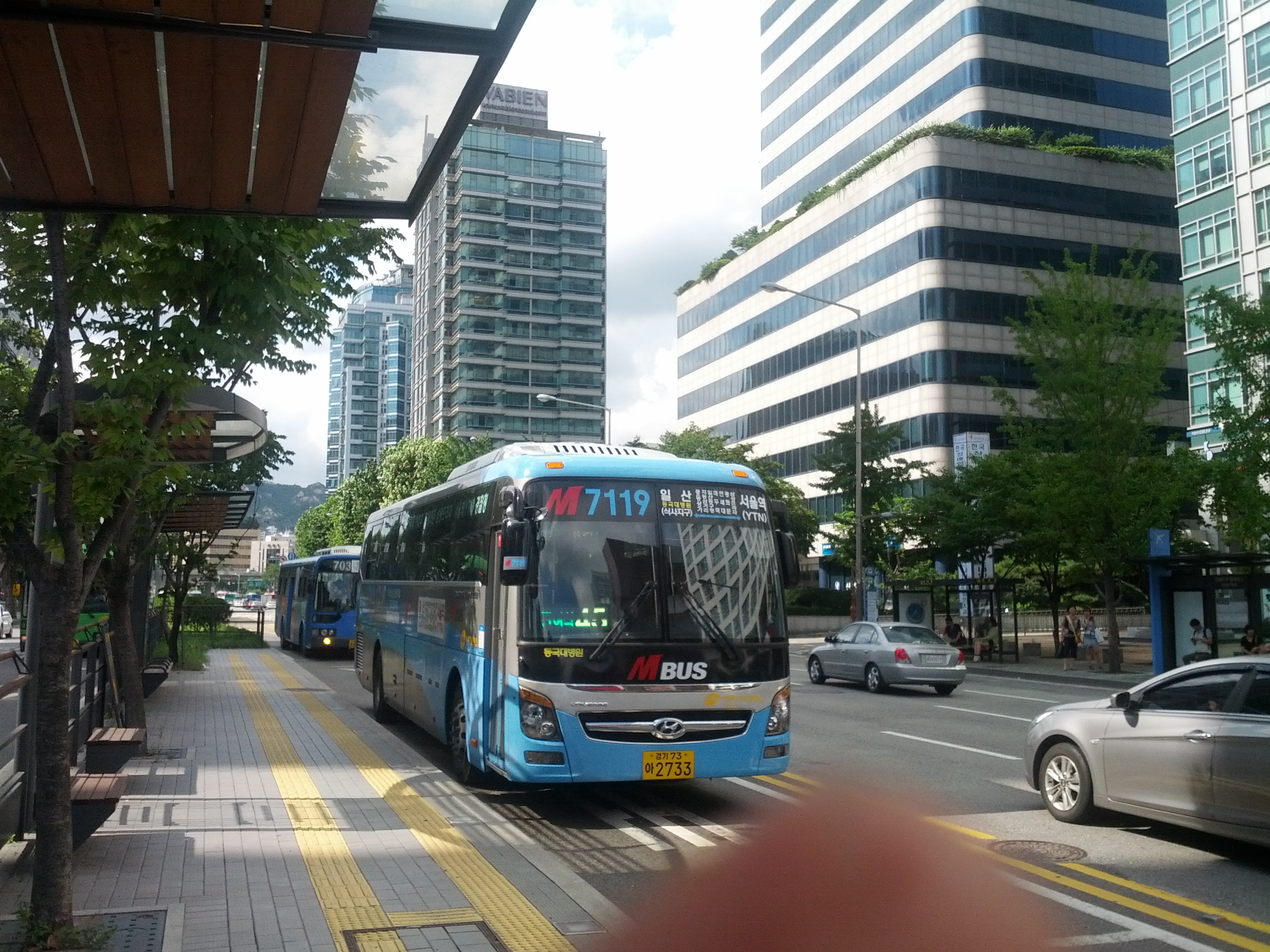
일산엠버스 M7119번 뉴 프리미엄 유니버스 스페이스 럭셔리
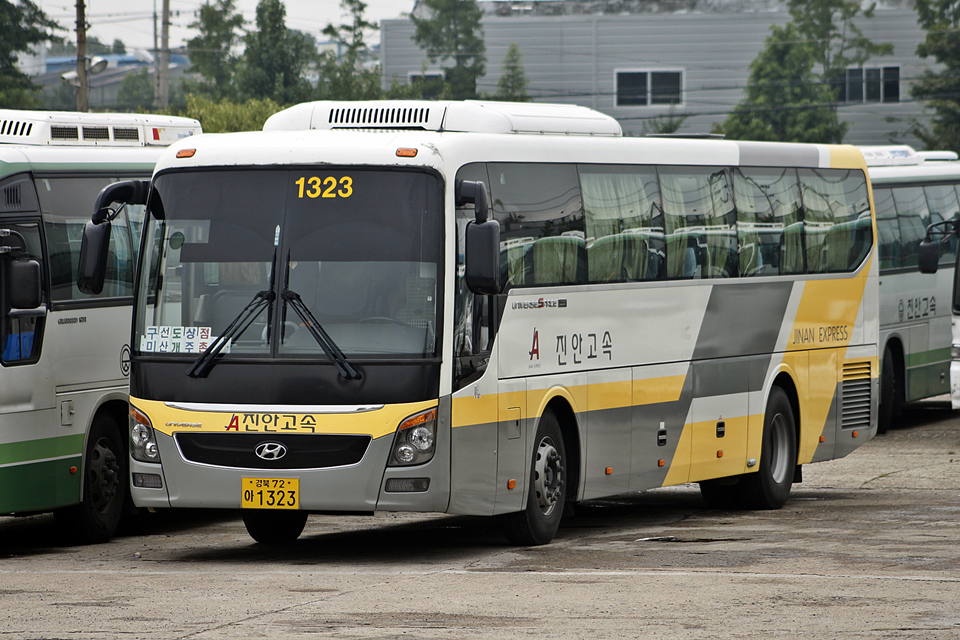
2012년식 코리아와이드진안 뉴 프리미엄 유니버스 스페이스 럭셔리
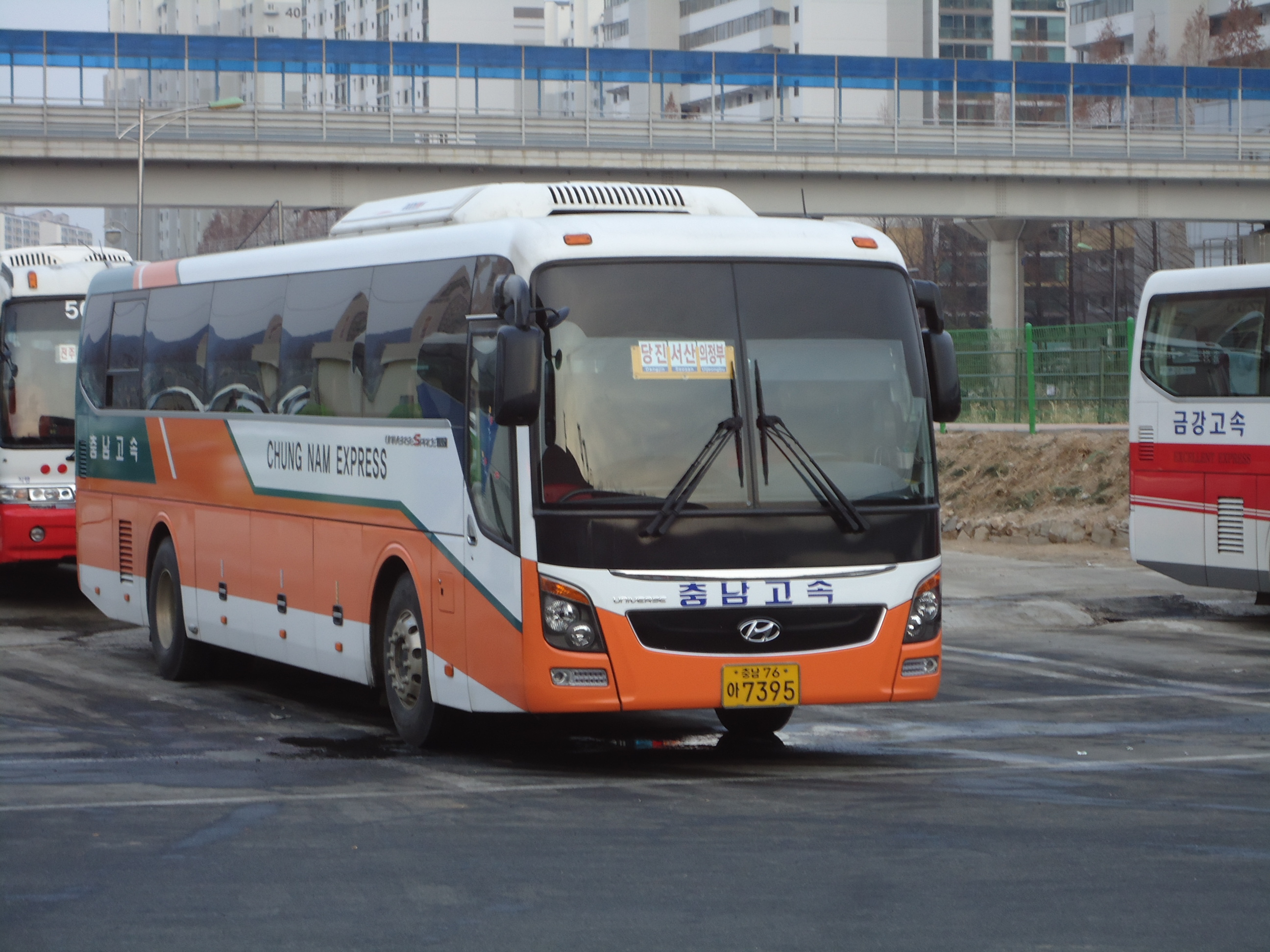
충남고속 뉴 프리미엄 유니버스 스페이스 럭셔리
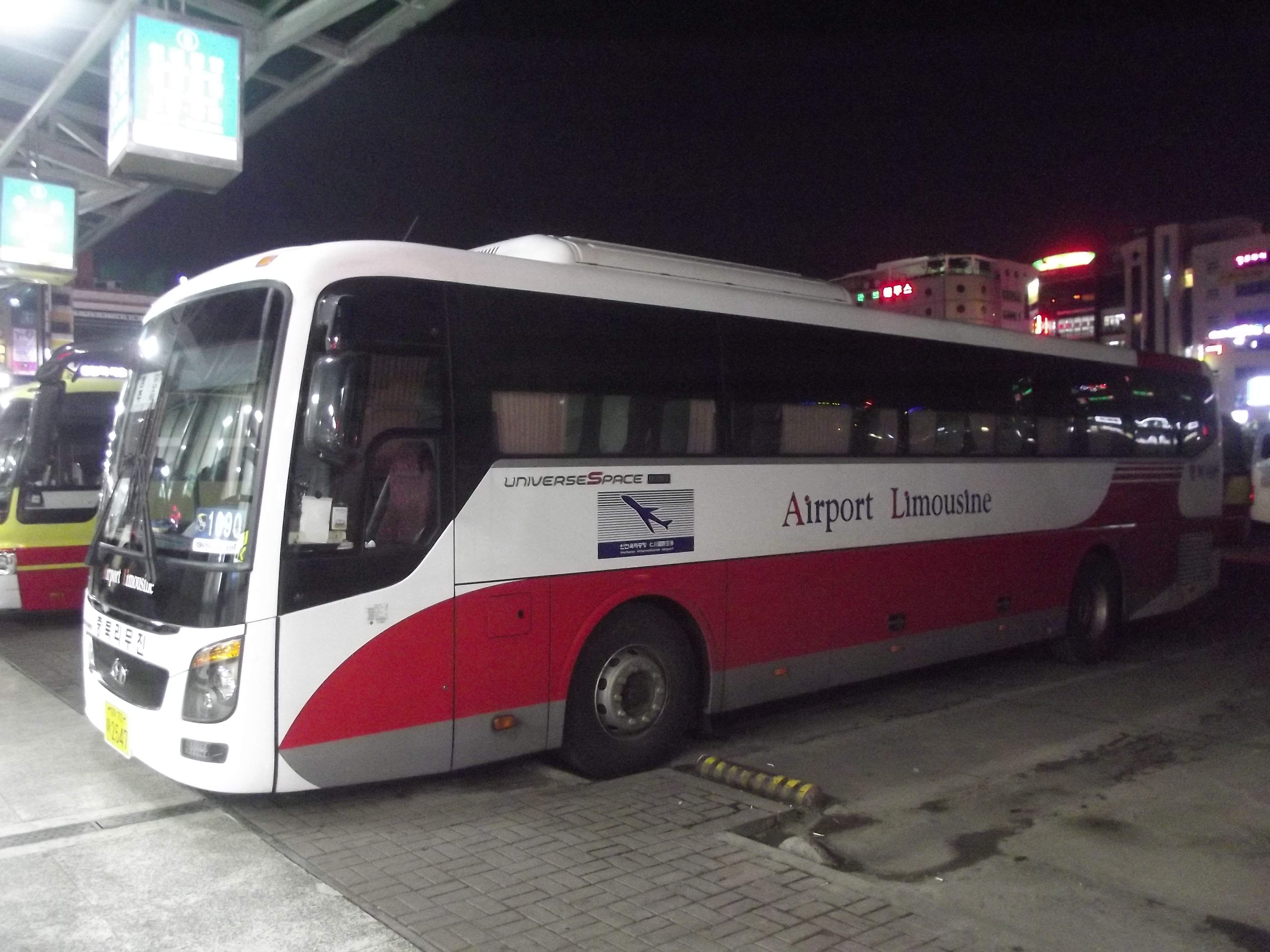
충북리무진 뉴 프리미엄 유니버스 스페이스 럭셔리
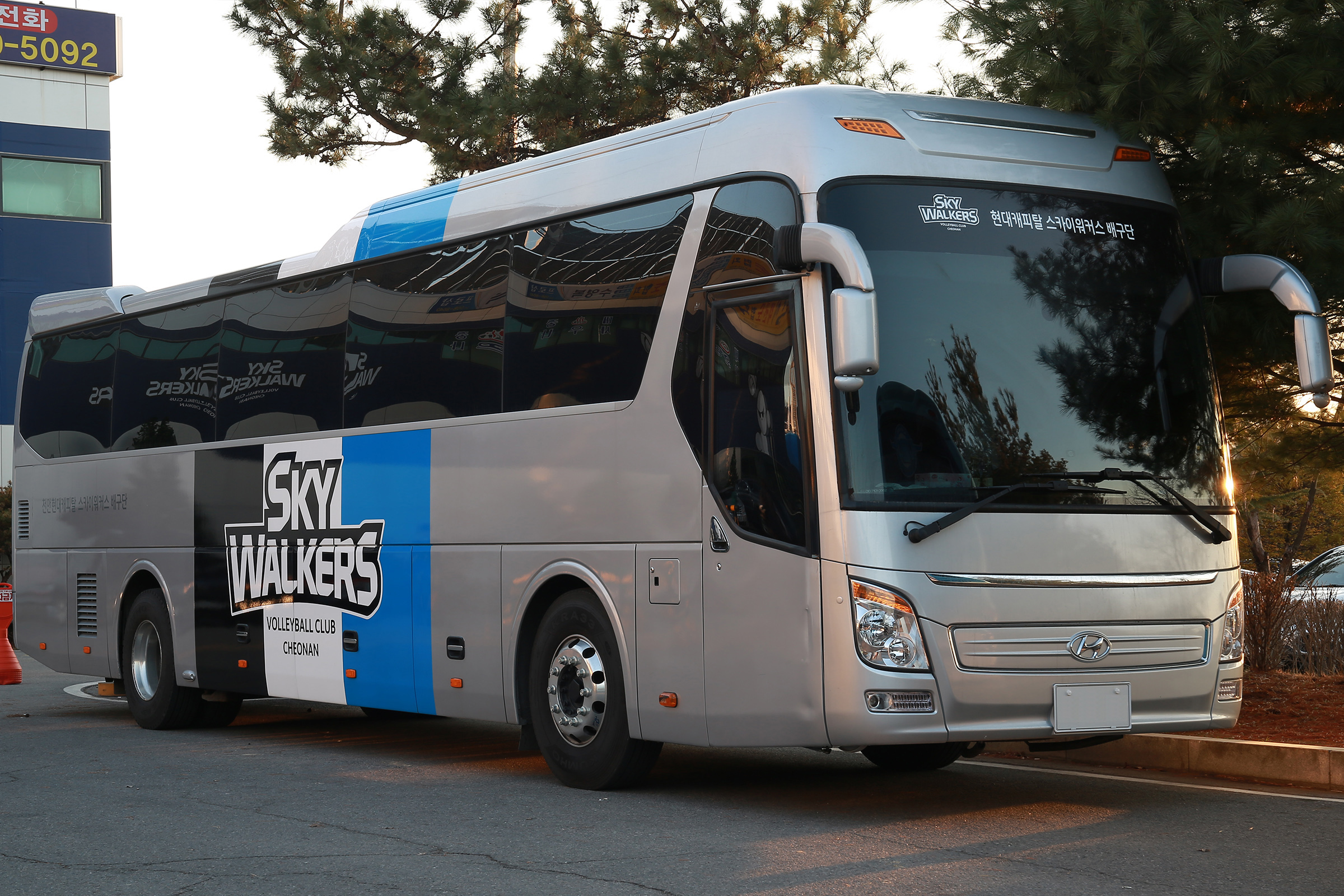
2013년식 뉴 프리미엄 유니버스 익스프레스 노블; 천안 현대캐피탈 스카이워커스 구단버스
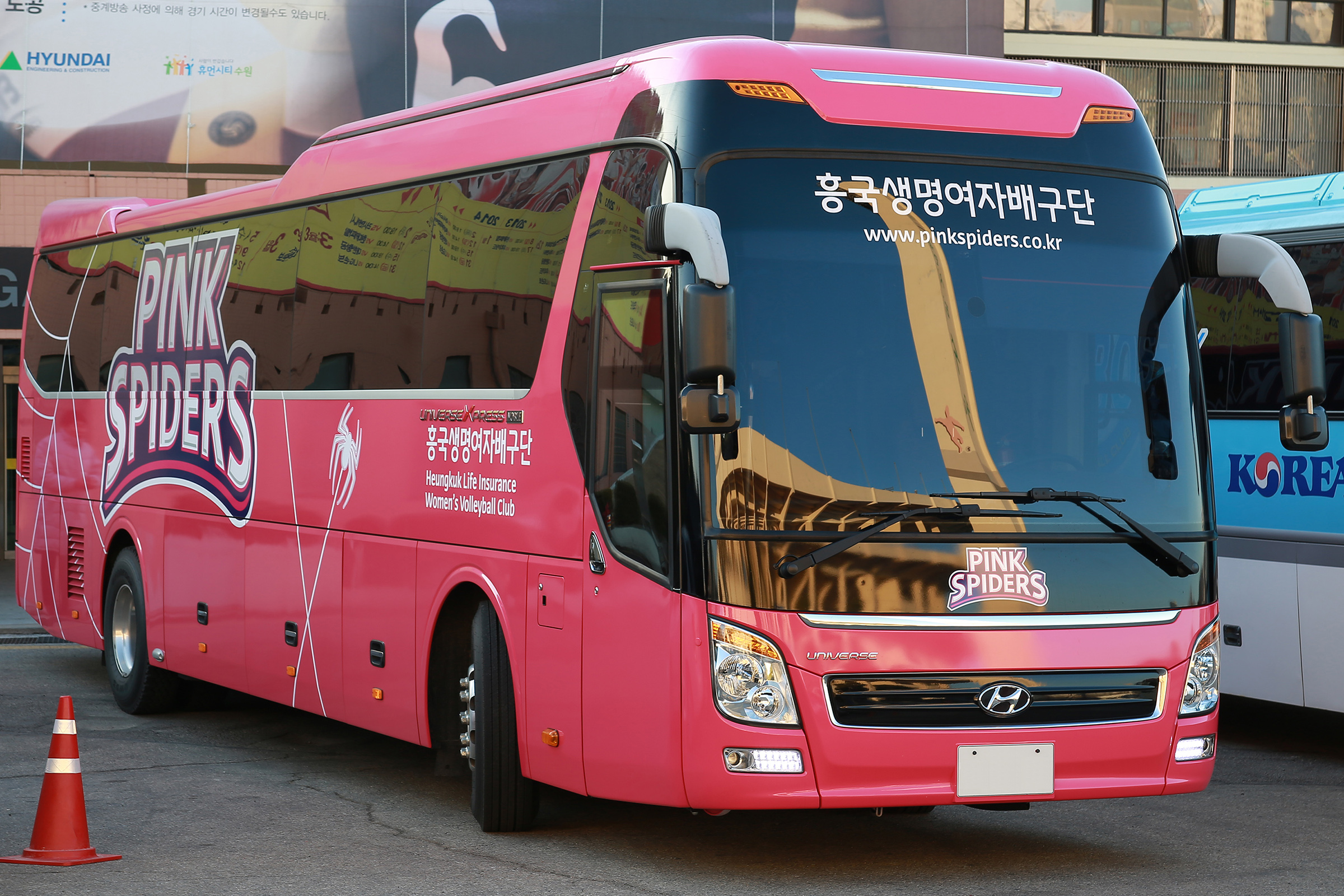
2013년식 뉴 프리미엄 유니버스 익스프레스 노블; 인천 흥국생명 핑크스파이더스 구단버스
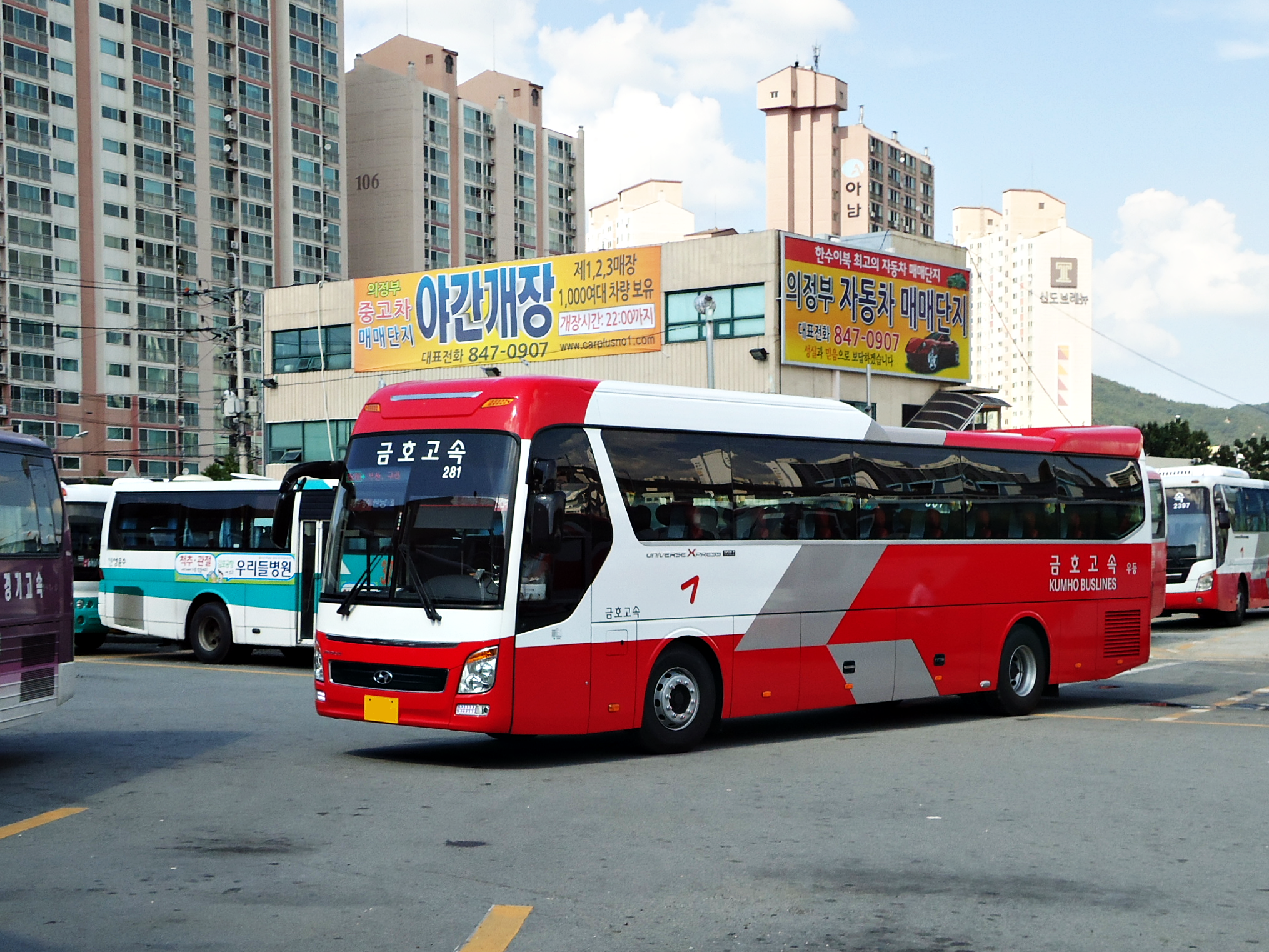
2013년식 금호고속 뉴 프리미엄 유니버스 익스프레스 노블
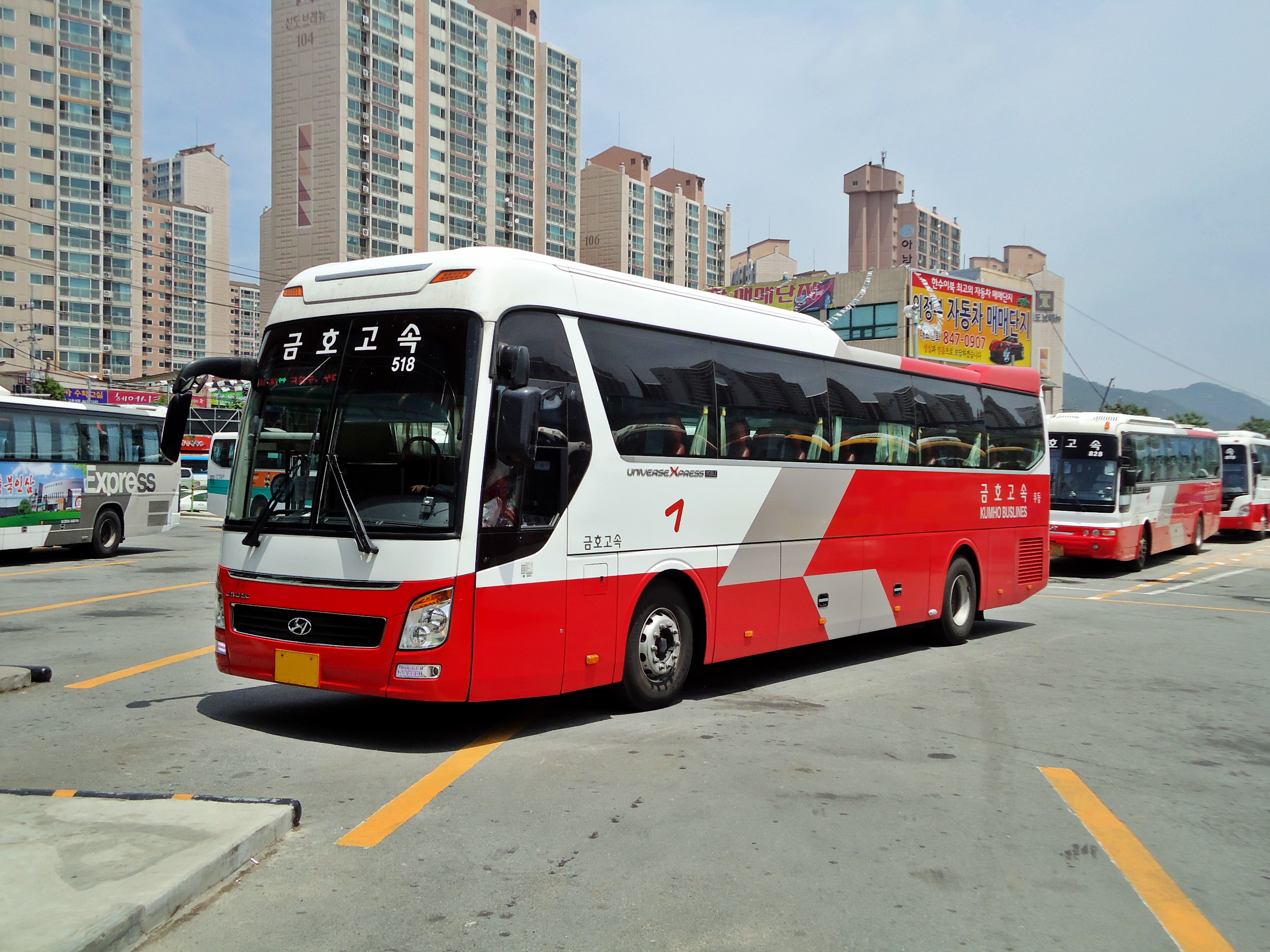
2013년식 금호고속 뉴 프리미엄 유니버스 익스프레스 노블
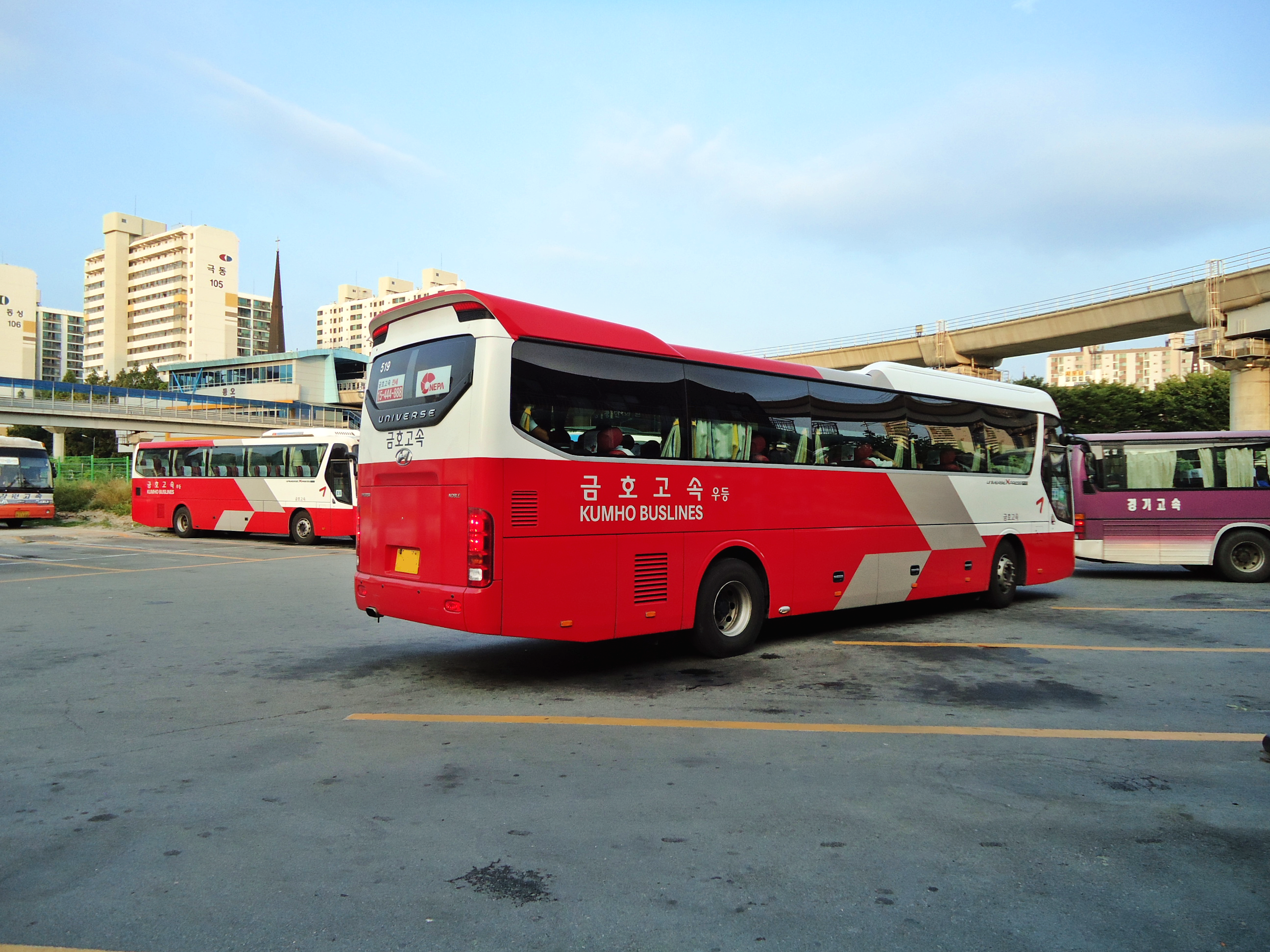
2013년식  금호고속 뉴 프리미엄 유니버스 익스프레스 노블 후면
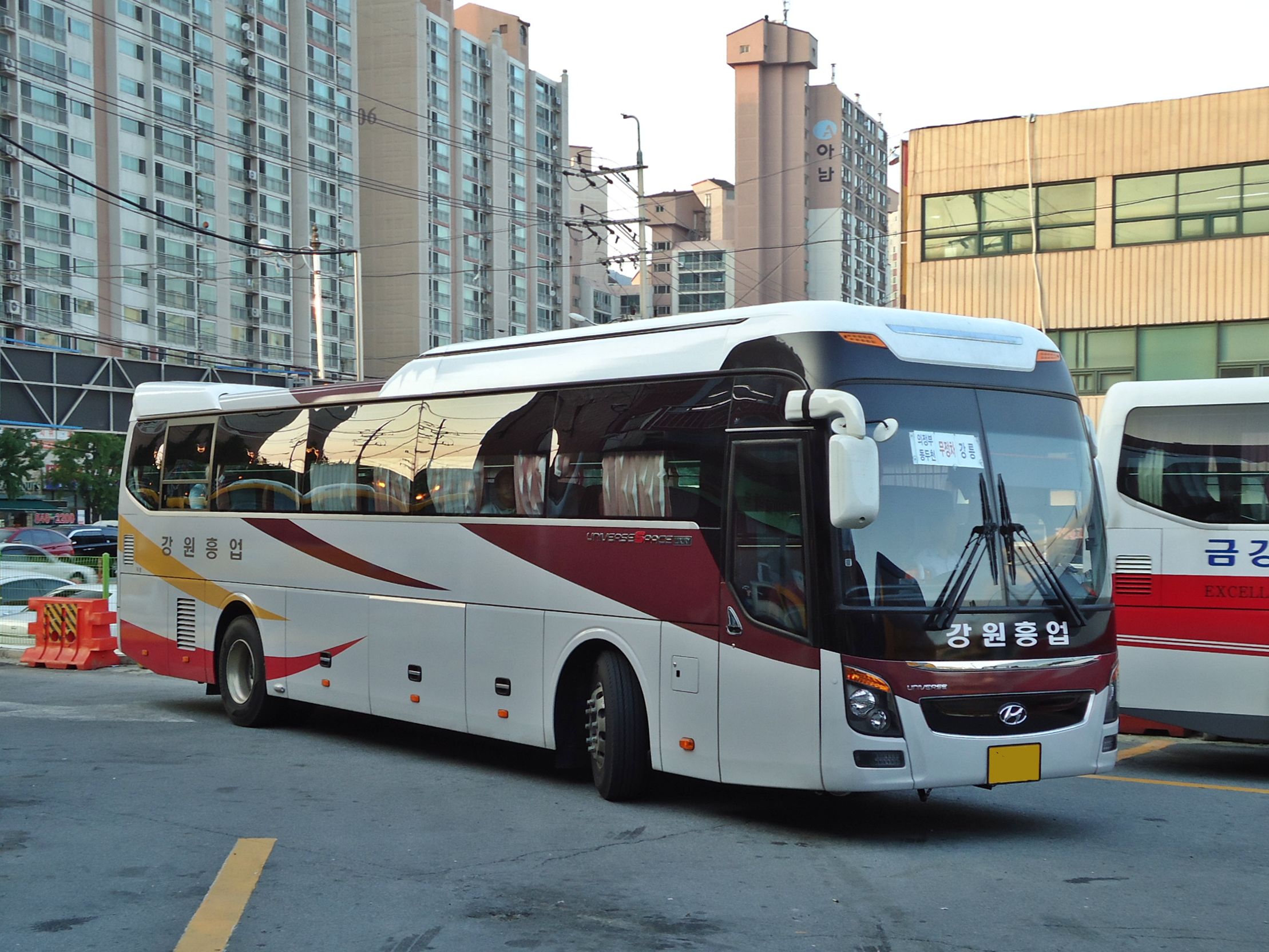
2013년식 강원흥업 뉴 프리미엄 유니버스 스페이스 럭셔리
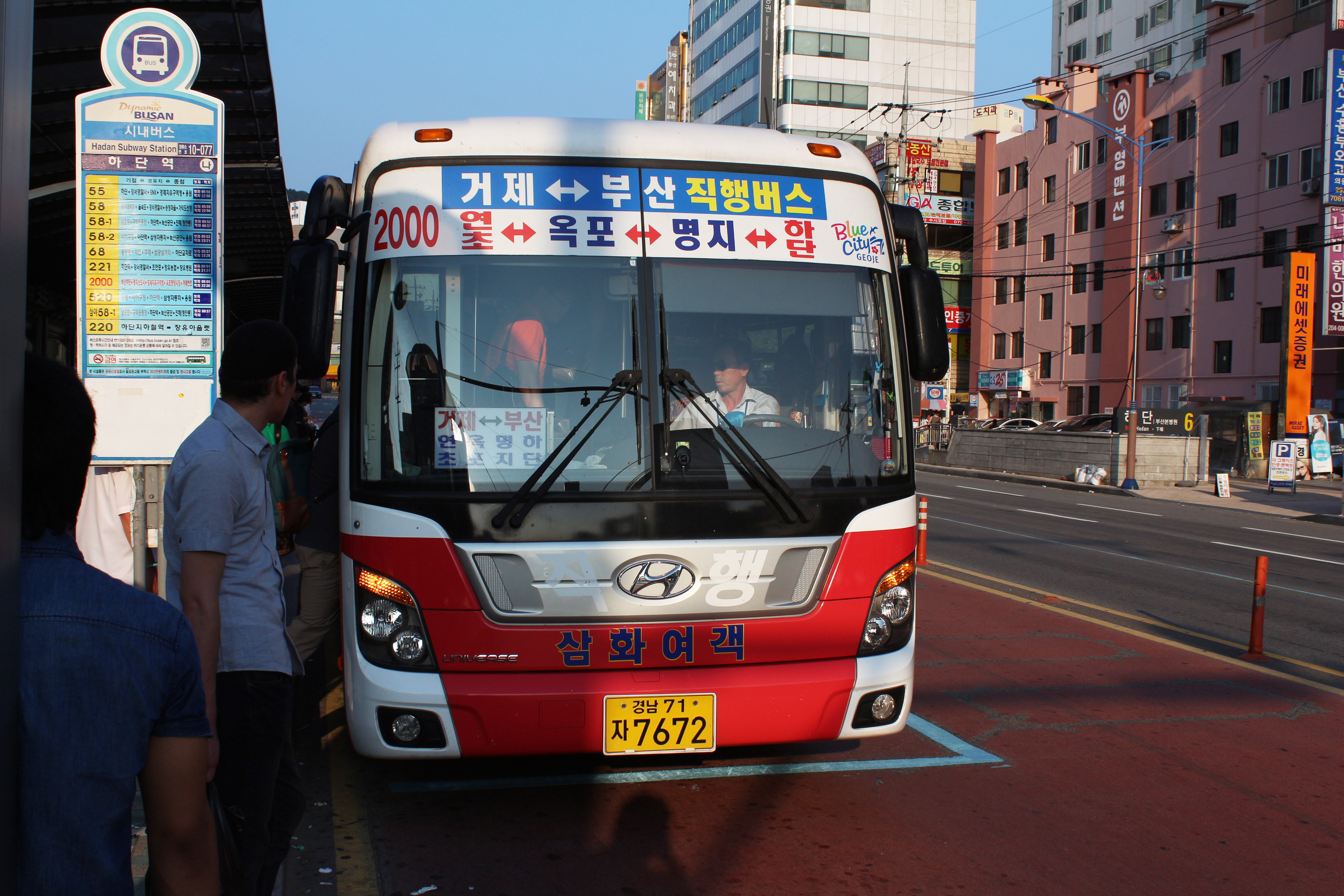
2013년식 삼화여객 2000번 유니버스 스페이스 엘레강스 (디젤)
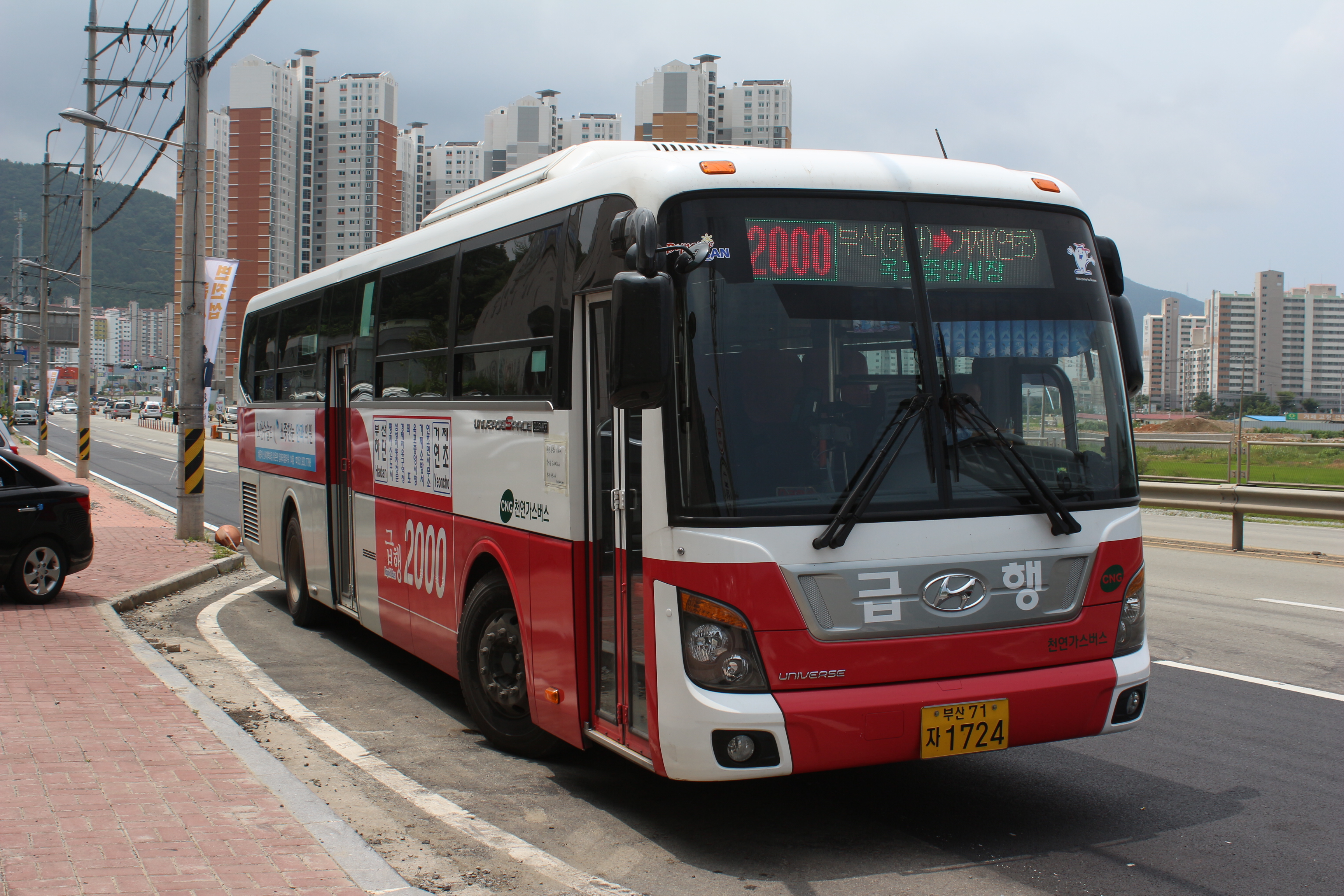
부산시내버스 2000번 유니버스 스페이스 엘레강스 (천연가스)
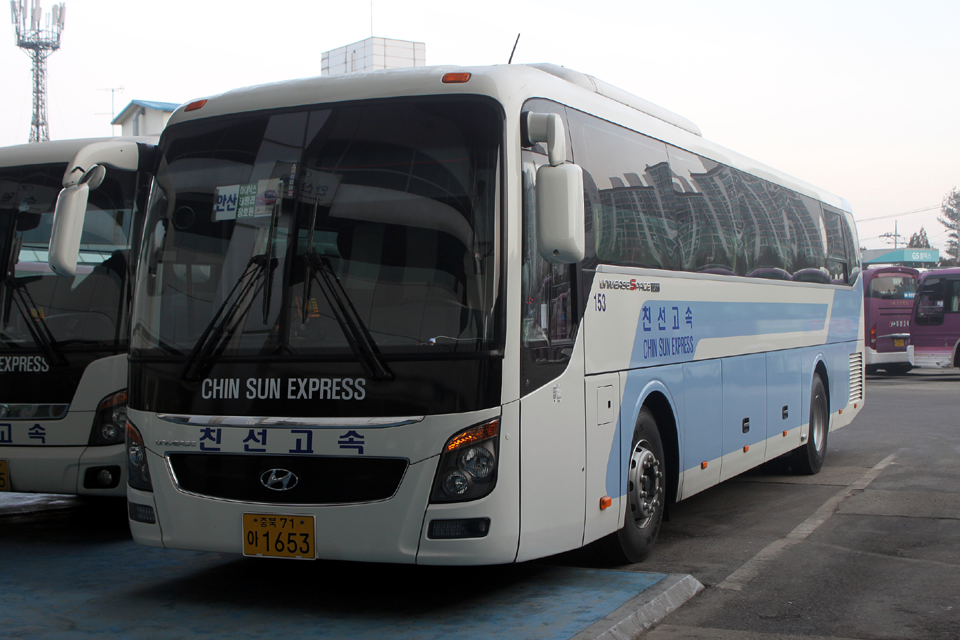
2014년식 친선고속 뉴 프리미엄 유니버스 스페이스 럭셔리
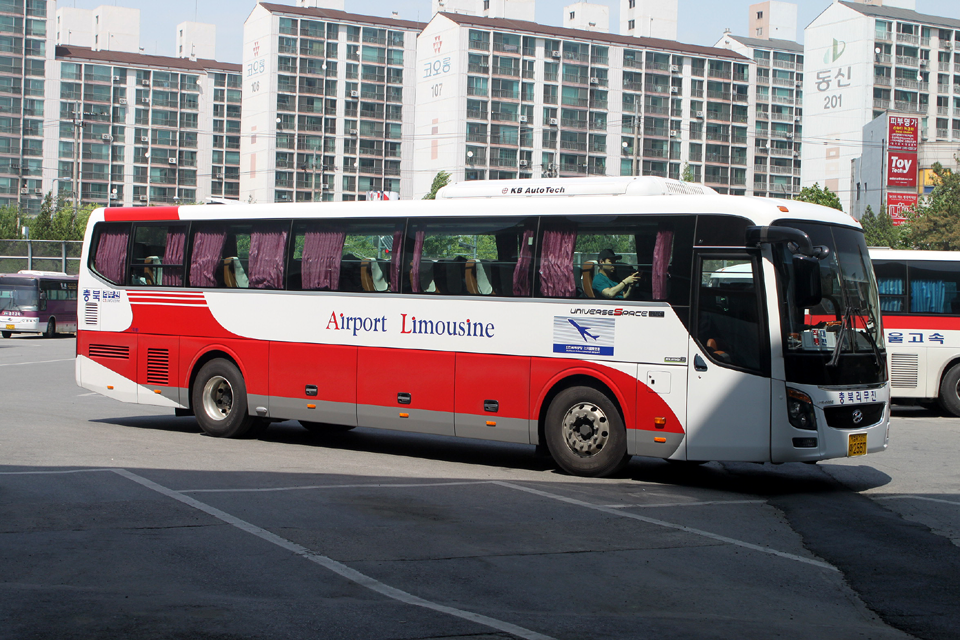
2015년식 충북리무진 뉴 프리미엄 유니버스 스페이스 럭셔리
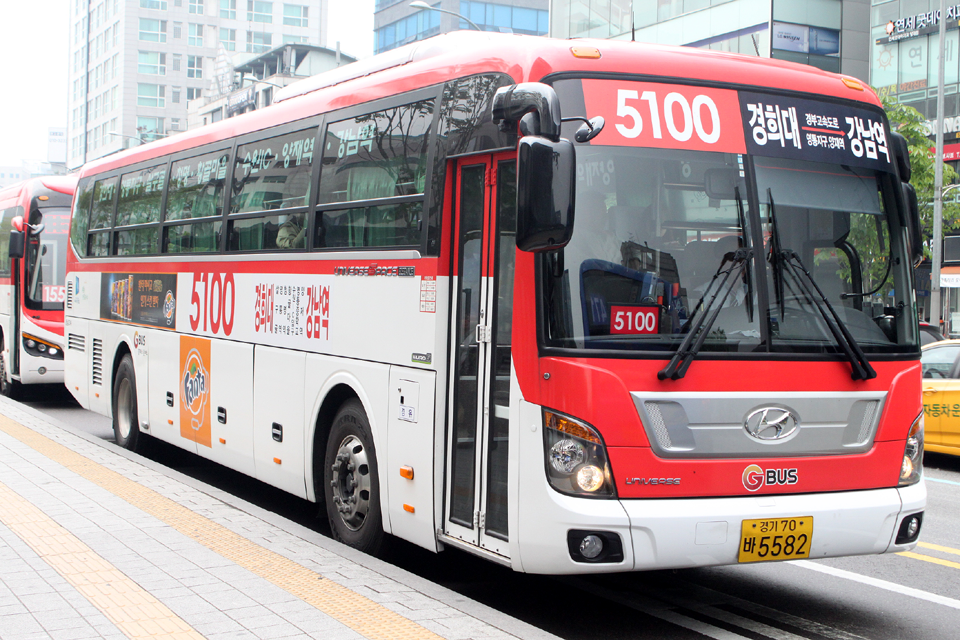
2015년식 용남고속 5100번 유니버스 스페이스 엘레강스
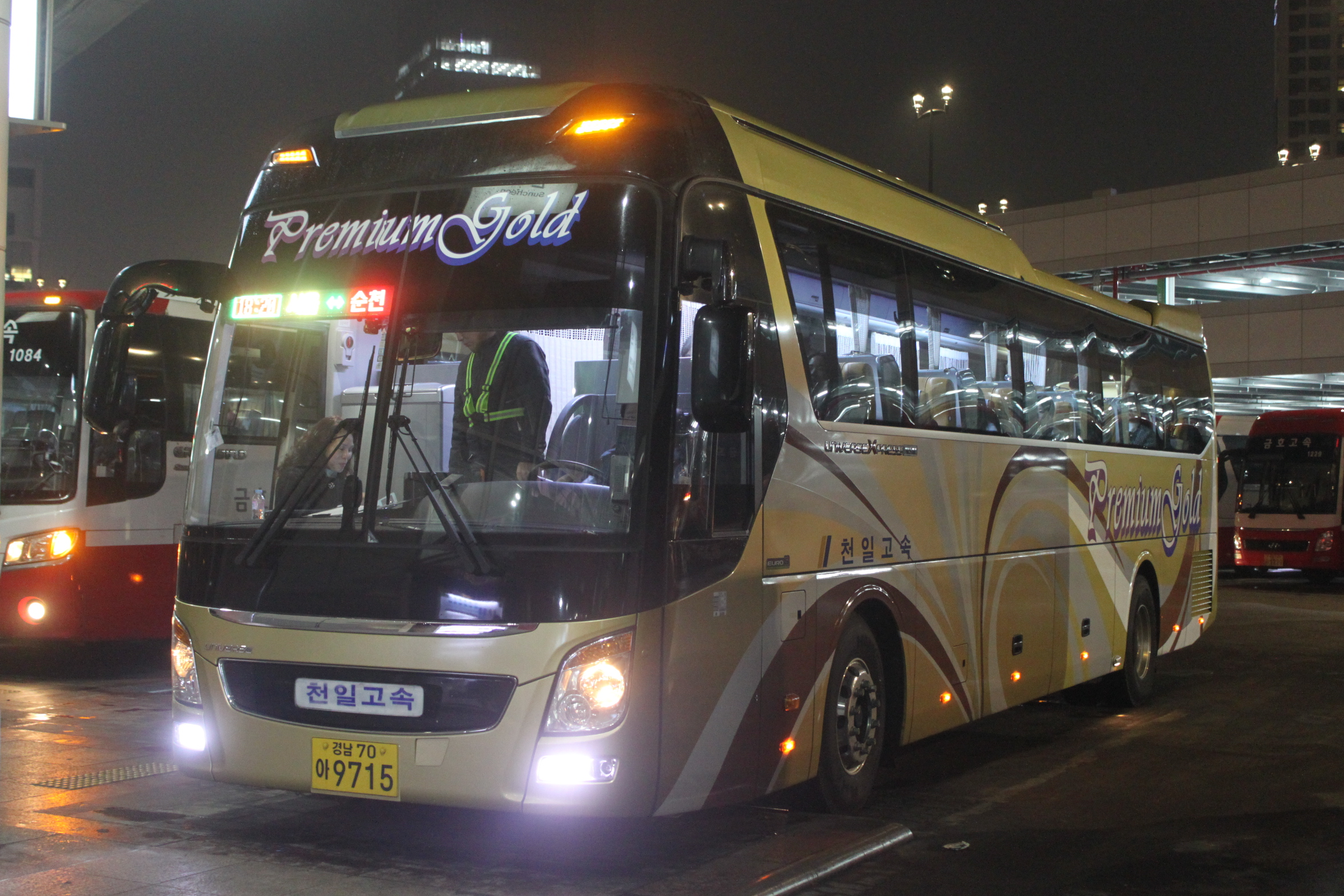
2017년식 천일고속 현대 뉴 프리미엄 유니버스 익스프레스 프레스티지
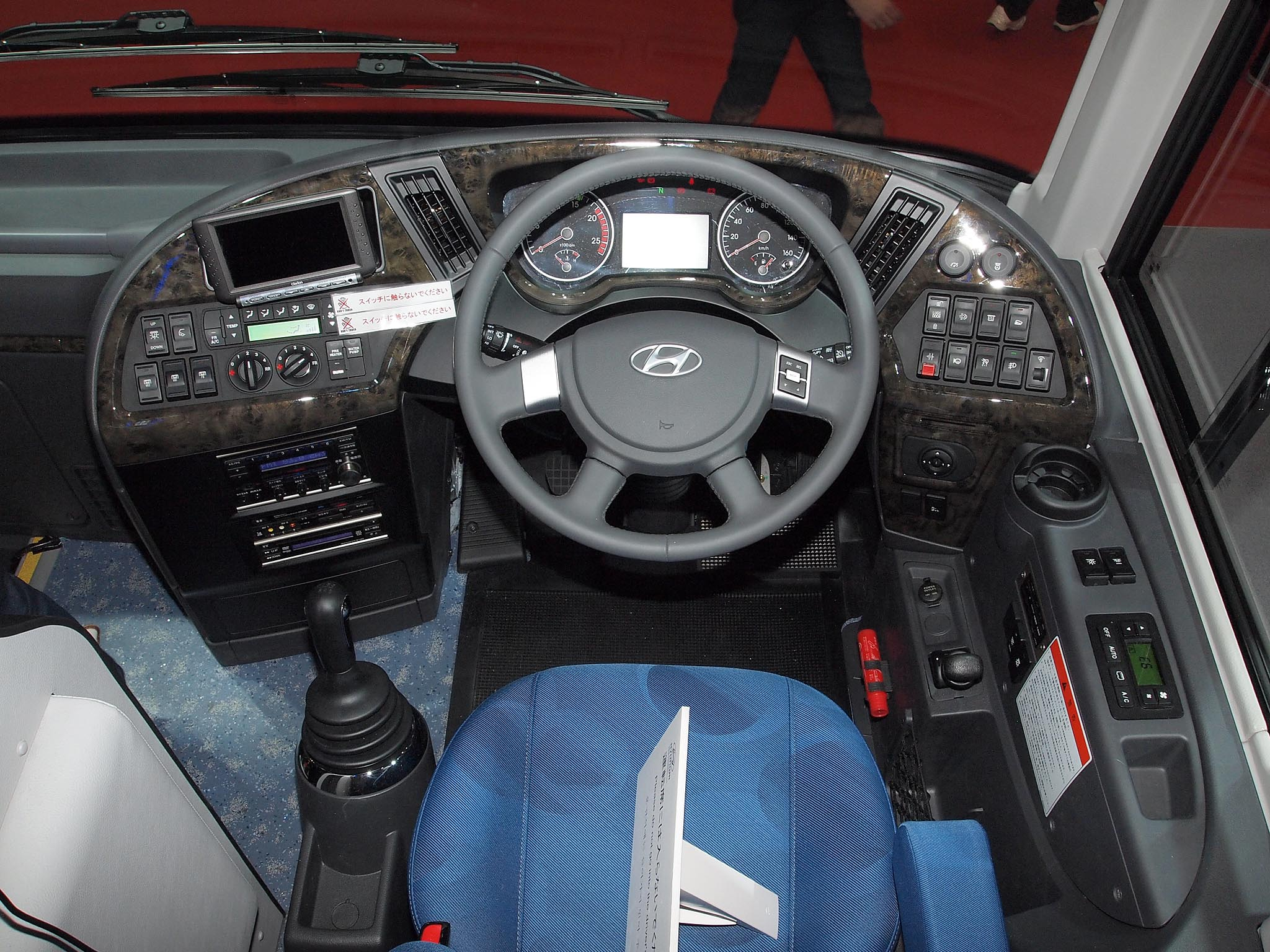
운전대
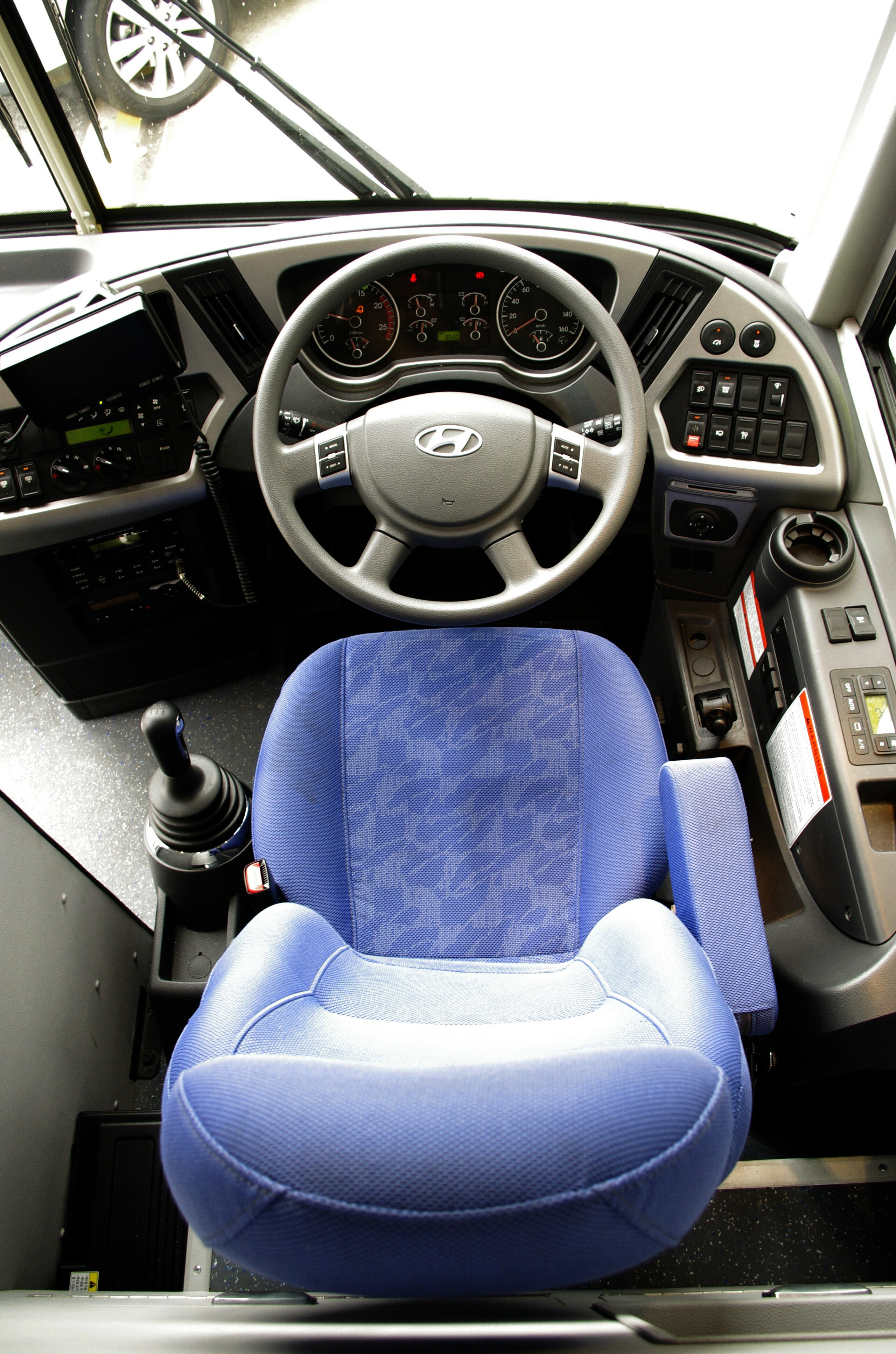
운전대
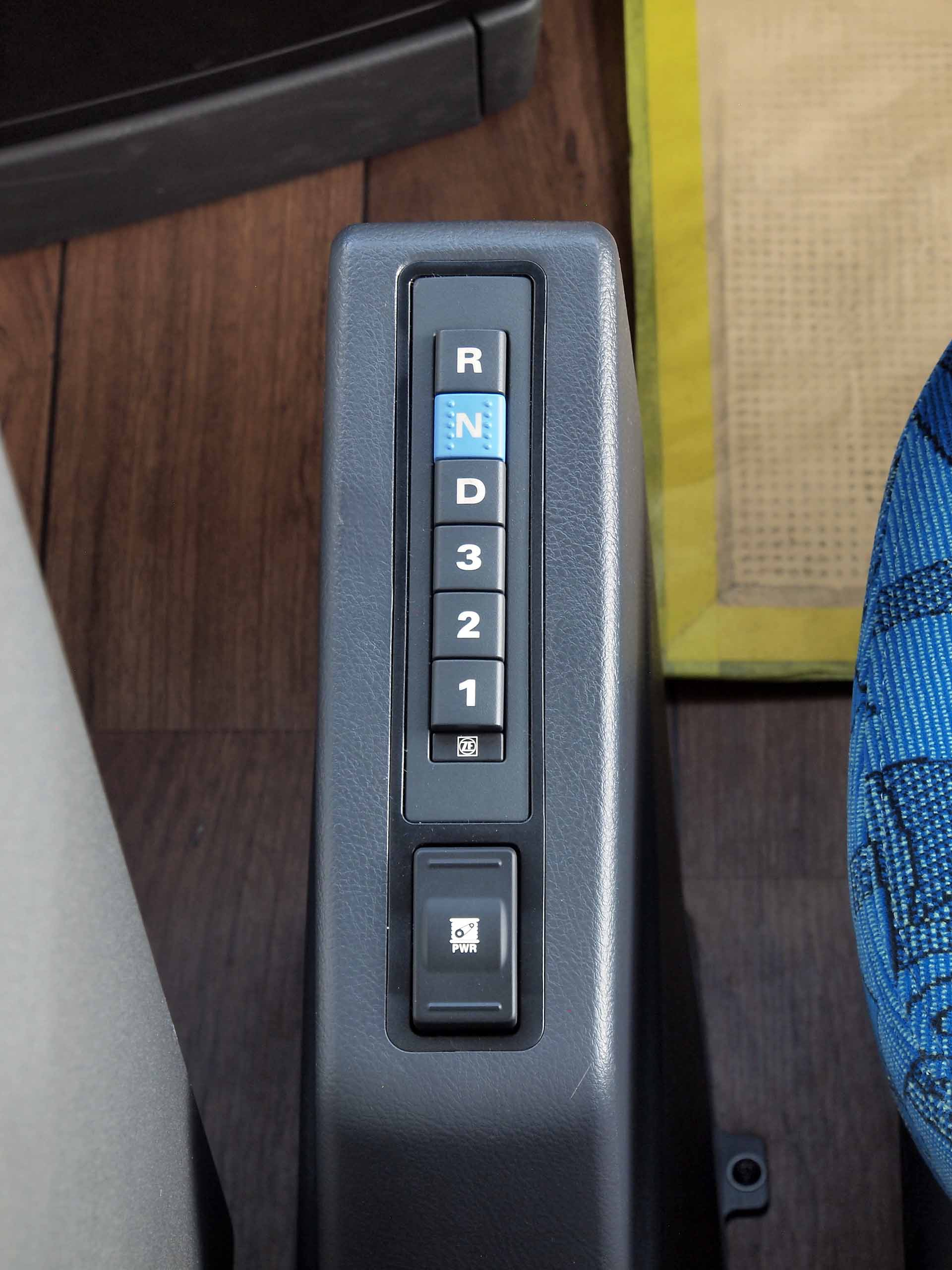
자동변속기
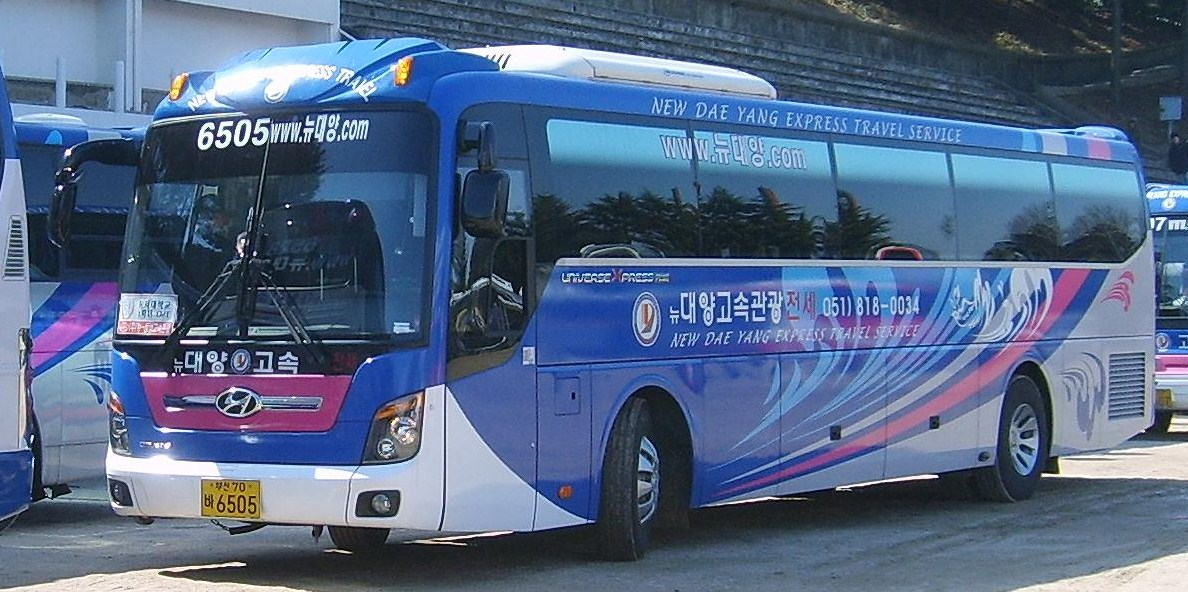
뉴대양고속관광 소속 유니버스 익스프레스 프라임
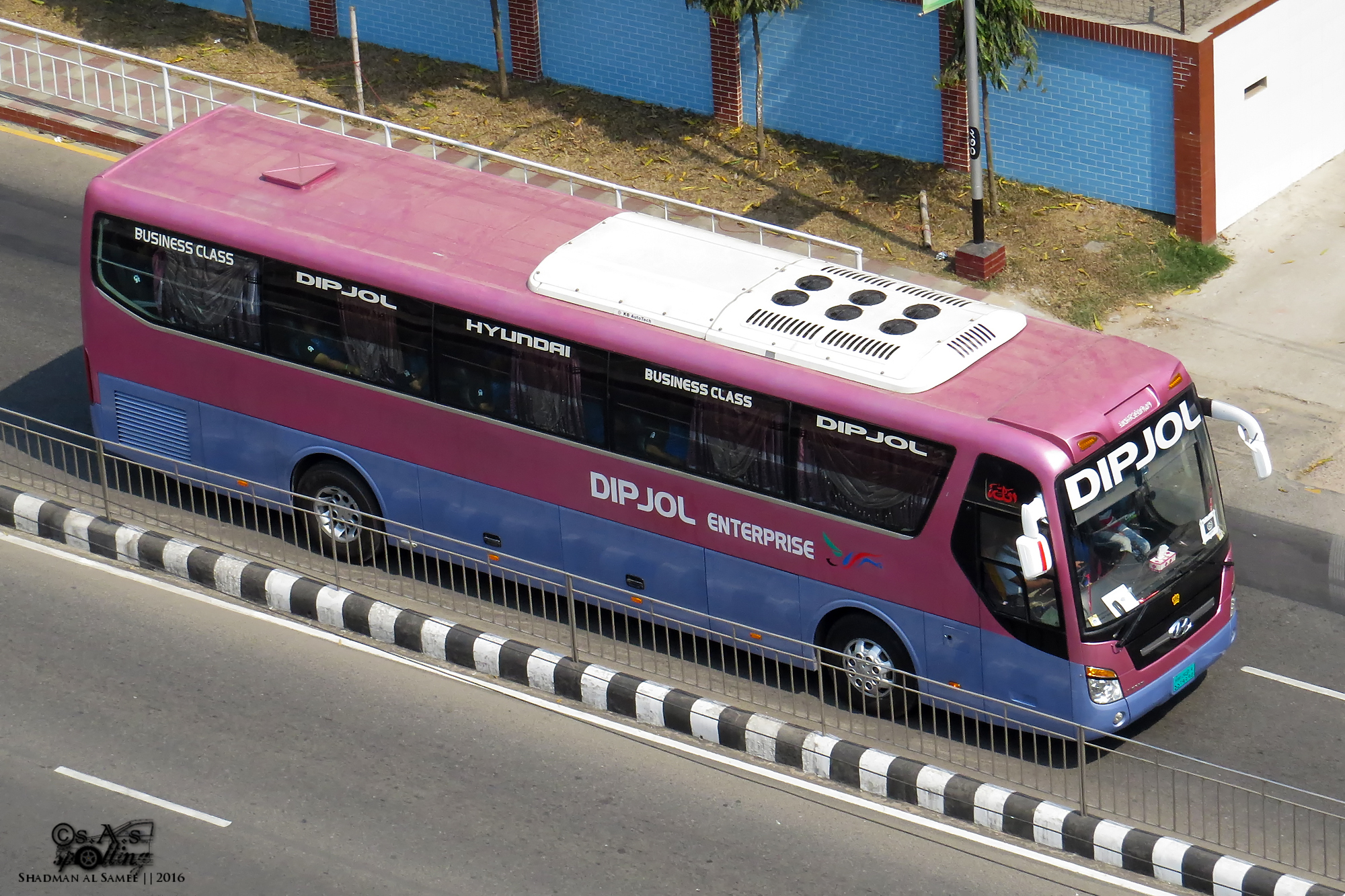
방글라데시의 Dipjol에서 운행하고 있는 현대 유니버스
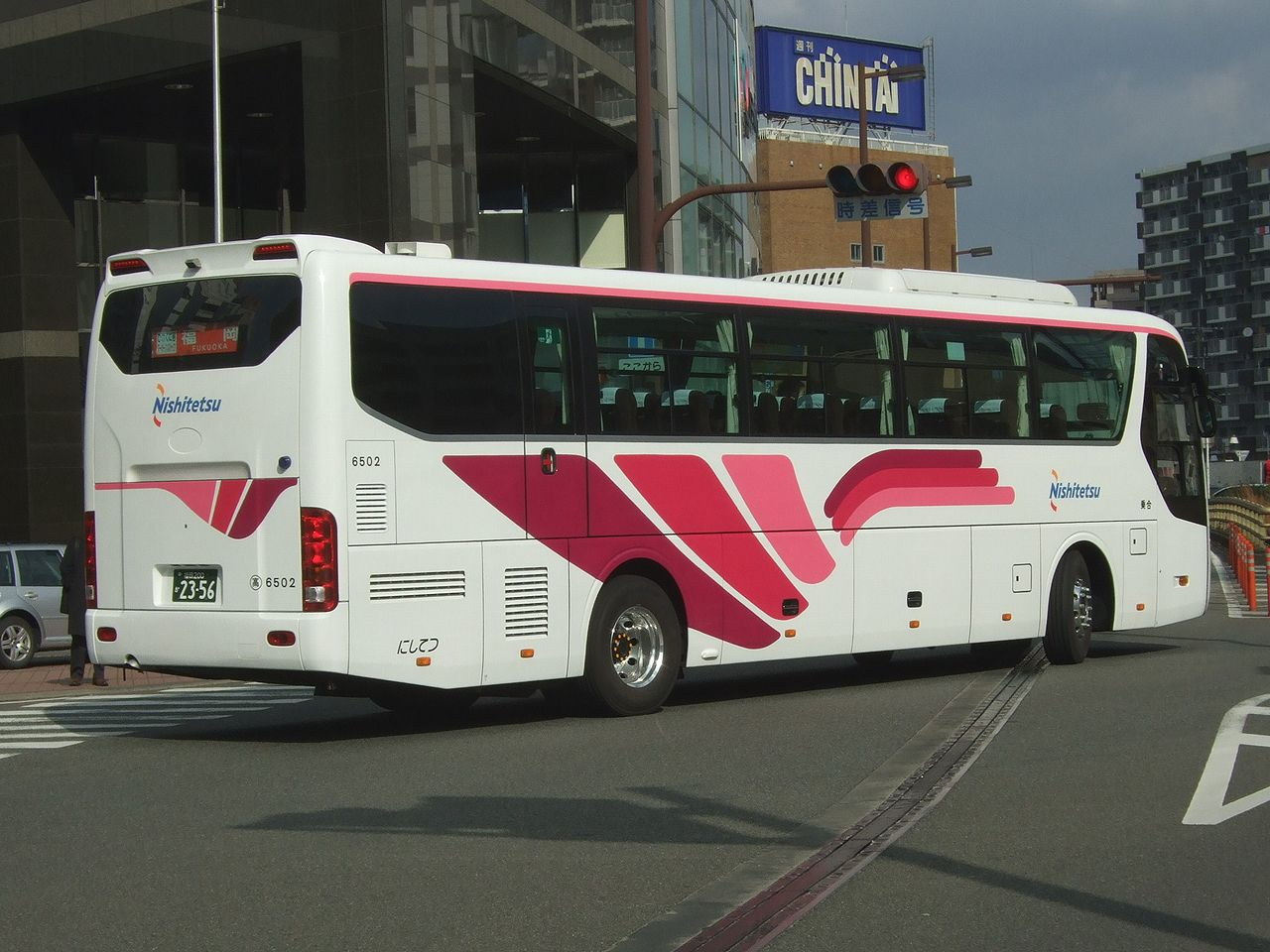
니시테쓰 고속버스 소속 현대 유니버스 차량으로, 일본식 사양으로 설계되어 있어 한국 내수용 유니버스와 달리 후면부에 비상구가 별도로 설계되어 있다.
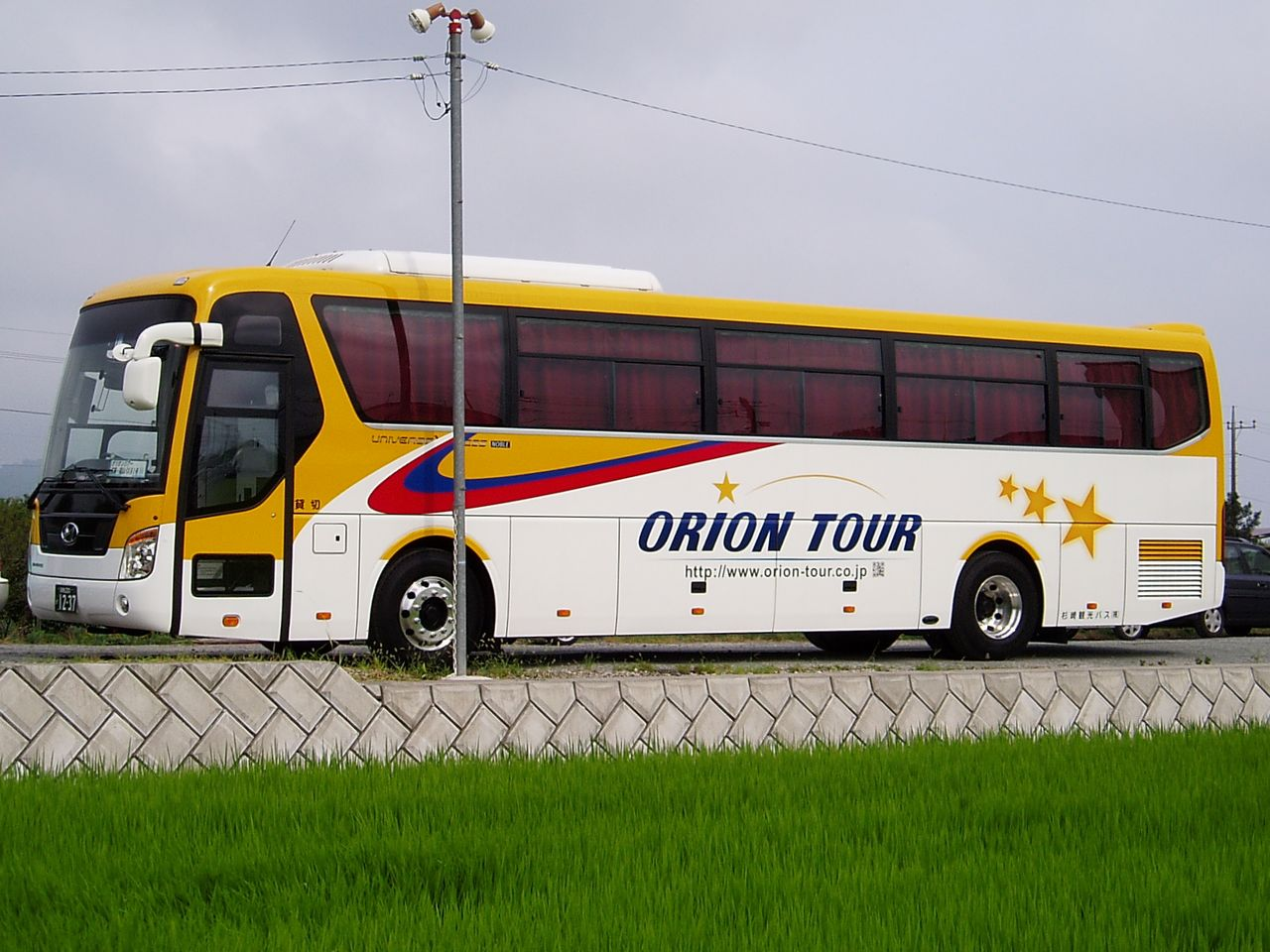
일본식 사양으로 이루어진 현대 유니버스. 상기의 니시테쓰 버스 차량과 유사하게 설계되어 있고, 소속 운수사는 스기자키 관광버스 소속이다.
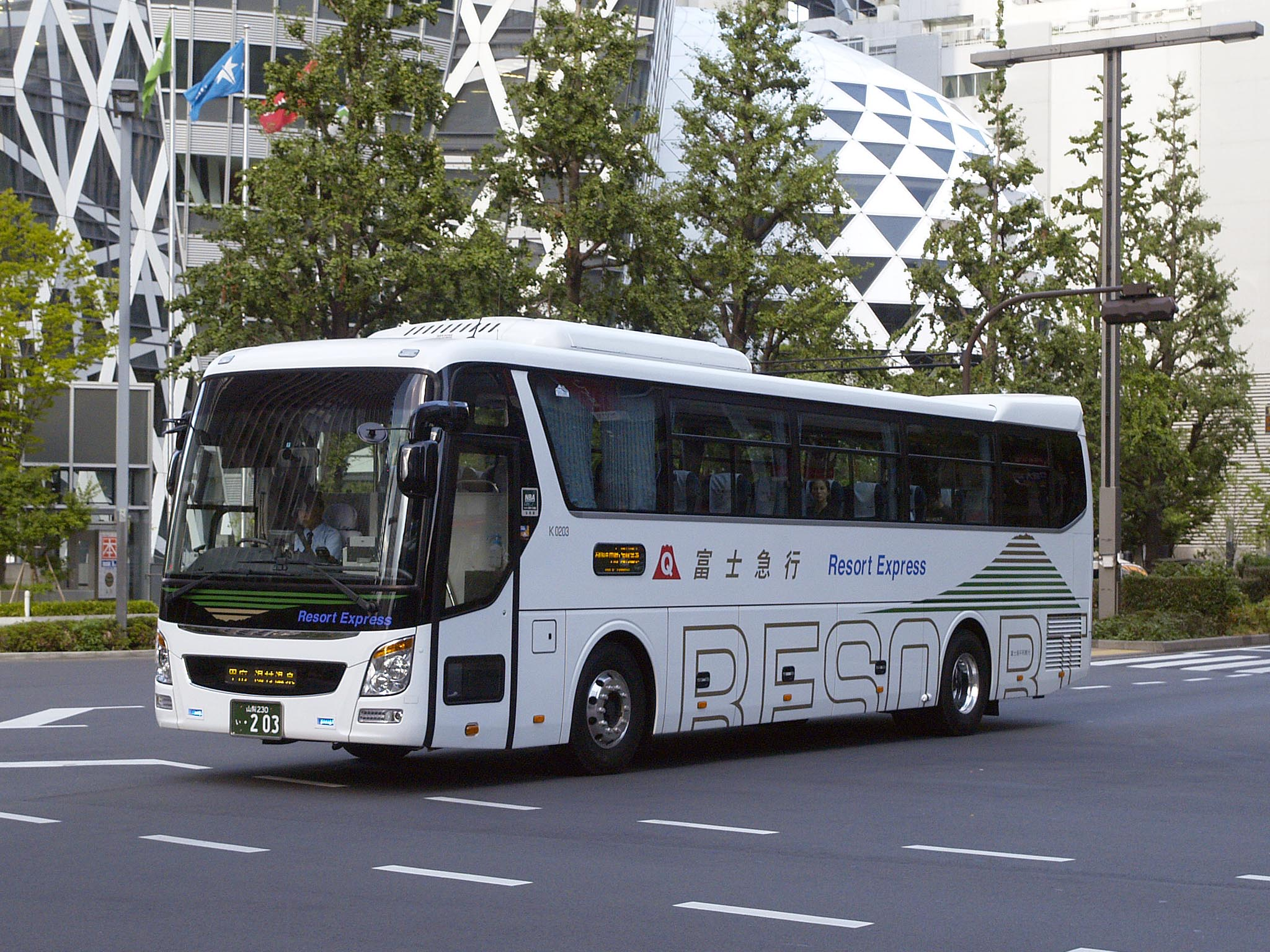
일본식 사양을 가진 현대 유니버스. 해당 운수사는 후지큐 헤이와 관광 소속 관광버스.
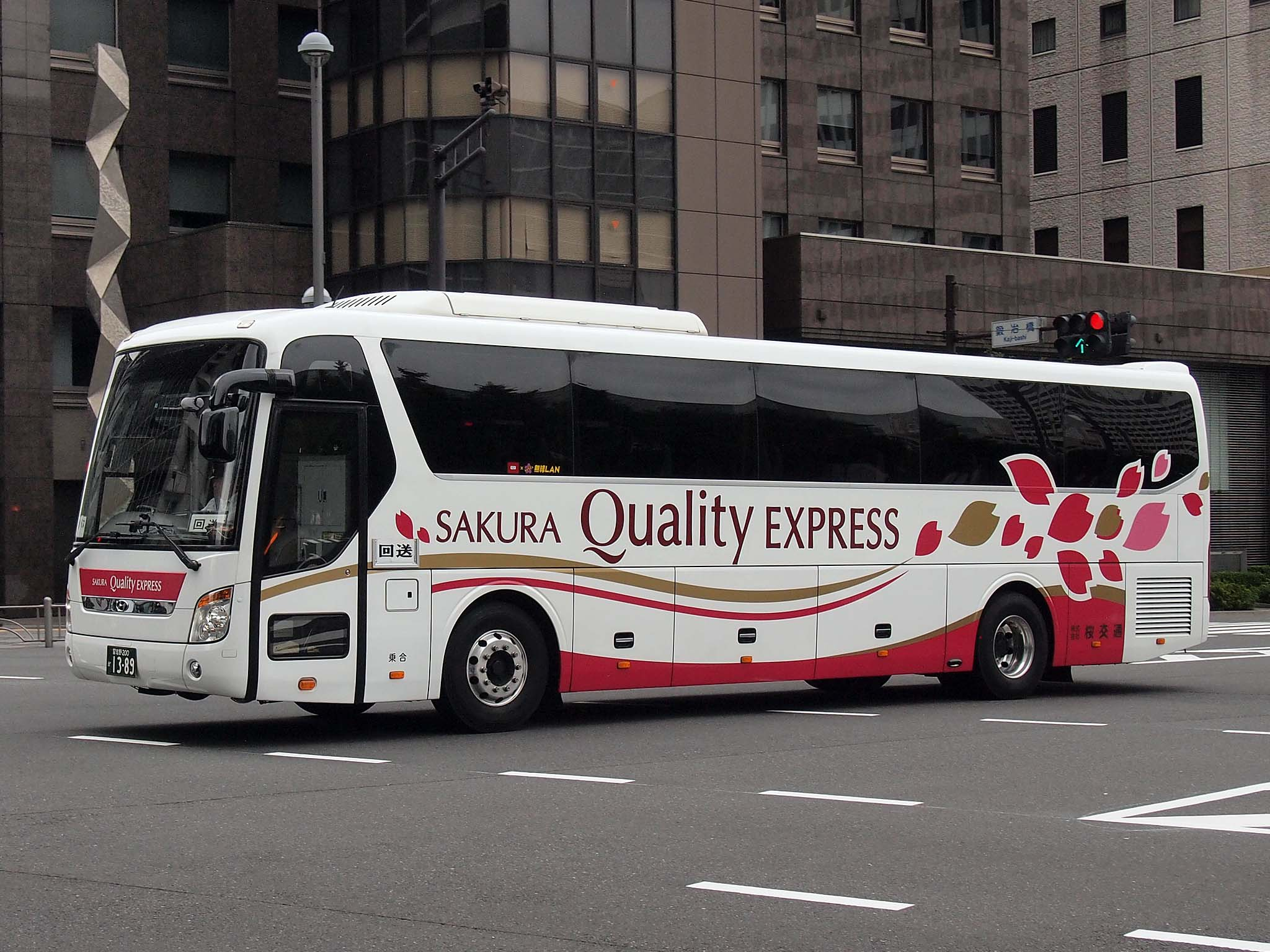
사쿠라 교통 소속 현대 유니버스. 이것도 역시 일본식 사양이다.
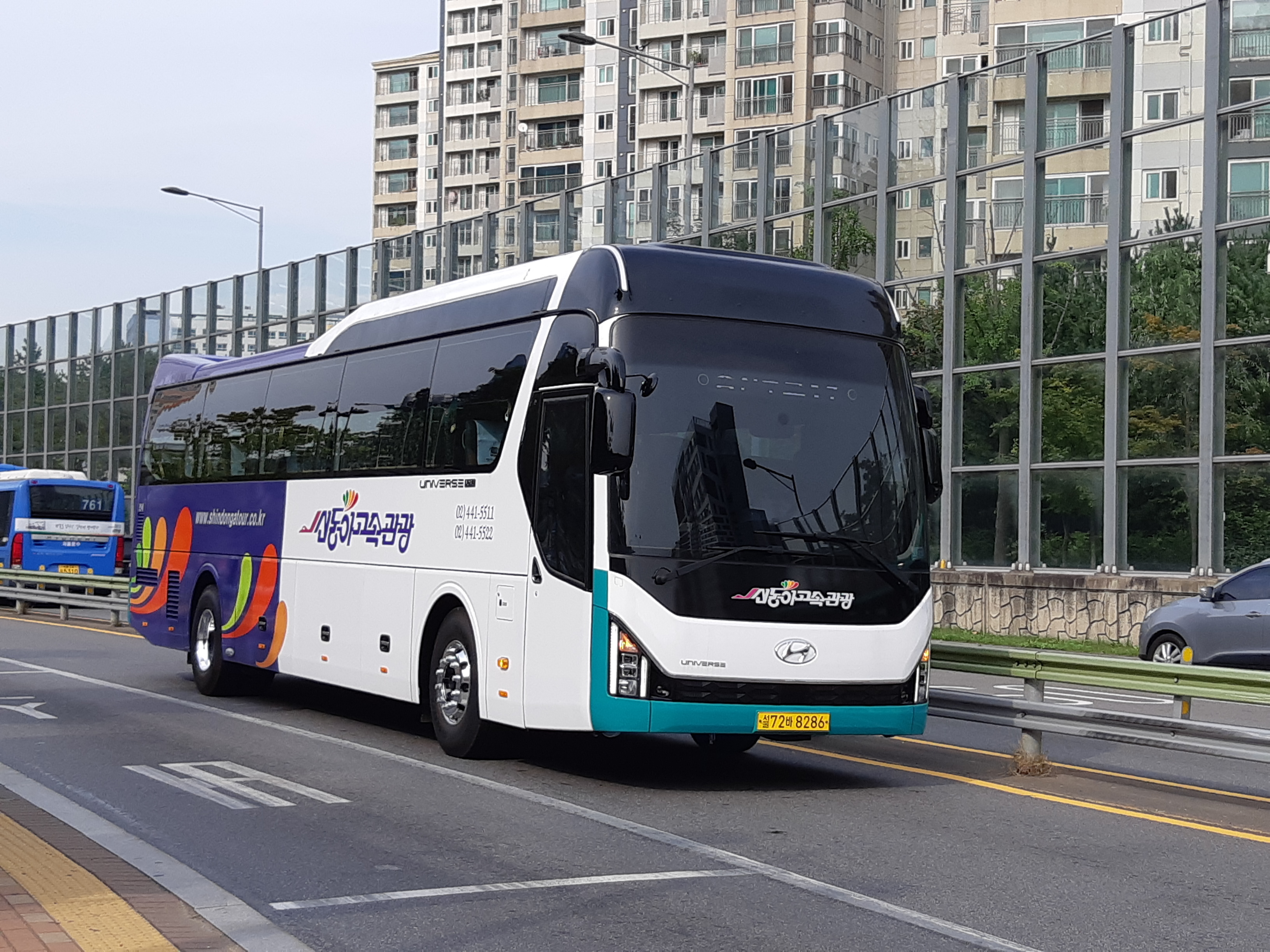
신동아고속관광에서 운행하고 있는 현대 유니버스 노블 페이스리프트 차량
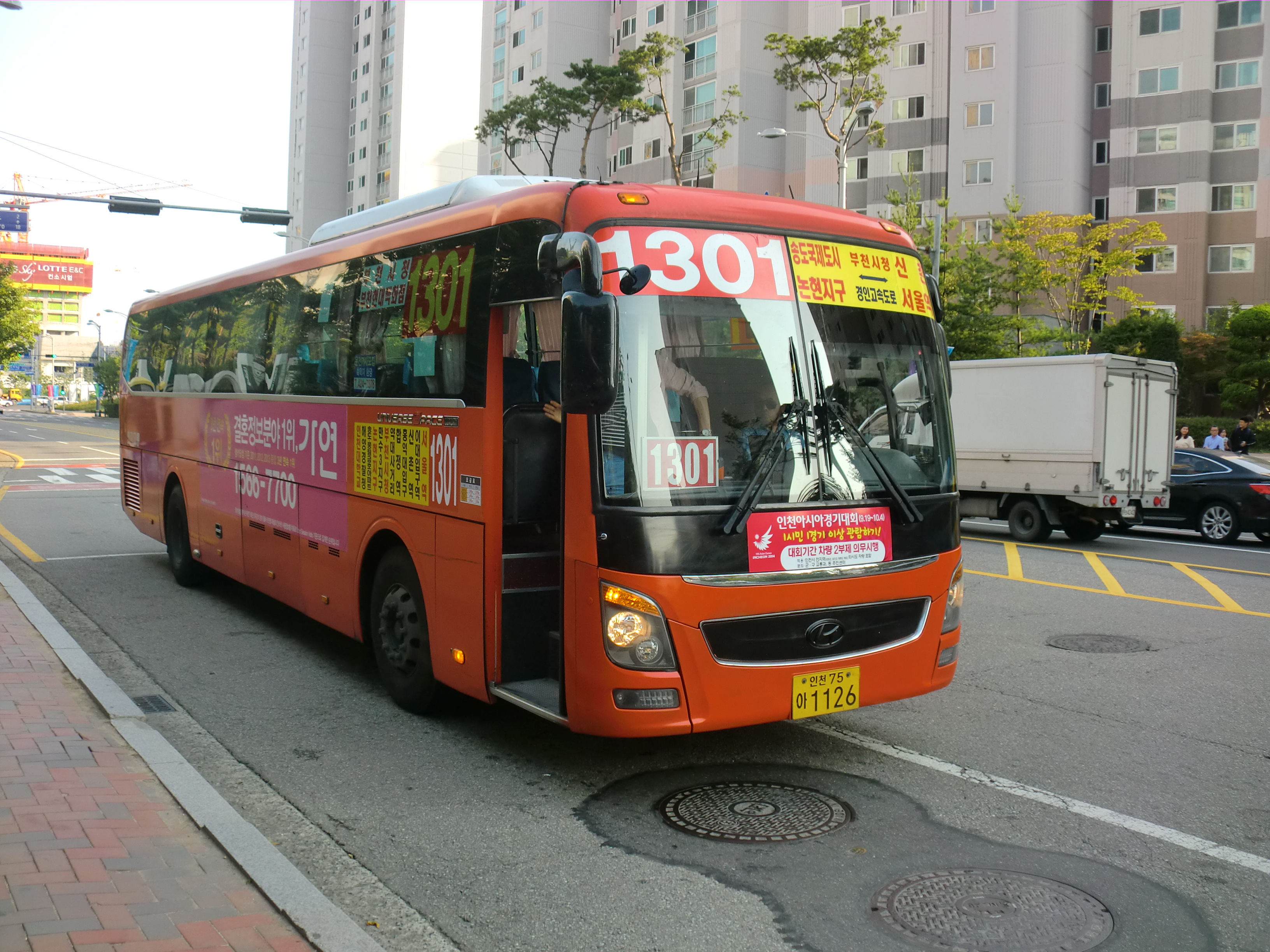
더월드교통 소속 1301번 버스
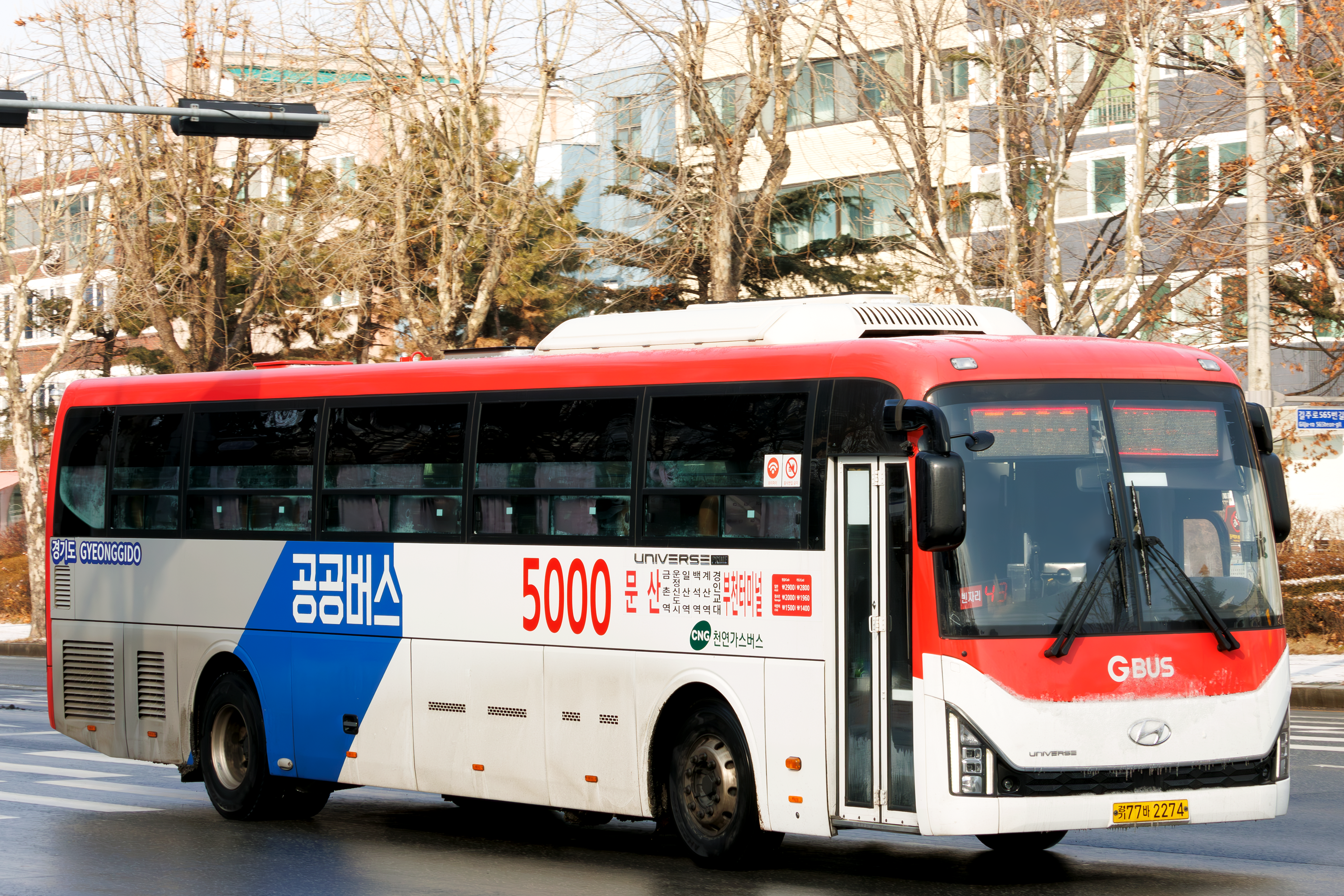
대원고속 소속 2023년식 뉴 프리미엄 유니버스 프라임 페이스리프트 차량
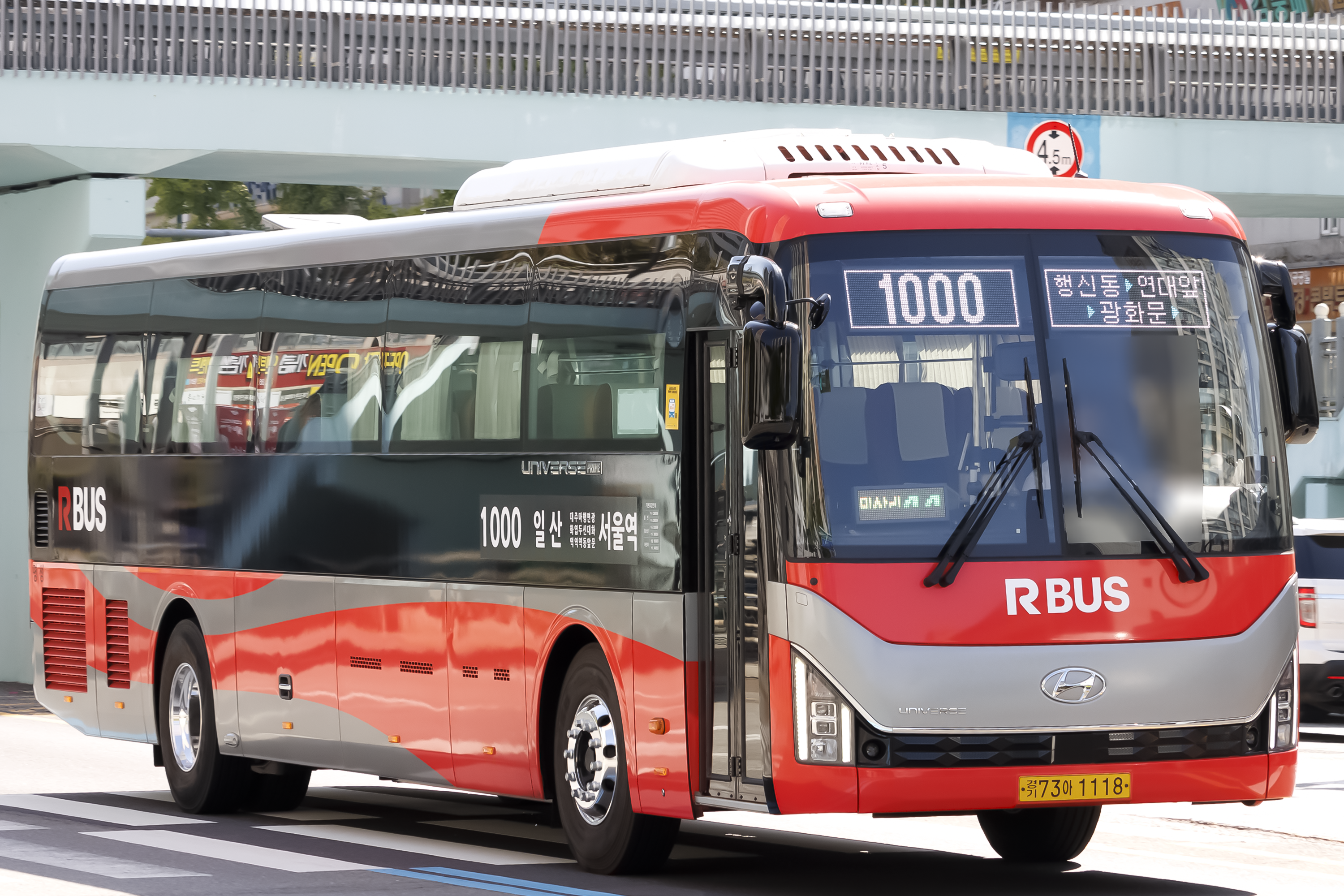
명성 소속 2023년식 뉴 프리미엄 유니버스 프라임 페이스리프트 차량
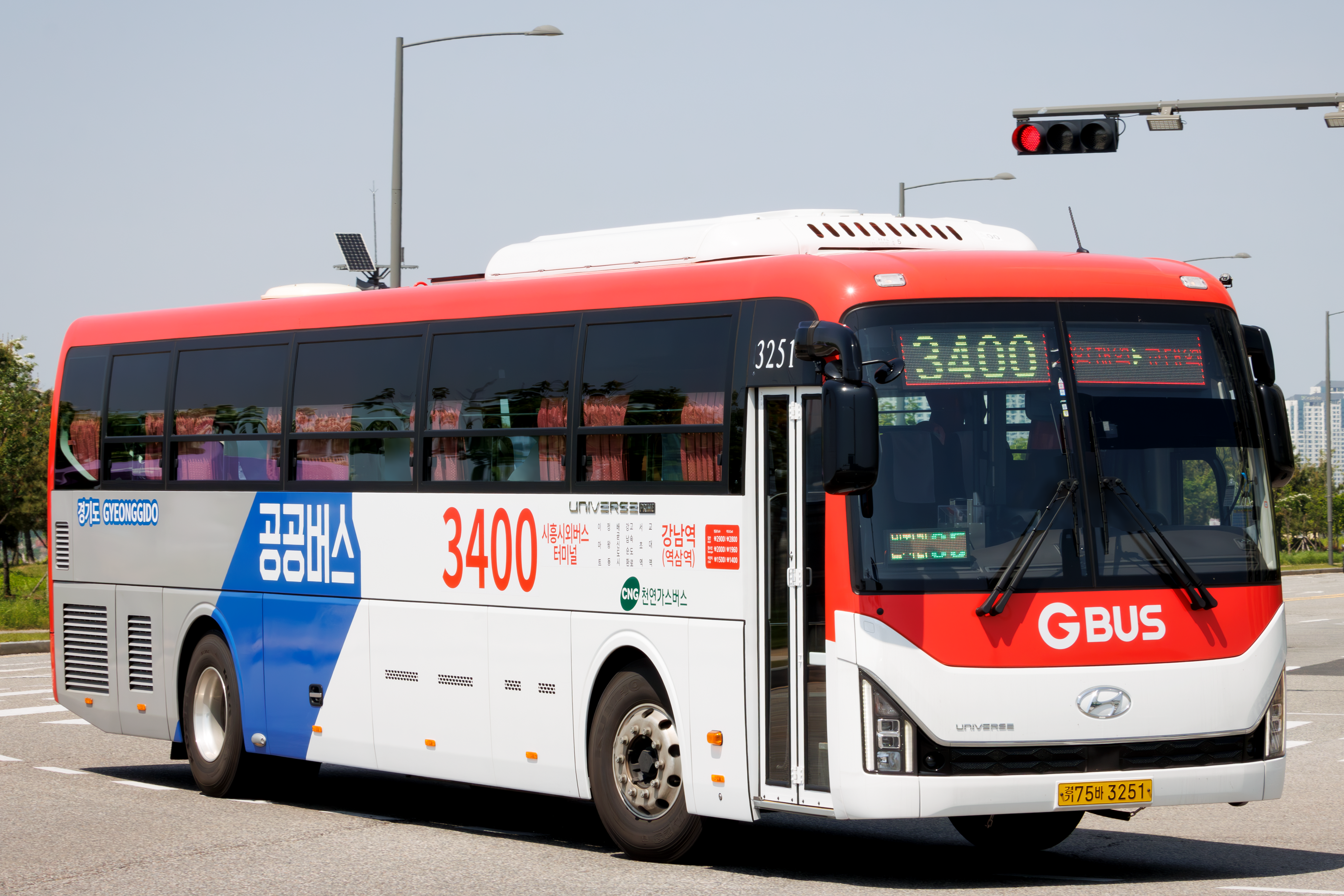
시흥교통 소속 2024년식 뉴 프리미엄 유니버스 프라임 페이스리프트 차량
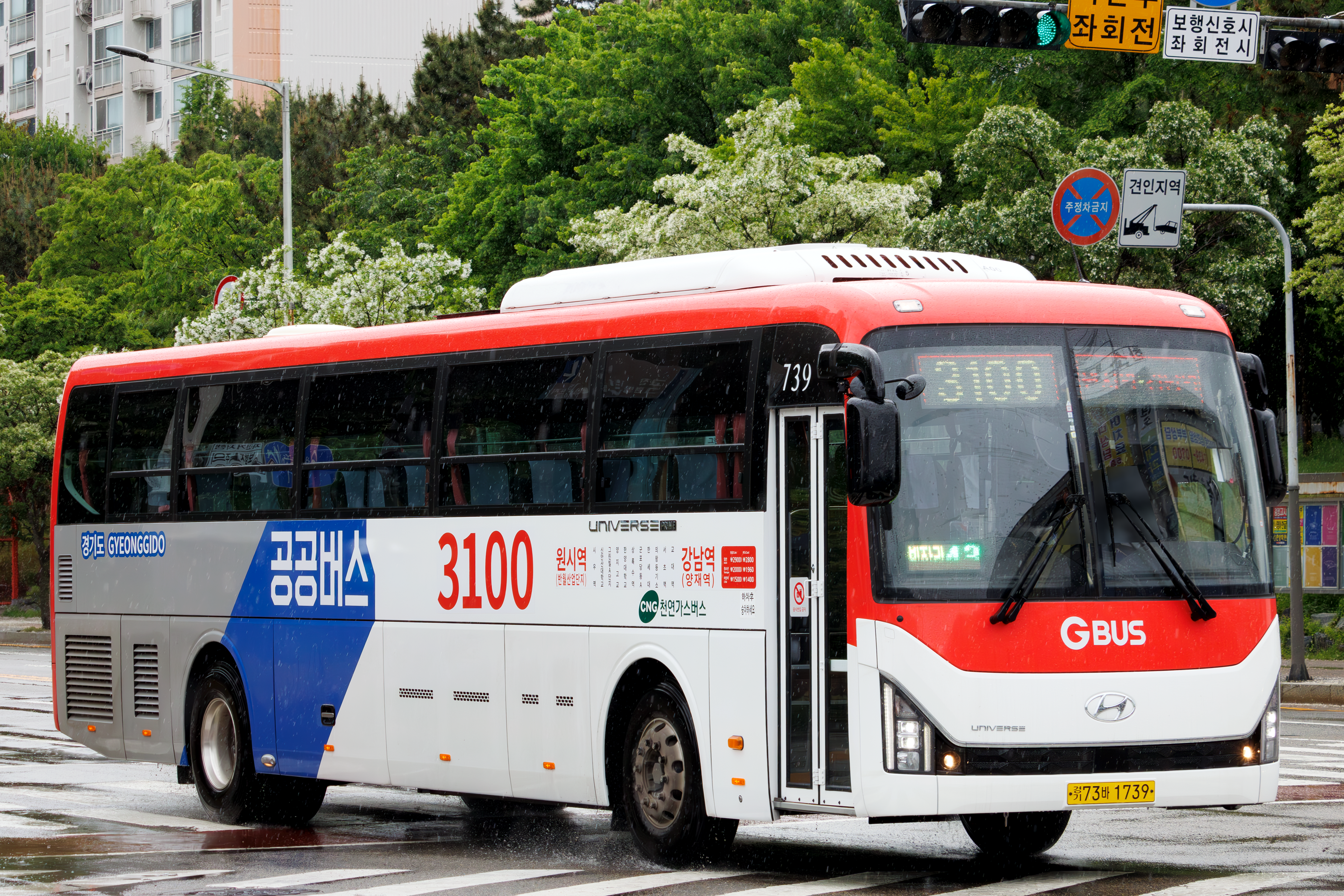
경원여객 소속 2024년식 뉴 프리미엄 유니버스 프라임 페이스리프트 차량
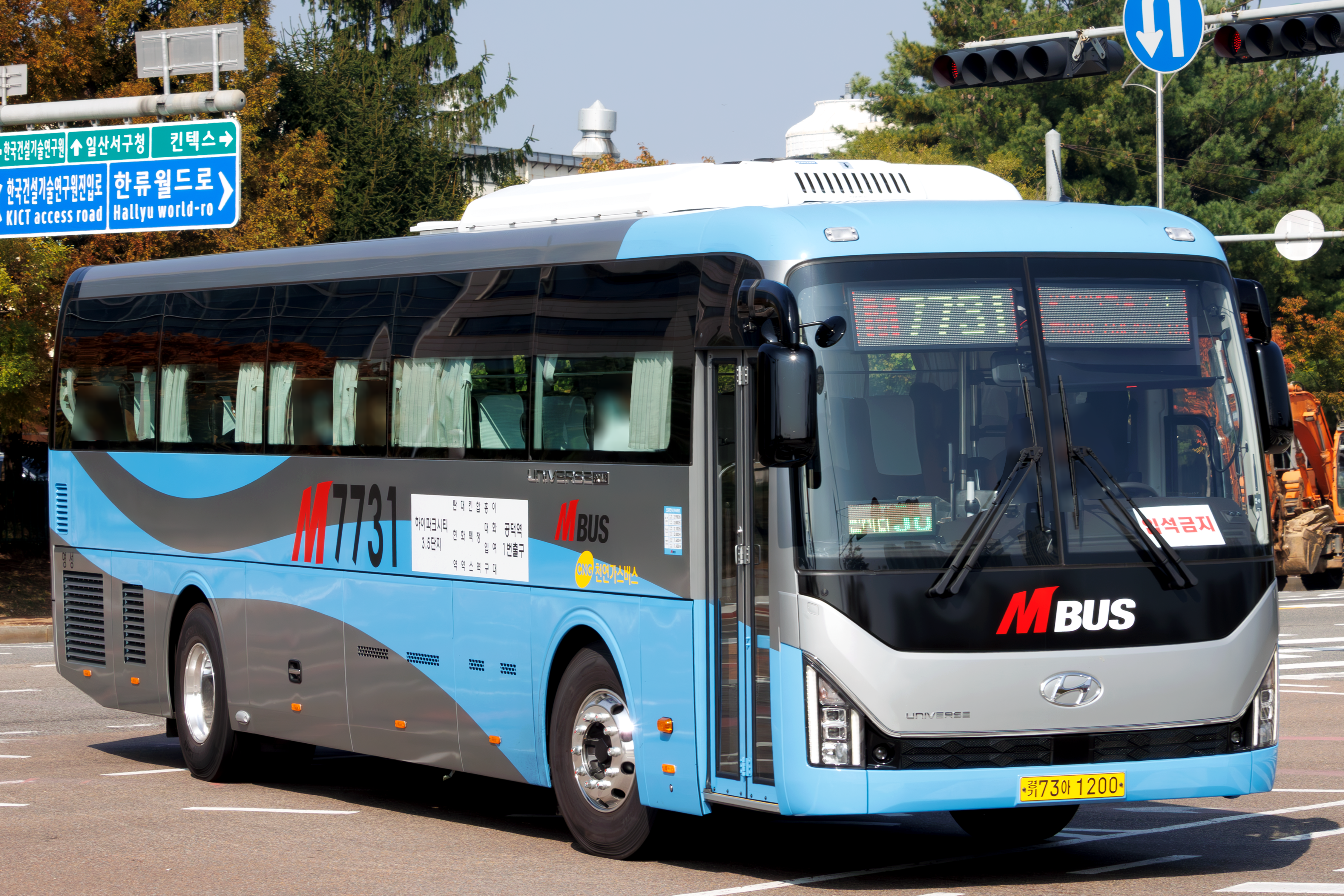
명성 소속 2024년식 뉴 프리미엄 유니버스 프라임 페이스리프트 차량
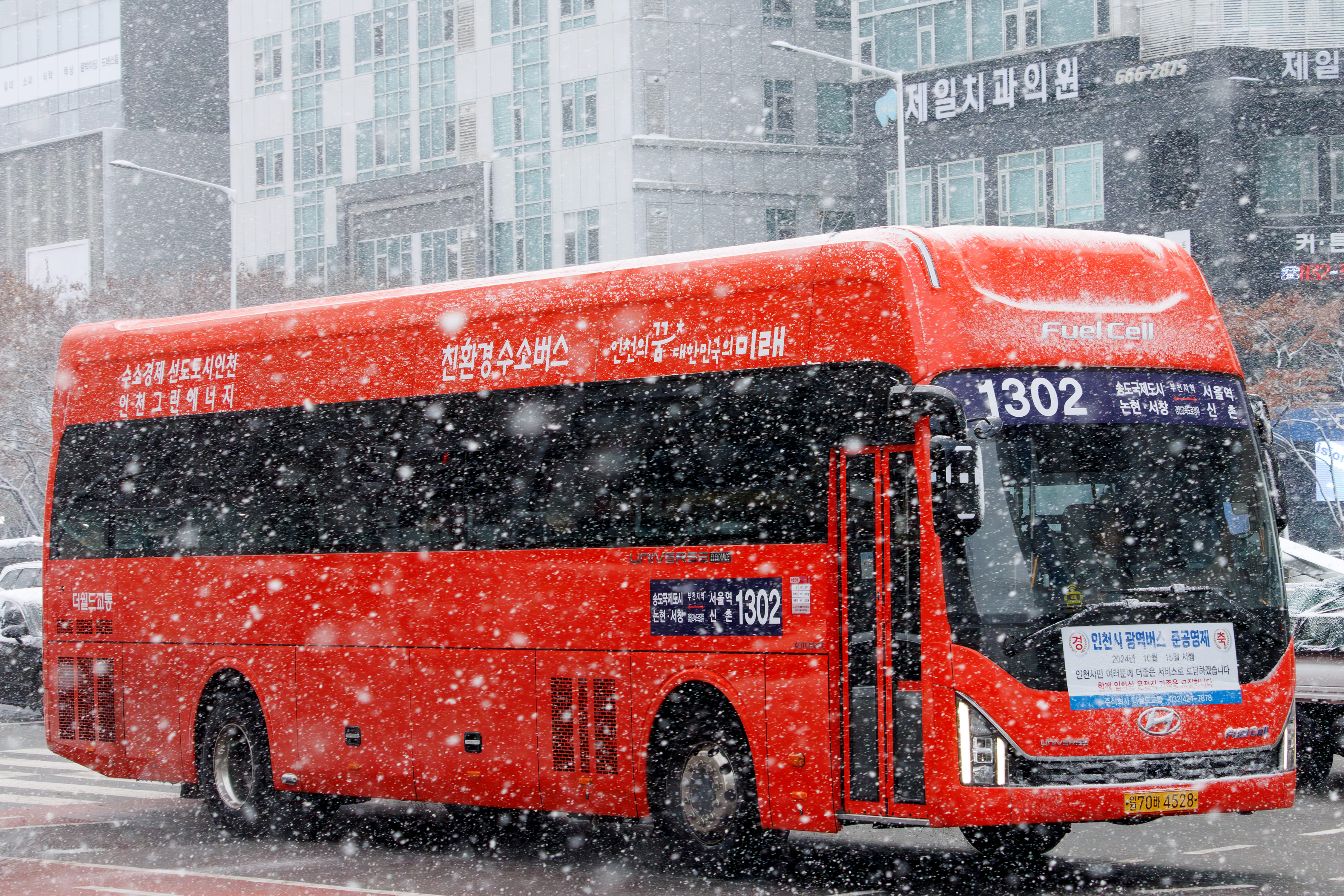
더월드교통 소속 2024년식 뉴 프리미엄 유니버스 엘레강스 FCEV(수소전기버스) 차량
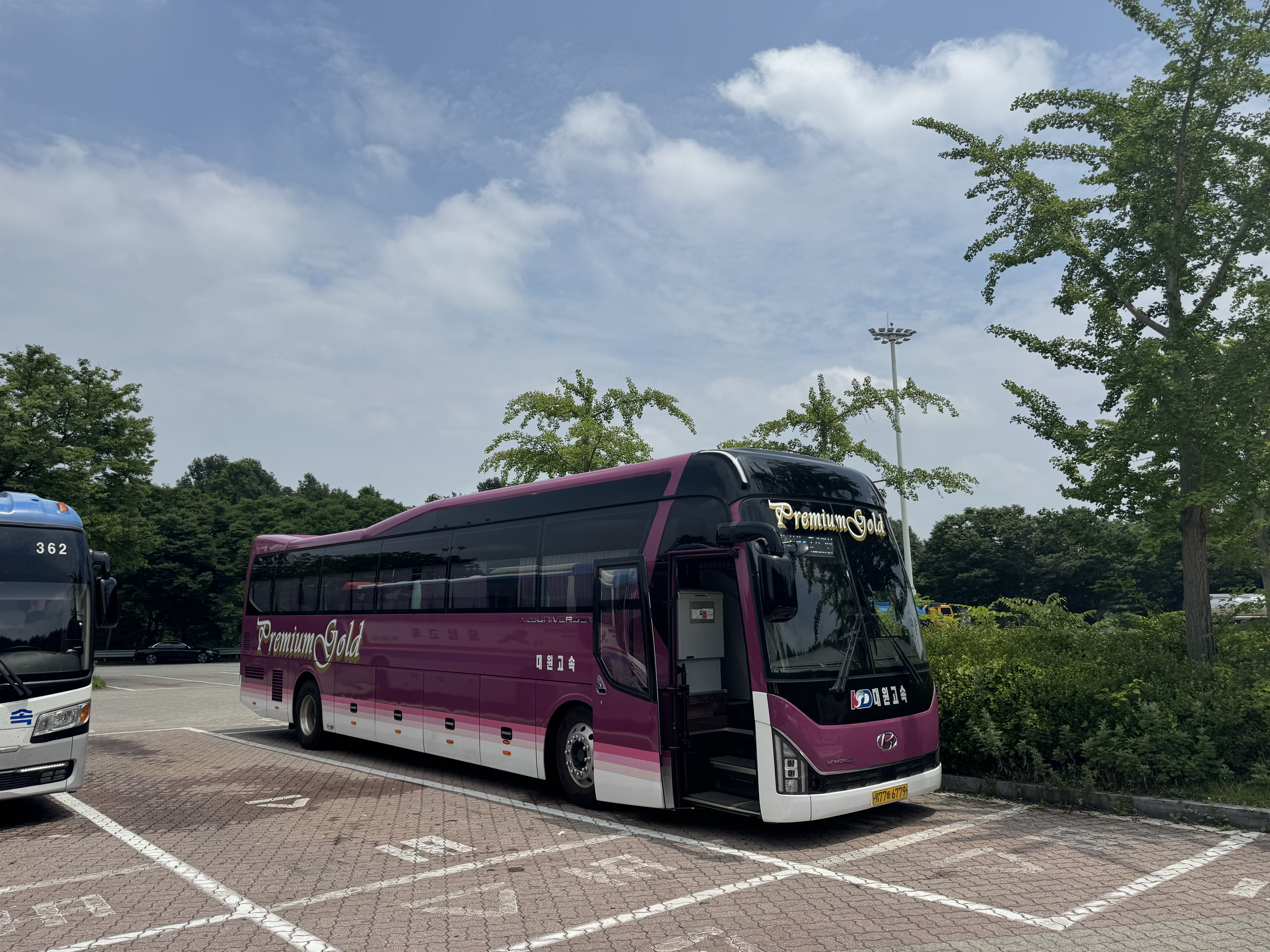
대원고속 소속 2024년식 뉴 프리미엄 유니버스 프레시티지 페이스리프트 차량

## 경쟁 차종
- 기아 - 기아 뉴 그랜버드 슈퍼 프리미엄
- 자일대우버스 - 자일대우 BX, 자일대우 FX
- 메르세데스-벤츠 - 메르세데스-벤츠 인테그로, 메르세데스-벤츠 트라베고
- 이스즈 자동차 - 이스즈 갈라
- 히노 자동차 - 히노 세레가
- 미쓰비시 후소 - 에어로 버스
- 볼보버스 - 볼보 B7R

## 같이 보기
- 현대자동차
- 현대 에어로시티
- 현대 RB
- 현대 에어로